# Historia de las cúpulas medievales árabes y de Europa occidental

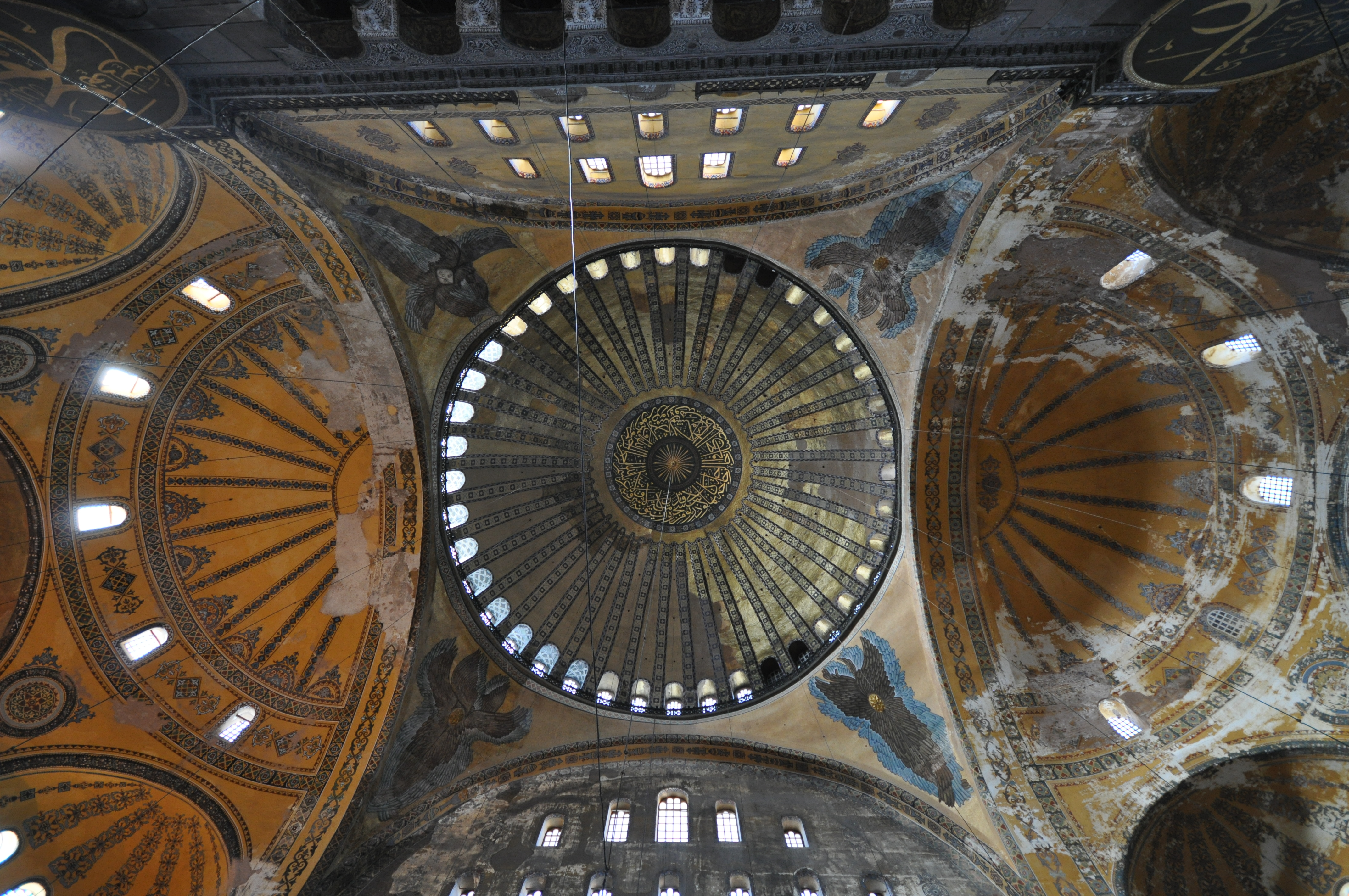
Interior de la cúpula de Santa Sofía de Constantinopla (532-537)

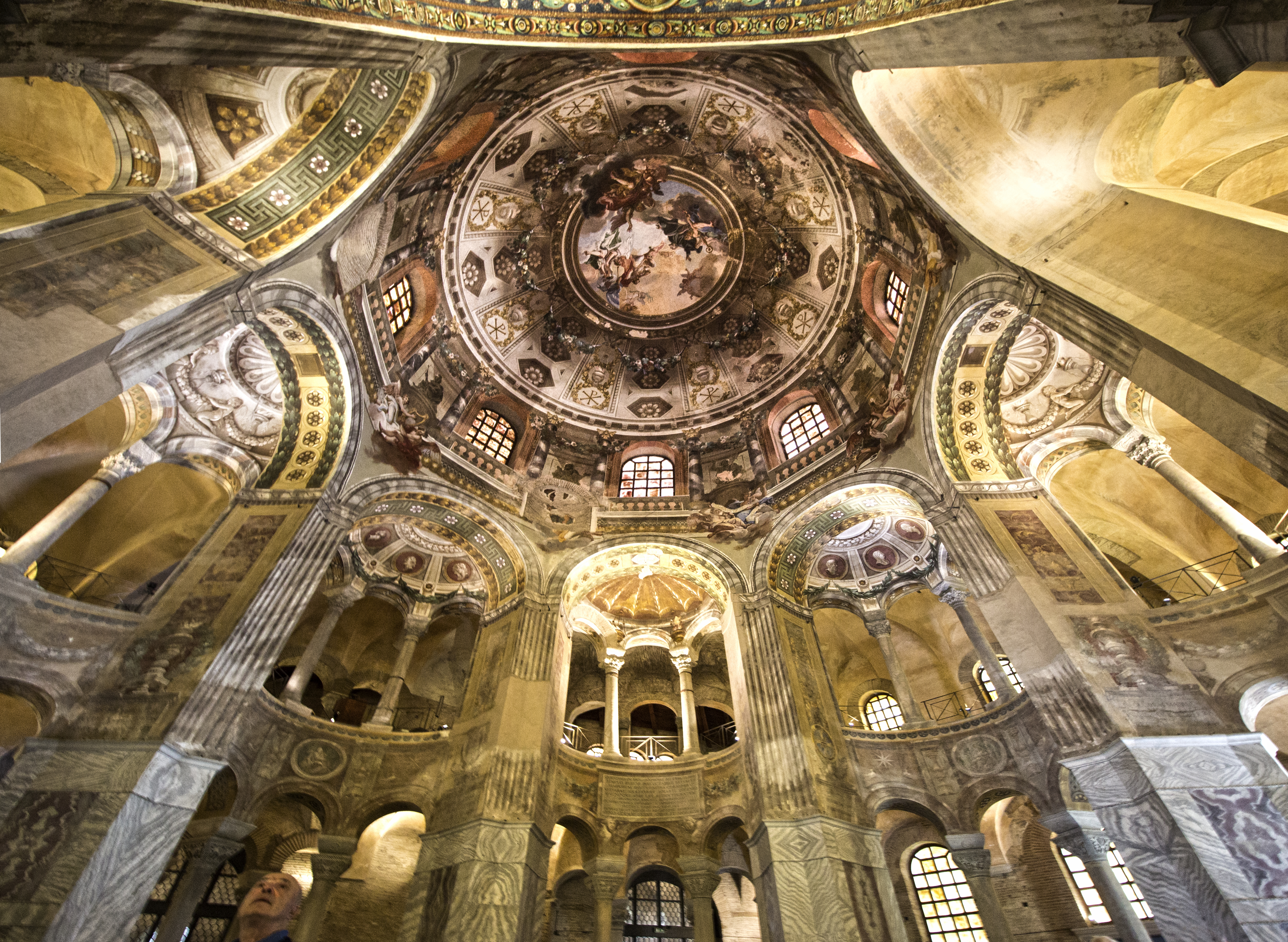
Interior de la cúpula de San Vitale, una cúpula octogonal sobre tambor aligerado con amplias ventanas, que será modelo de muchas iglesias occidentales. (los frescos son barrocos del finales del)

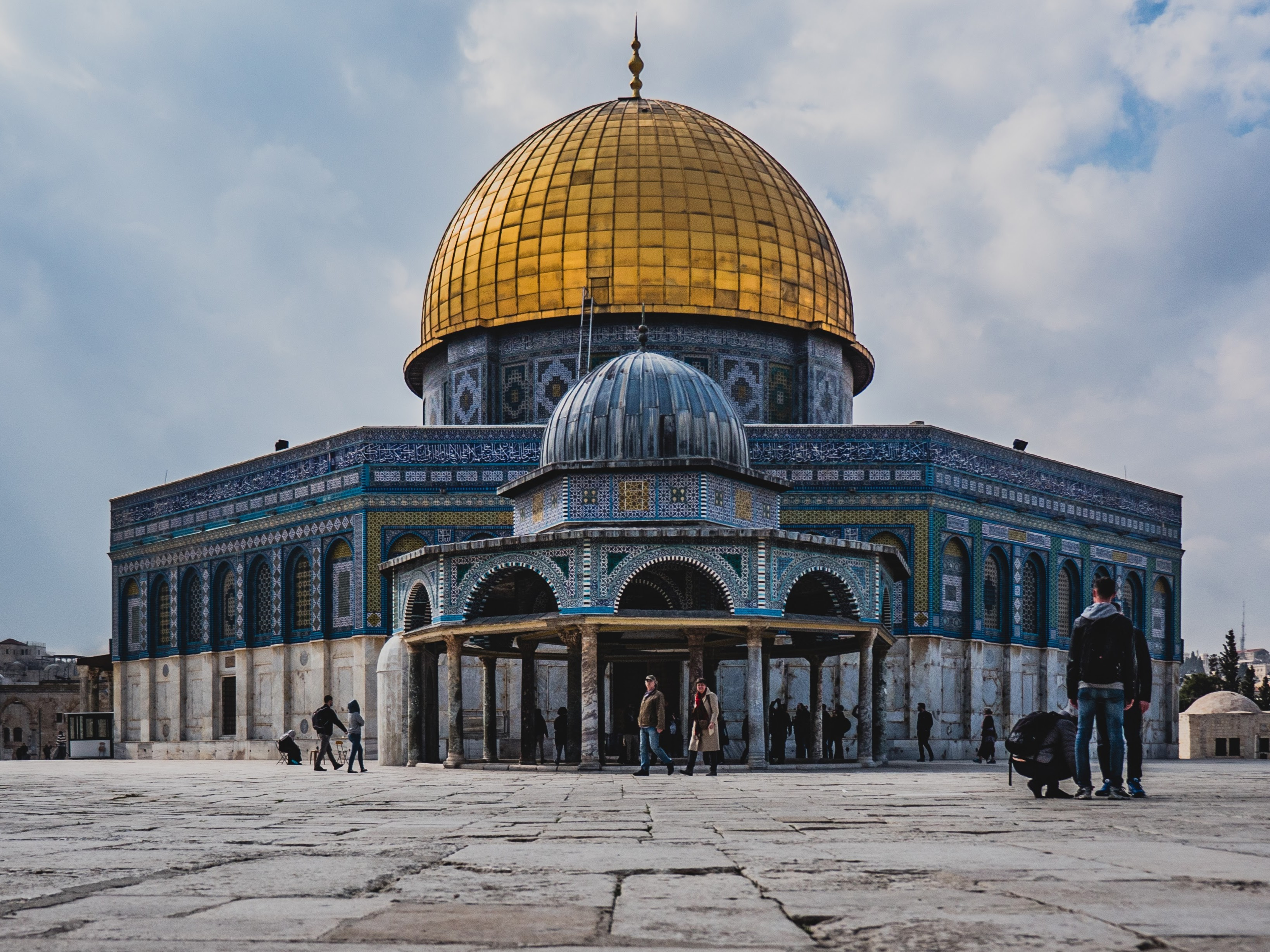
La cúpula de la roca en Jerusalén (erigida en 688-692, ampliada en la década de 820 y restaurada muchas veces), fue un ejemplo para muchas iglesias cristianas después del regreso de los cruzados.

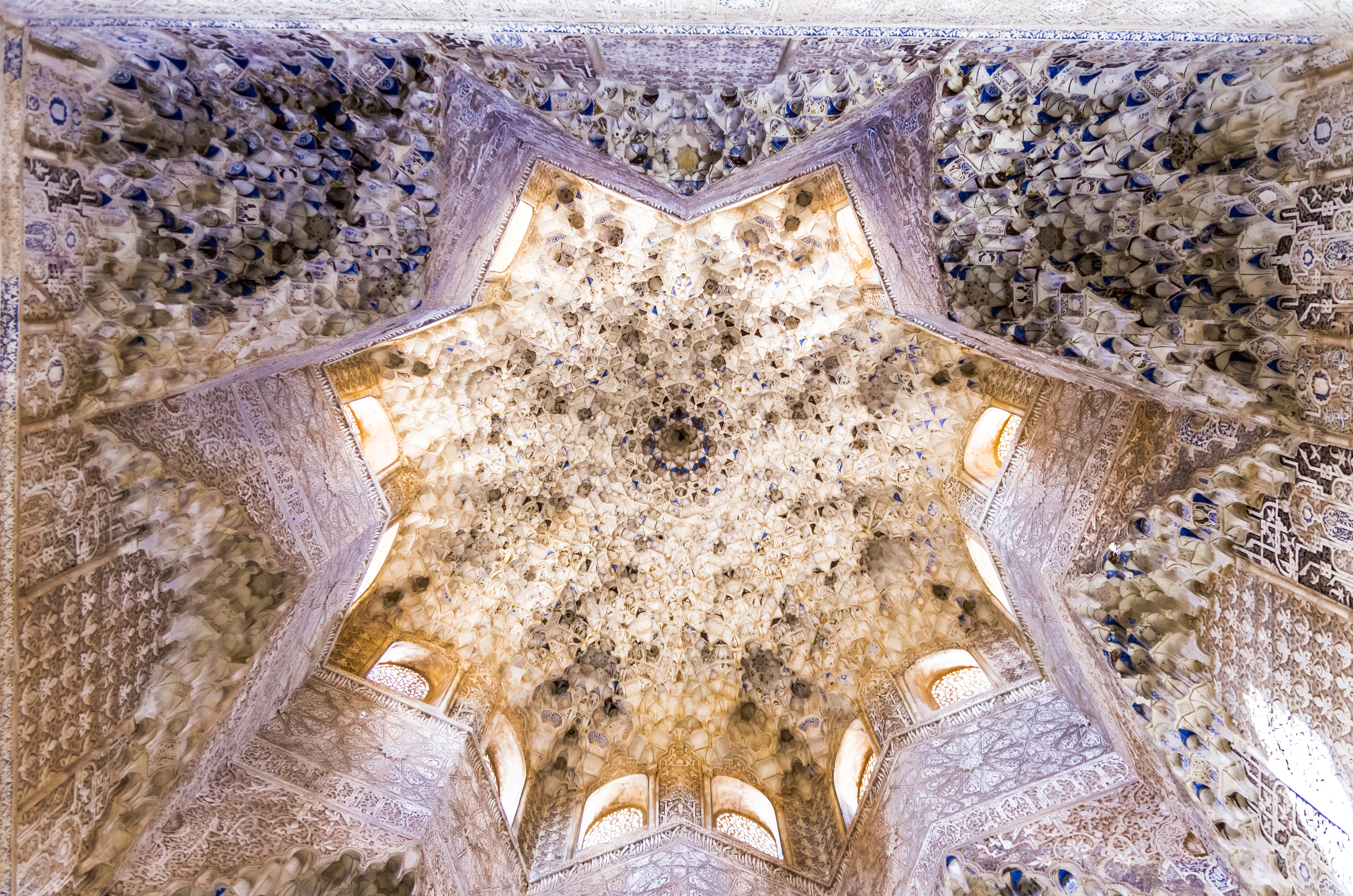
Cúpula con muquarnas de la Sala de los Abencerrajes

Las primeras cúpulas de la Edad Media, particularmente en aquellas  entonces recientemente bajo control bizantino, fueron una continuación de la arquitectura romana anterior. La Edad Media se inició con una gran construcción del emperador Justiniano I, Santa Sofía de Constantinopla (532-537), la catedral con mayor superficie del mundo durante casi mil años. Erigida por Antemio de Tralles e Isidoro de Mileto, tenía una gran cúpula de 56,6 m de altura y 31,87 m de diámetro, sostenida por cuatro arcos reforzados mediante contrafuertes y semicúpulas que desviaban los empujes, que será una de las grandes cúpulas de todos los tiempos. o la de San Vitale en Ravena. La arquitectura de las iglesias cupuladas de Italia desde los siglos VI al VIII siguió a la de las provincias bizantinas y, aunque esa influencia disminuyó bajo Carlomagno, continuó en Venecia, en la Italia meridional y en Sicilia. La capilla Palatina de Carlomagno es una notable excepción, ya que se basó en los modelos bizantinos de Rávena y Constantinopla. La Cúpula de la Roca, un santuario religioso musulmán omeya construido en Jerusalén, fue diseñada de manera similar a los cercanos martyria bizantinos e iglesias cristianas. Las cúpulas también se construyeron en el mundo árabe como parte de los palacios musulmanes, en los salones del trono, en pabellones y baños, y elementos combinados de la arquitectura bizantina y persa, usando pechinas y trompas. Se debate el origen del tipo de cúpula de arcos cruzados, pero el primer ejemplo conocido es del siglo X en la gran mezquita de Córdoba. En Egipto, las cúpulas con un perfil en forma de «quilla» fueron características de la arquitectura fatimí. El uso de trompas se generalizó en el mundo islámico en los siglos X y XI. Las cúpulas bulbosas se usaron para cubrir grandes edificios en Siria después del siglo XI, tras un renacimiento arquitectónico allí, y la forma actual del domo de la Cúpula de la Roca probablemente date de esa época.
La arquitectura de las iglesias románicas cristianas, especialmente las del Sacro Imperio Romano, prefirió la planta longitudinal y en ella las cúpula aparecen solo interiormente, en el crucero, generalmente octogonales sobre trompas y sin manifestarse al exterior, ocultas dentro de torres, una disposición que comienza alrededor de 1050. Un ejemplo es la iglesia de San Michele Maggiore en Pavía, Italia.
Las cúpulas sobre pechinas, aparentemente basadas en modelos bizantinos, aparecen primero en Venecia, en la basílica de San Marcos (1063-1072) de Venecia, con sus cinco cúpulas sobre pechinas inspiradas en la iglesia bizantina de los Santos Apóstoles. Se difunden luego en la región de Aquitania en Francia después del comienzo de las Cruzadas en 1095, aparentemente basadas en modelos bizantinos, como en la iglesia de la abadía de Fontevrault, donde fue enterrado Ricardo Corazón de León. Los Caballeros Templarios construyeron una serie de iglesias de planta centralizada por toda Europa, inspiradas en la iglesia del Santo Sepulcro, siendo la Cúpula de la Roca en su sede del monte del Templo también una influencia. Se construyeron característica cúpulas sobre pechinas en España durante la Reconquista. También se construyeron cúpulas cristianas de arcos cruzados similares a las de la Gran Mezquita de Córdoba anterior, como en la iglesia del Santo Sepulcro en Torres del Río. Las cúpulas góticas son poco comunes debido al uso de bóvedas de arista sobre las naves, y a que los cruceros de las iglesias generalmente se cubrieron con altos campanarios, pero hay ejemplos de pequeñas cúpulas octogonales en los cruceros en catedrales, como el estilo desarrollado desde el románico. La cúpula octogonal de la catedral de Florencia, que se considera el inicio del Renacimiento, fue el resultado de los planes de ampliación de esa iglesia del siglo XIV, parte de los esfuerzos en Toscana por construir cúpulas con perfiles externos expuestos.
El tipo de cúpula de muqarnas puede haberse originado en el Irak del califato abasí como conchas de ladrillo individuales en grandes células similares a las trompas, pero fue popular en el norte de África y en España con patrones celulares más intrincados en estuco sobre una carcasa interna de madera. Dos ejemplos sobresalientes del palacio árabe de la Alhambra en Granada, España, son la sala de los Abencerrajes del siglo XIV y la sala de las dos Hermanas. En el Egipto del siglo XIV, los mamelucos comenzaron a construir cúpulas de piedra, en lugar de las de ladrillos, para las tumbas de los sultanes y de emires y construirán cientos de ellas en los siguientes dos siglos y medio. Externamente, sus estructuras de soporte se distinguen por los ángulos achaflanados o escalonados y por las ventanas redondas en una disposición triangular. Se utilizaron una variedad de formas para la cúpula en sí, incluidas las de forma de bulbo, conopiales y de quilla, e incluyeron patrones tallados en espirales, zigzags y diseños florales. Los minaretes bulbosos de Egipto se difundieron por Siria en el siglo XV e influirían en el uso de las cúpulas bulbosas en la arquitectura del noroeste de Europa, ya que los peregrinos las asociaban con Tierra Santa. En los Países Bajos del noroeste de Europa, en el siglo XVI, se hicieron populares las agujas de varios pisos con cúpulas bulbosas truncadas que sostienen cúpulas o coronas más pequeñas.
El edificio de la iglesia medieval en la Europa católica prefirió el edificio longitudinal (con arco de arco o bóveda de cañón) al central y le dio a la arquitectura de la cúpula, aparte de algunos edificios en el suroeste de Francia (Catedral de Périgueux, iglesia de la abadía de Souillac y otros), solo ciertas posibilidades de desarrollo sobre el crucero. Sin embargo, el edificio central con cúpula permaneció igual que el Baptisterio, las réplicas de la iglesia del Santo Sepulcro en Jerusalén y en casos especiales como la capilla del Palatinado en Aquisgrán y sus sucesores. Los edificios con cúpula más importantes de la Edad Media fueron los baptisterios Parma (1196-1270), de Cremona (de 1176) y de Florencia (siglos XI/XII, con 25,60 m de diámetro, la cúpula más grande de la Edad Media), todos edificios de planta poligonal. El baptisterio de Pisa (desde 1152) estaba cubierto con una bóveda cónica (originalmente con una tapa abierta), una forma especial. Las iglesias bizantinas con cúpulas cruzadas continúan la tradición de la bóveda abovedada, que se refleja en San Marco en Venecia, de donde aparentemente surgieron sugerencias para las iglesias con cúpulas del Périgord (Périgueux, Angoulême, etc.).

## Temprana Edad Media

### Áreas post-romanas

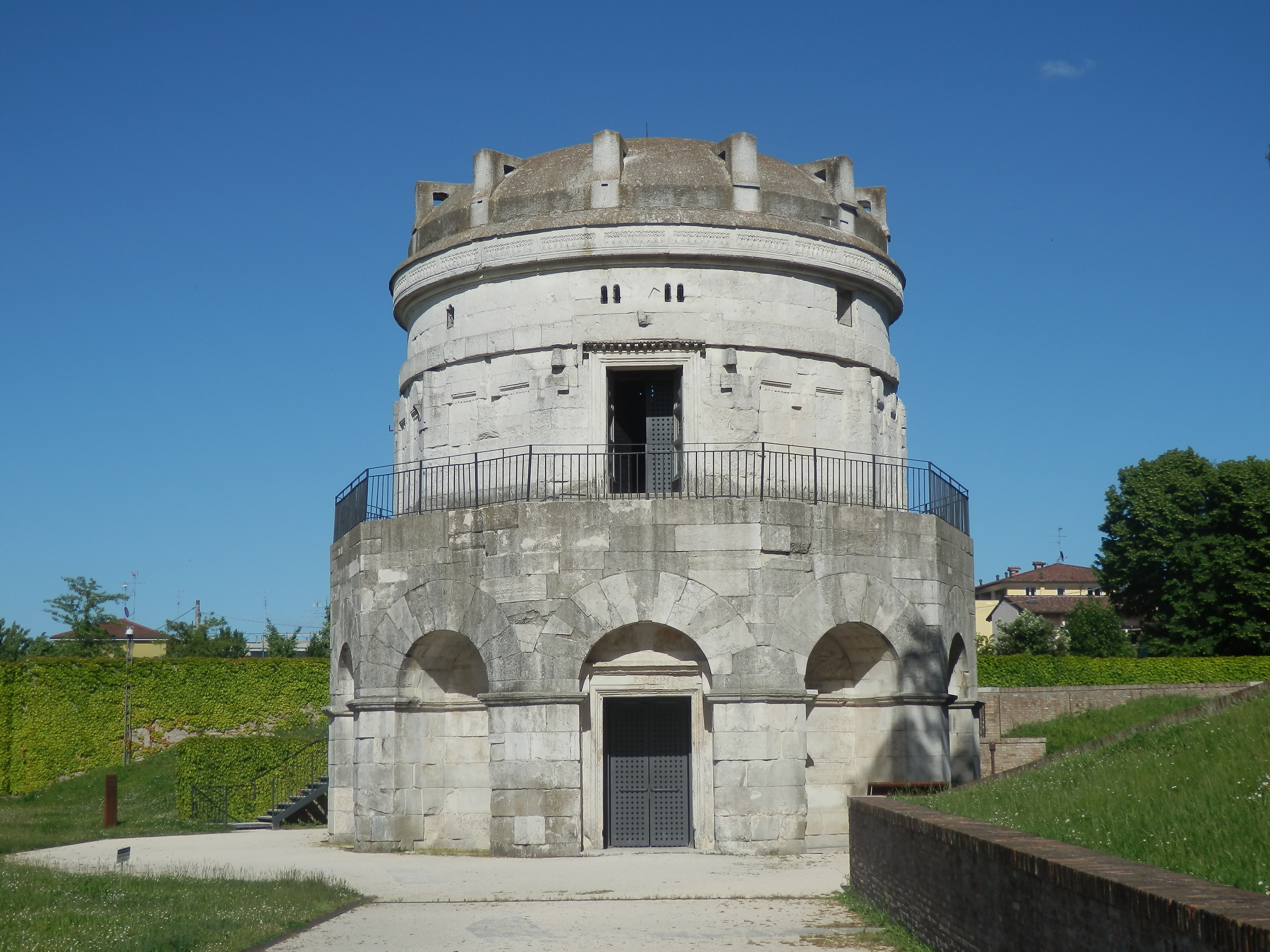
El mausoleo de Teodorico

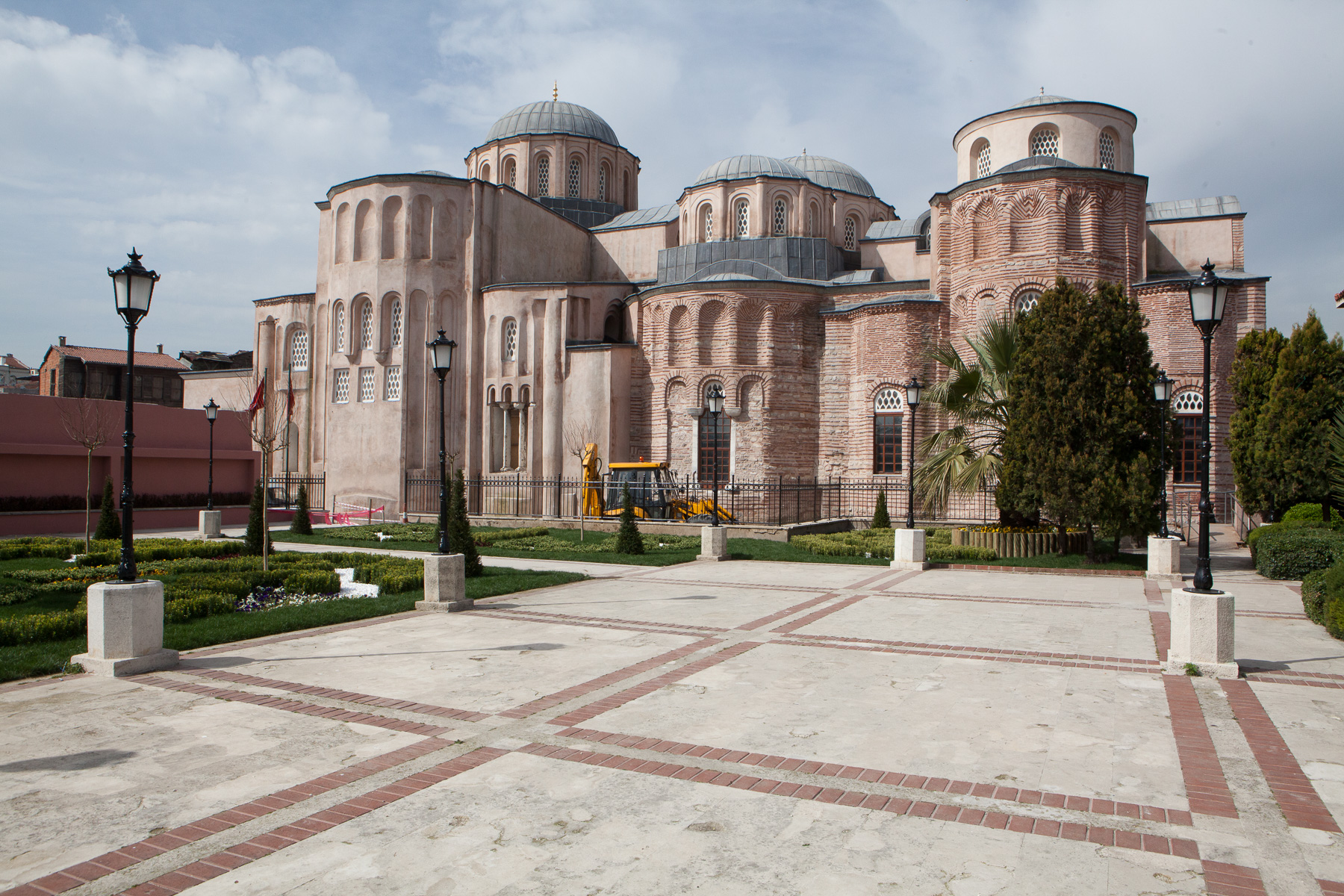
Mezquita de Zeyrek, antiguo monasterio pantocrático en Estambul, iglesia funeraria de los emperadores bizantinos y después de Santa Sofía, el edificio religioso más grande construido por ellos que aún existe en la ciudad. iglesia cruciforme que consta de cuatro iglesias conectadas por un porche: iglesia del Cristo Pantocrator, la capilla imperial y la iglesia Theotokos Eleousa.

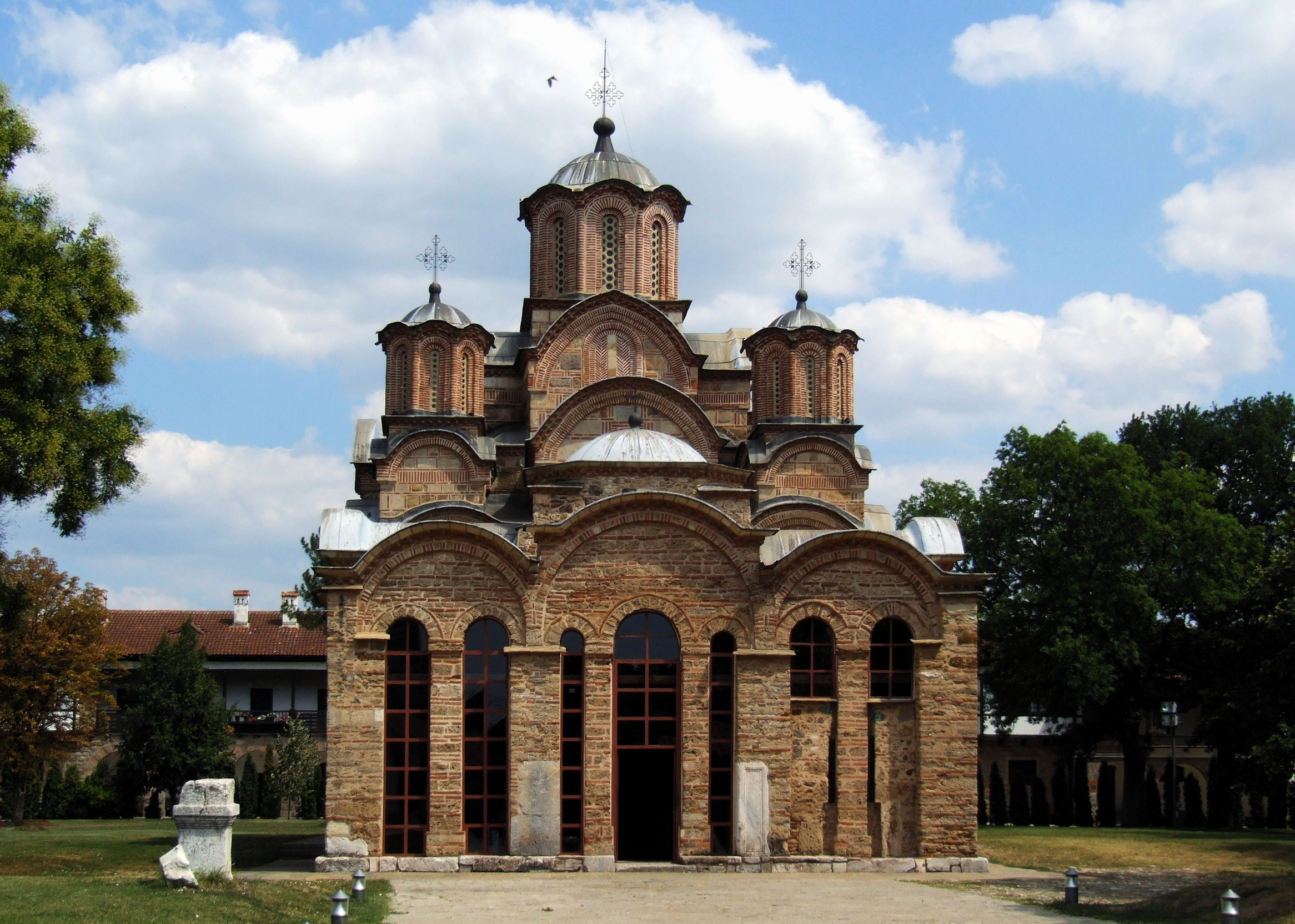
Monasterio de Gračanica: ejemplo de iglesia bizantina de cinco cúpulas:además de la cúpula central, hay cuatro cúpulas flanqueantes en las esquinas sobre la naos rectangular.

Aunque la cronología es incierta para algunos ejemplos, las cúpulas continuaron construyéndose en Italia a lo largo de la Edad Media. La construcción de cúpulas parece haberse detenido en la ciudad de Roma a mediados del siglo V, pero hay docenas de ejemplos italianos fuera de Roma de los siglos siguientes. Continuando desde la antigüedad tardía, se construyeron cúpulas a principios de la Edad Media. sobre edificios centralizados como baptisterios y martyria. Algunos de los baptisterios cupulados construidos en el siglo VI en Italia son el baptisterio de Albenga y los de Canosa di Puglia y de Nocera Superiore. Otros ejemplos del uso de cúpulas aparecen en el santuario de San Prosdocimo en la abadía de Santa Giustina en Padua (siglo VI), la basílica de San Leucio en Canosa (siglo VI), la basílica de San Salvatore en Spoleto (desde finales del siglo VI) y la de la Chiesa di Sant'Ilario a Port'Aurea de Benevento (a más tardar en el siglo VII).
Diecisiete años después de la destitución del último emperador romano de Occidente, Teodorico el Grande será el rey ostrogodo de Italia. Sus proyectos de construcción continuaron en gran medida las convenciones arquitectónicas existentes. Su baptisterio Arriano en Rávena (ca. 500), por ejemplo, se hace eco del baptisterio neoniano construido antes. Ambos baptisterios son edificios octogonales con cubiertas piramidales que ocultan las cúpulas interiores. El mausoleo de Teodorico, sin embargo, fue ya entendido por los contemporáneos como una obra notable. Iniciado en 520, la cúpula de 11 m de ancho sobre el mausoleo fue tallada en una sola losa de piedra caliza de 440 toneladas y fue colocada en algún momento entre 522 y 526. La forma de platillo de la cúpula monolítica, que se estima en más de 230 toneladas de piedra de Istria, puede haber sido elegida para evitar grietas radiales. Se cree que los doce soportes tallados como parte externa del domo se utilizarían para maniobrar la pieza y colocarla en su lugar. La elección de grandes bloques de piedra caliza para la estructura es importante ya que el material de construcción más común en Occidente en ese momento era el ladrillo. Es probable que artesanos extranjeros fueran llevados a Ravena para construir la estructura, posiblemente de Siria, donde se utilizaba tal cantería en edificios contemporáneos.
El área de Siria y de Palestina tiene una larga tradición de arquitectura doméstica, incluidas las cúpulas de madera en formas descritas como "conoide", o similares a los conos/copas de un pino. Cuando las fuerzas árabes musulmanas conquistaron la región, emplearon a los artesanos locales para sus edificios y, a finales del siglo VII, la cúpula comenzó a convertirse en un símbolo arquitectónico del mismo Islam. La rapidez de esta adopción probablemente se vio favorecida por las tradiciones religiosas árabes, que son anteriores al islam, de ambas estructuras cupuladas para cubrir los lugares de enterramiento de los antepasados y del uso de una tabernáculo carpado redondo, con una cúpula hecha de cuero rojo, para albergar a los ídolos. Las primeras versiones de cúpulas bulbosas se pueden ver en ilustraciones de mosaicos en Siria que datan del período omeya. Se utilizaron para cubrir grandes edificios en Siria después del siglo XI.

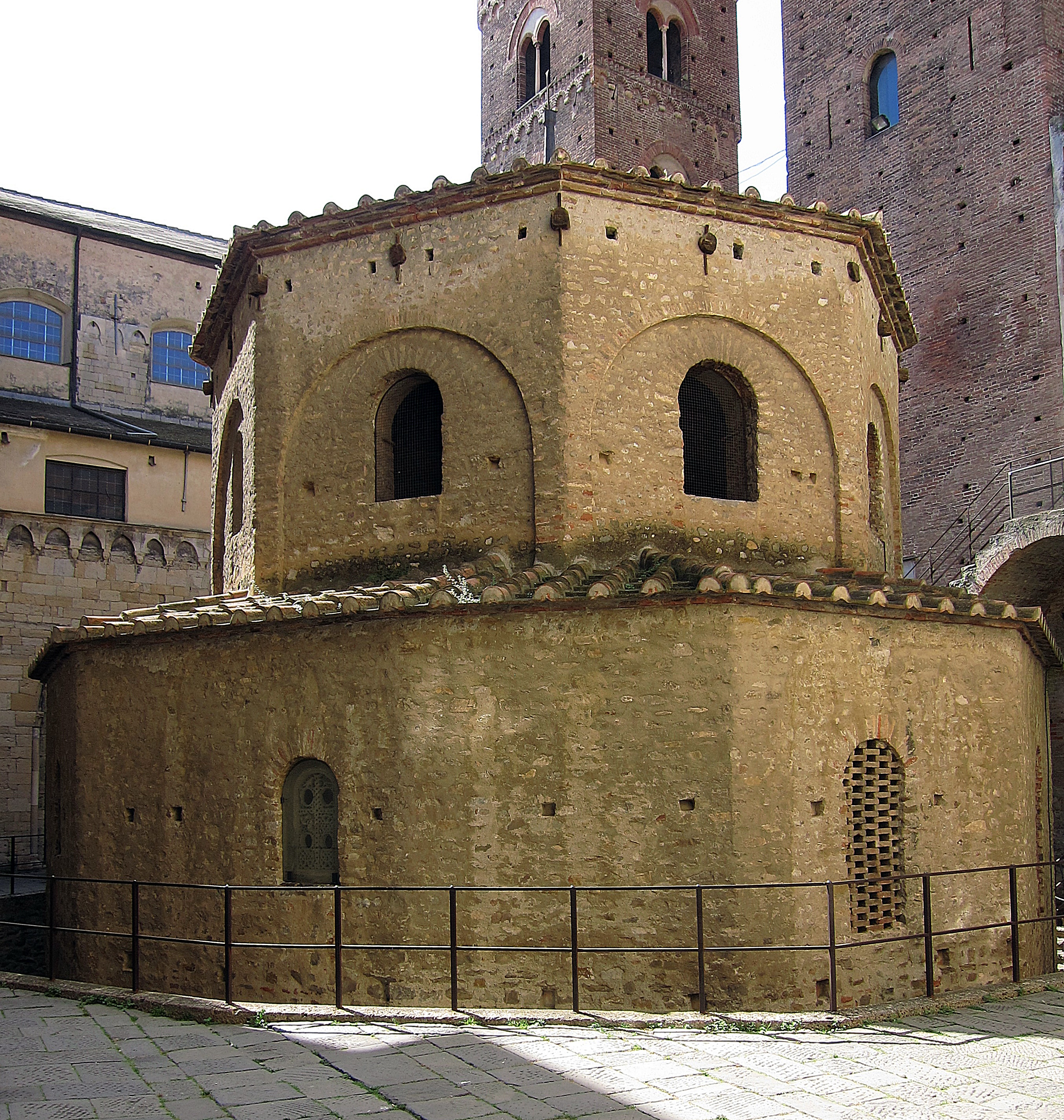
Baptisterio de Albenga
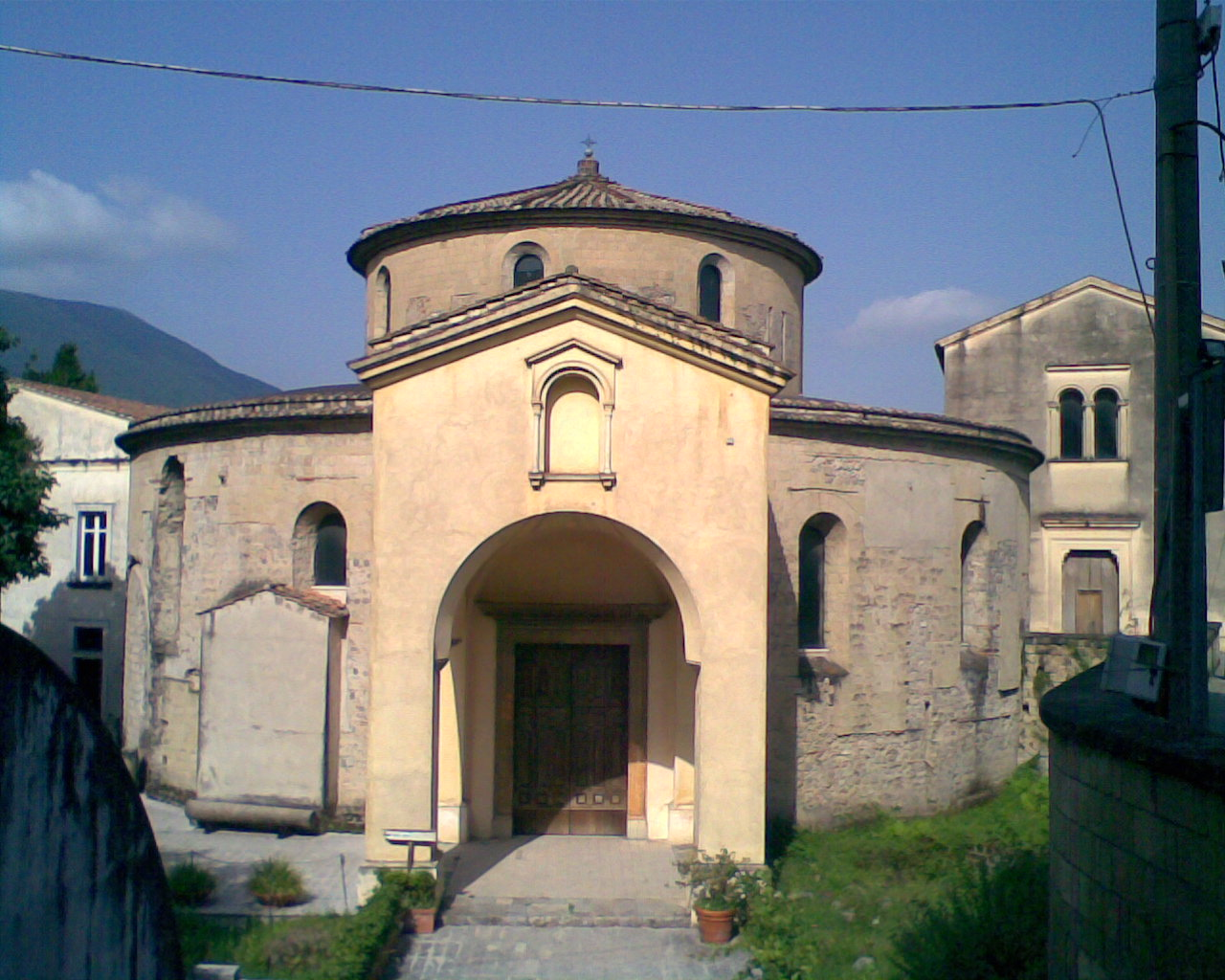
Baptisterio de Nocera
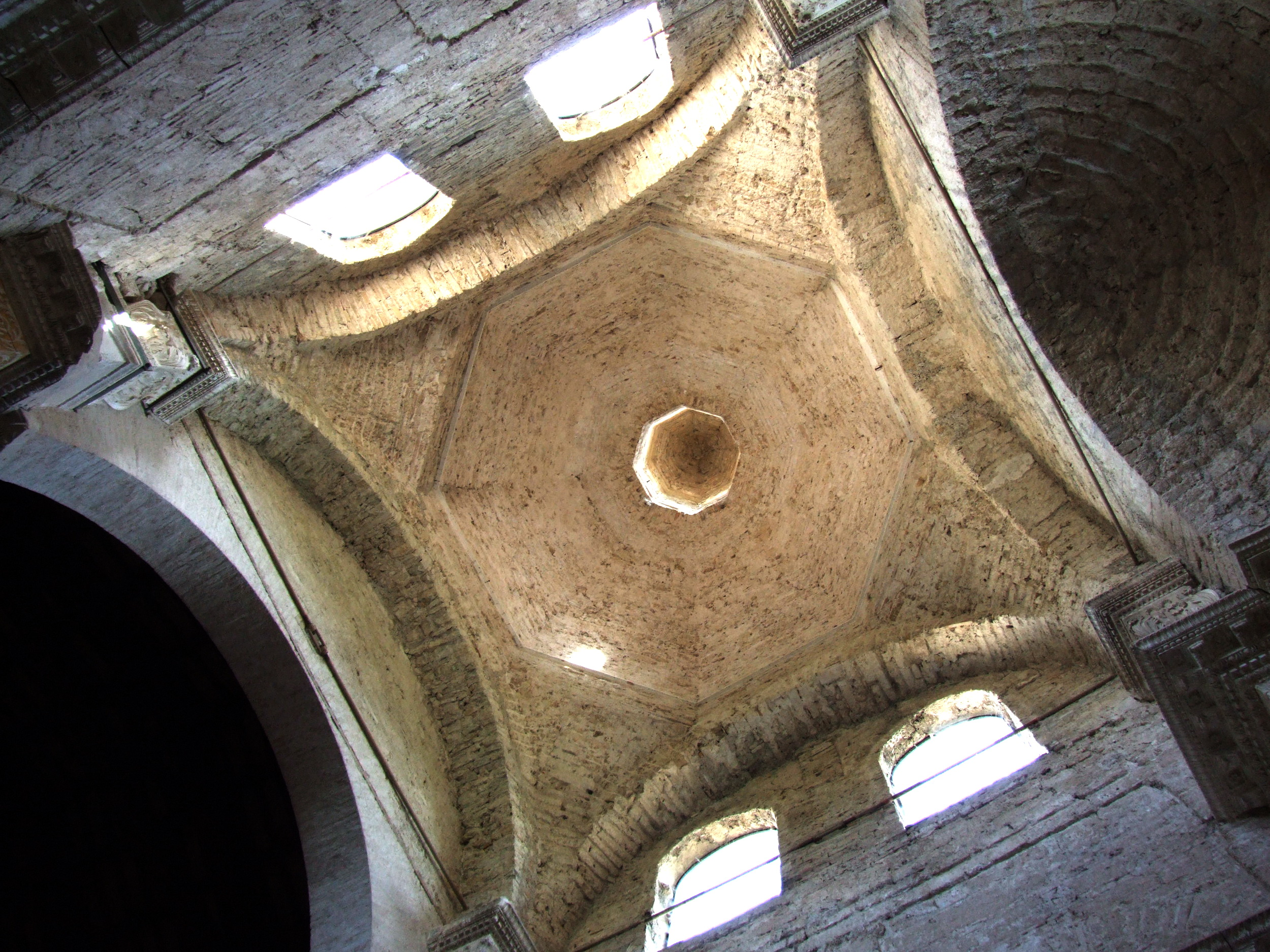
San Salvatore de Spoleto
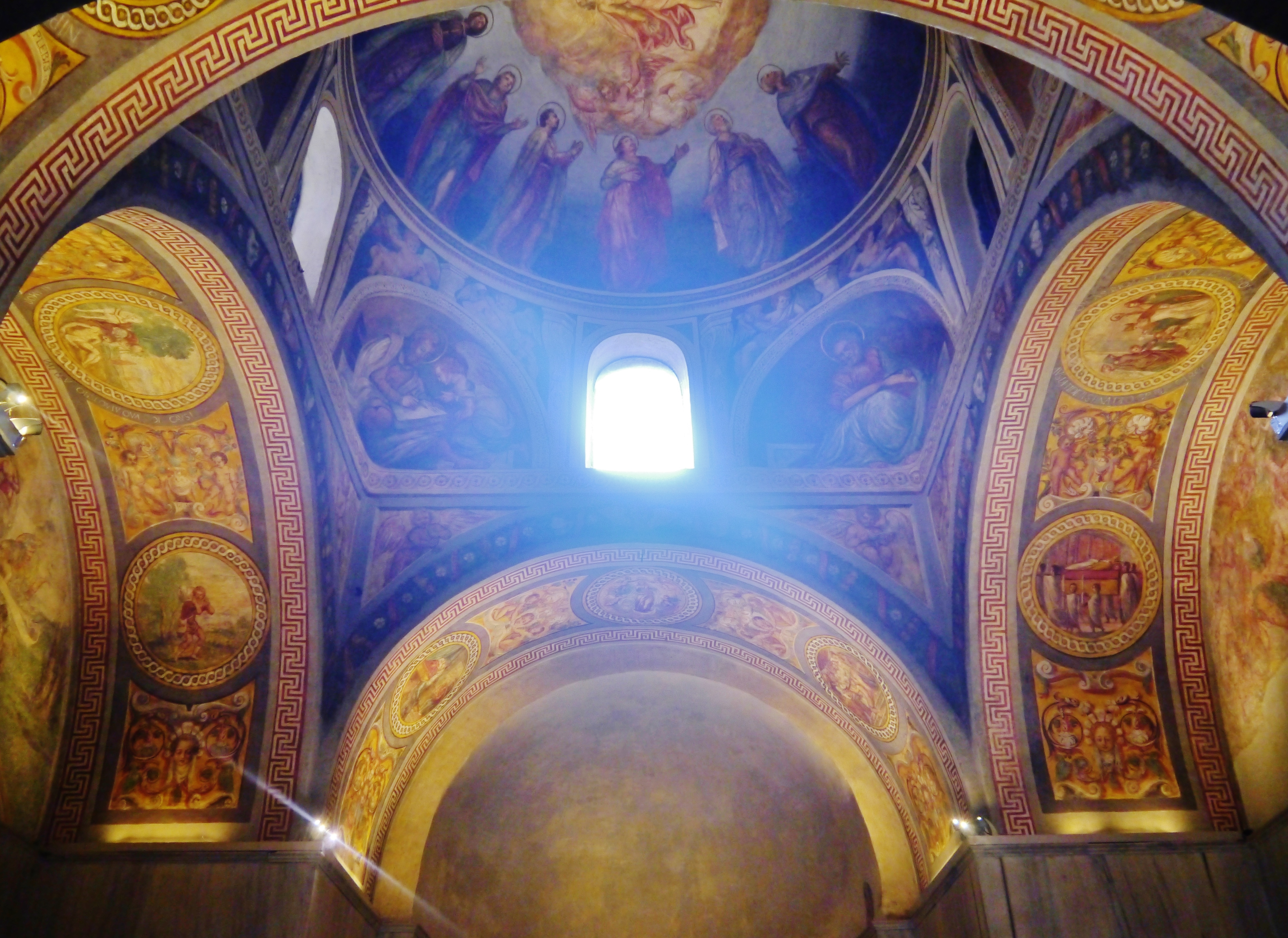
Oratorio de San Prosdocimo en la Basilica di Santa Giustina, Padua

### Califato Omeya

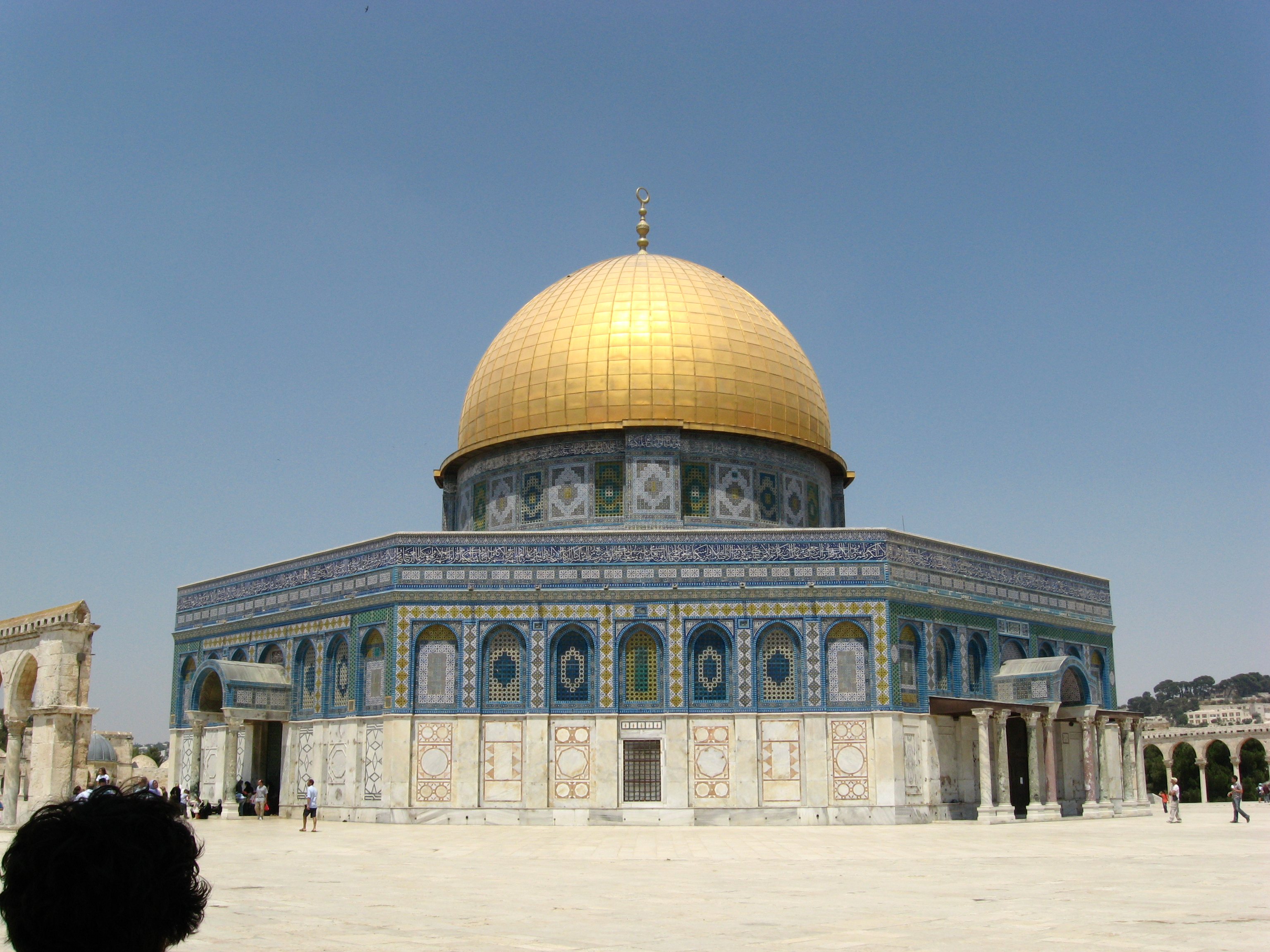
La cúpula de la roca en Jerusalén

La Cúpula de la Roca en Jerusalén, el edificio islámico más antiguo que se conserva, fue completada en 691 por el califa omeya Abd Al-Malik. Su diseño era el de un ciborio o relicario, como eran habituales en los martyria bizantinos y en las principales iglesias cristianas de la ciudad. La rotonda de la cercana iglesia del Santo Sepulcro, en particular, tiene un diseño similar y casi las mismas dimensiones. Se sabe que el edificio se incendió en el siglo XI y que luego fue reconstruido, lo que lo convertiría en uno de los edificios de madera más antiguos del mundo. La cúpula, un diseño de doble cáscara de madera, tiene 20,44 mde diámetro. La forma bulbosa de la cúpula «probablemente data del siglo XI». Desde 1958 se han realizado varias restauraciones para abordar los daños estructurales, que han supuesto un amplio reemplazo de azulejos, mosaicos, techos y paredes de tal manera que «casi todo lo que uno ve en este maravilloso edificio se colocó allí en la segunda mitad del siglo XX», pero sin cambios significativos en su forma y estructura original. Actualmente está cubierto de aluminio dorado.
Además de en los santuarios religiosos, se usaron cúpulas sobre los salones de audiencia y los del trono de los palacios omeyas, y como parte de porches, pabellones, fuentes, torres y caldaria de los baños. Combinando las características arquitectónicas de la arquitectura bizantina y de la sasánida, las cúpulas se apoyaron sobre pechinas y trompas y se hicieron en una gran variedad de formas y materiales. En el centro de la ciudad-palacio de Bagdad había una cúpula y, de manera similar pero de menor escala, hay relatos literarios de que existía una sala de audiencias con cúpula en el palacio de Abu Muslim en Merv, en el punto de encuentro de cuatro iwanes dispuestos según las direcciones cardinales.
Los palacios musulmanes incluían salas cupuladas ya en el siglo VIII, mucho antes de que las cúpulas se convirtieran en elementos habituales de la arquitectura de las mezquitas. El palacio de Khirbat al-Minya de principios del siglo VIII incluía una puerta de entrada cupulada. El palacio de Qusair Mushatta y un palacio del siglo IX en Samarra también tenían salas del trono cupuladas. Una estructura cupulada cubría una piscina poco profunda en el patio principal del palacio de Khirbat al-Mafjar de mediados del siglo VIII. Ejemplos similares en mezquitas, como las fuentes cupuladas en la mezquita de Ibn Tulun (destruida en 987 y reemplazada por una edificación diferente), en Maarrat al-Numan, en Nishapur, Trípoli y en la mezquita de Damasco parecen estar relacionadas con este elemento de la arquitectura palaciega, aunque luego se utilizaron como parte de la ablución ritual.

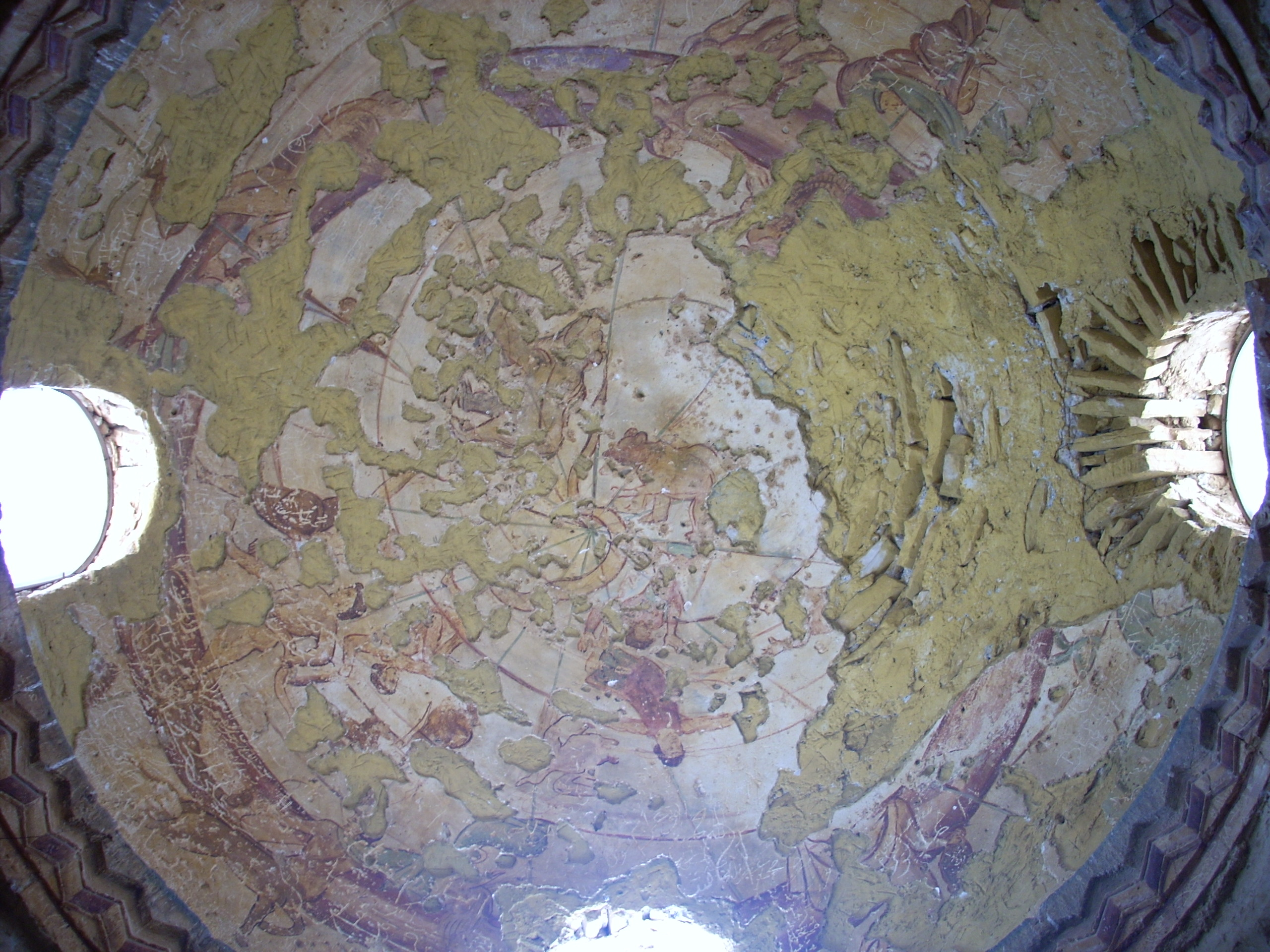
Fresco del de la cúpula del caldarium de Qasr Amra (Jordania): se ve el Zodiaco como un trazo rojo; en el centro hay un oso (signo de la Osa Menor); la Osa Mayor también es visible, entre otros signos.

Los caldaria de los primeros complejos de baños islámicos en Amra, Sarraj y Anjar estaban techados con cúpulas de piedra o de ladrillo. El caldarium del temprano baño islámico en Qusair Amra tiene «la decoración completa de una cúpula astronómica mejor conservada», una idea decorativa que se usara en las cúpulas de los baños durante mucho tiempo en el mundo islámico. Desde 1985, es patrimonio de la Humanidad.
La disposición de una cúpula en el frente del mihrab de una mezquita probablemente comenzó con la reconstrucción de la mezquita del Profeta en Medina por el califa omeya Al-Walid. Probablemente esto enfatizaría el lugar del gobernante, aunque las cúpulas finalmente se convertirían en puntos focales de la decoración y composición arquitectónica o indicarían la dirección de la oración. Los desarrollos posteriores de esta disposición incorporaran más cúpulas orientadas axialmente con la cúpula del mihrab. Los obreros bizantinos construyeron la mezquita de los Omeyas de Damasco y su cúpula hemisférica para al Walid en 705. La cúpula descansa sobre una base octogonal formada por trompas. La cúpula, llamada «cúpula del águila» o «cúpula del hastial», estaba originalmente hecha de madera pero no queda nada de ella. Se supone que descansaba sobre grandes vigas transversales.
Aunque la arquitectura en la región declinaría después del traslado de la capital a Irak bajo los abasíes en 750, las mezquitas construidas después de un renacimiento a finales del siglo XI generalmente siguieron el modelo omeya, especialmente el de la mezquita de Damasco. Son ejemplos cupulados las mezquitas de Sarmin (1305-1306) y de al-Bab (1305). La cúpula típica de Damasco es lisa y está soportada por una doble zona de trompas: cuatro trompas permiten la transición a ocho lados, que con ocho trompas más, permiten disponer un tambor de dieciséis lados con ventanas en los lados alternos.

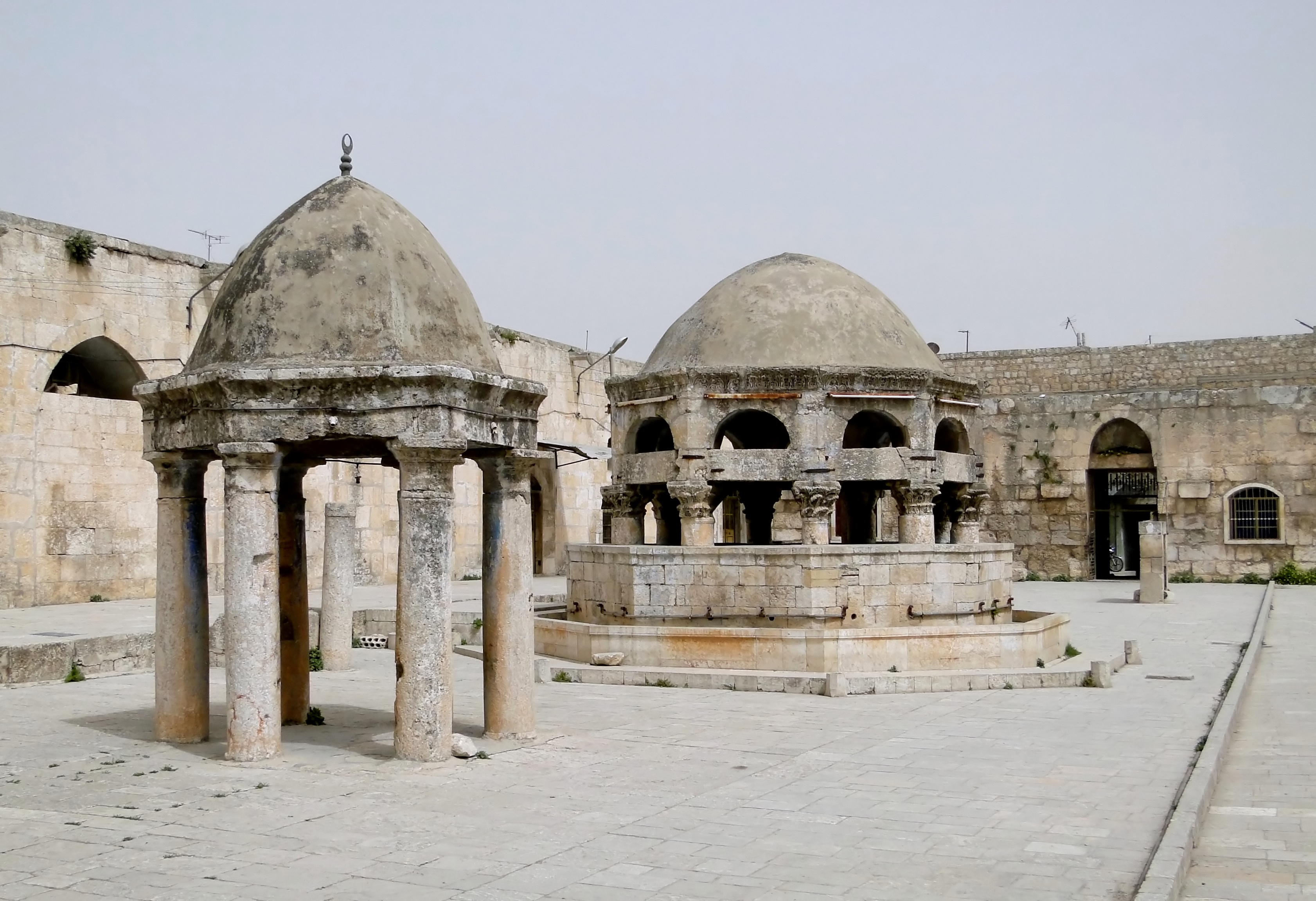
Cúpulas en el patio de la Gran Mezquita de Ma'arrat al-Numan
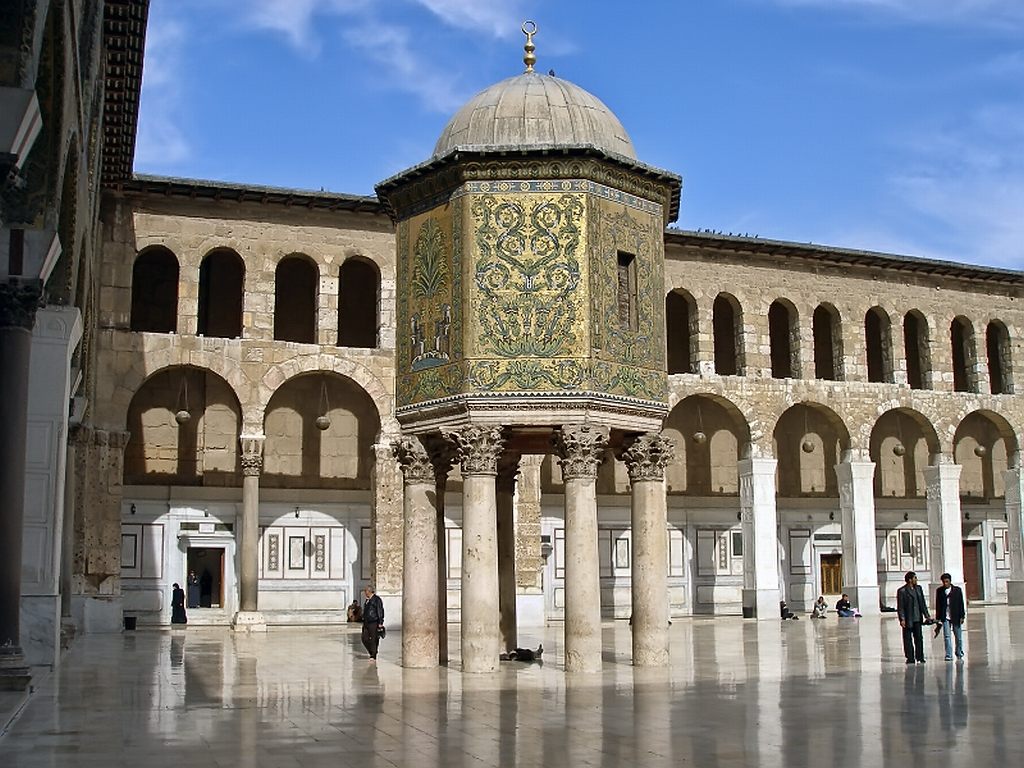
Cúpula del Tesoro en el patio de la mezquita de los Omeyas
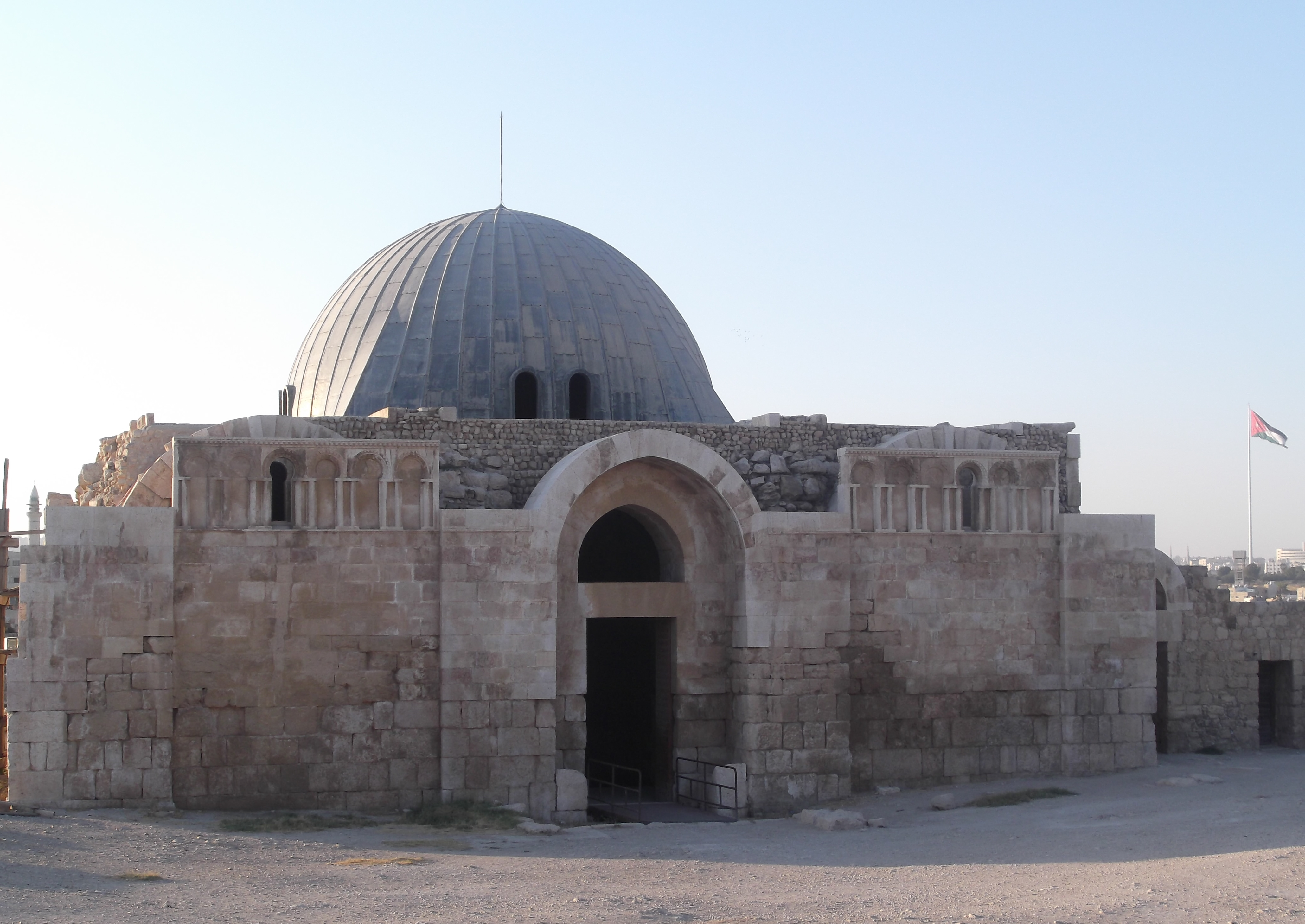
Entrada cupulada de la ciudadela de Amán (rec.)
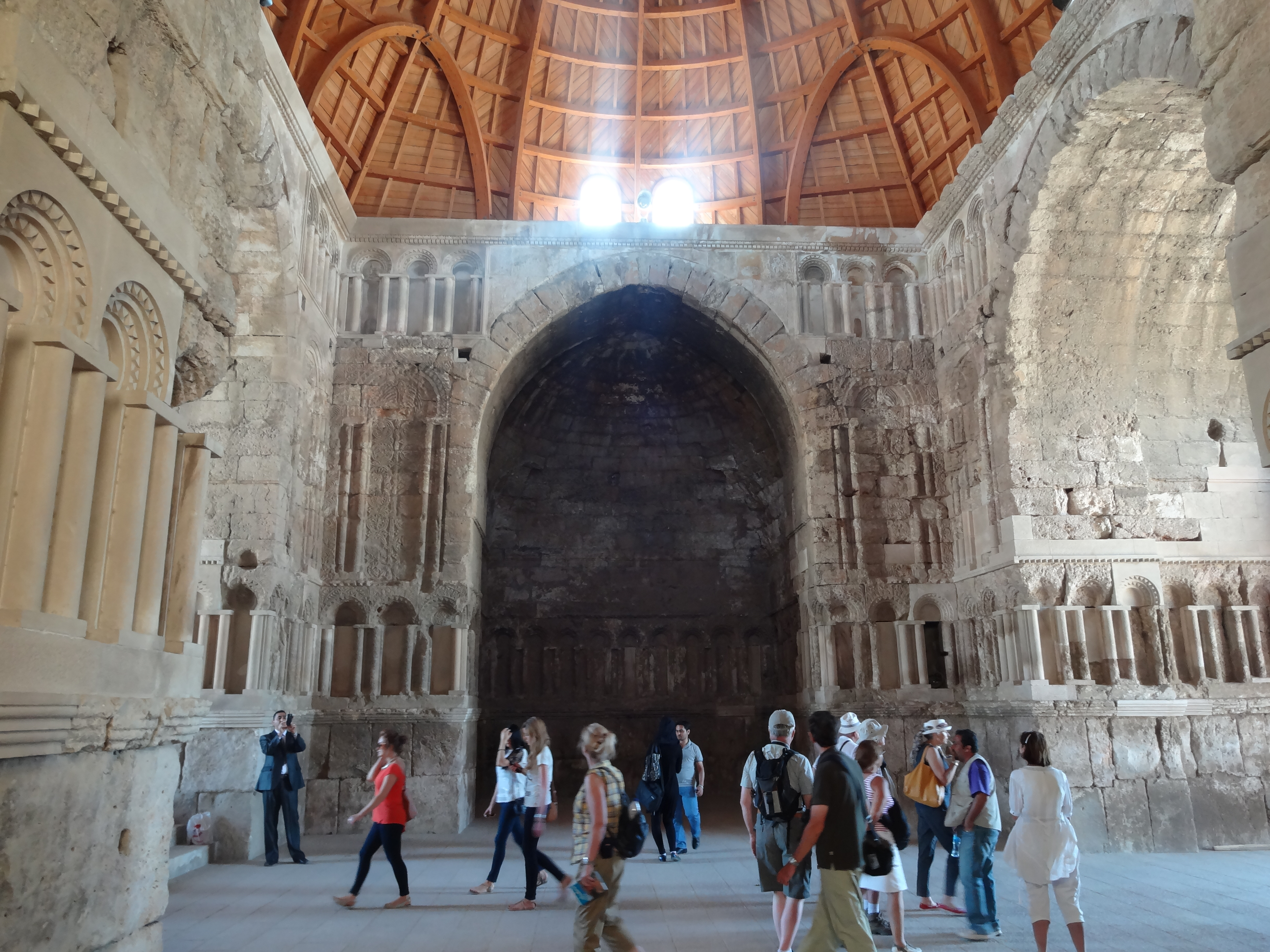
Interior de la entrada: la cúpula de madera es una recreación moderna
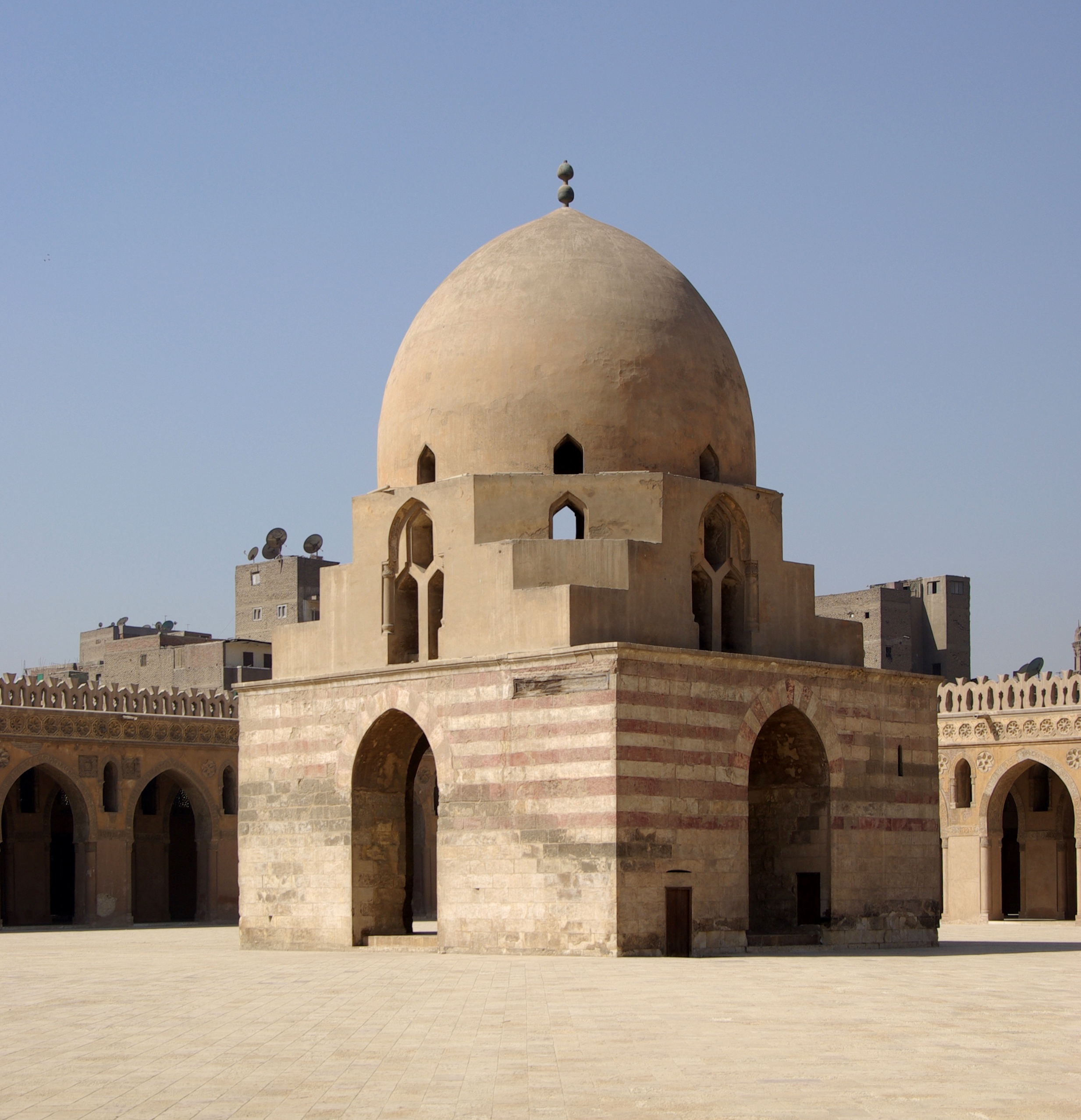
Patio central (sahn) de la mezquita de Ibn Tulun
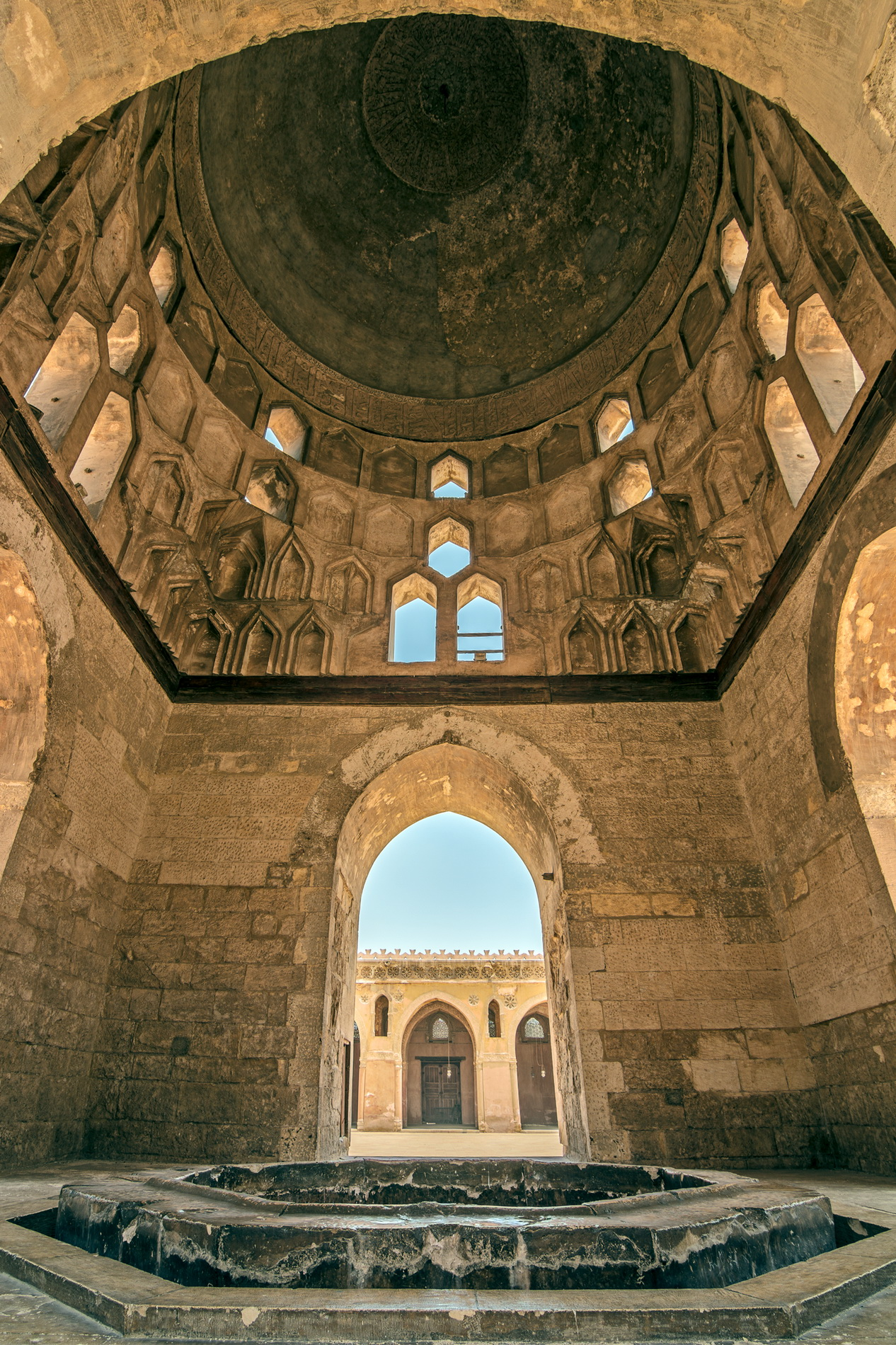
Interior de la cúpula de la fuente (fauwara o nafura) de la mezquita de Ibn Tulun

### Influencia bizantina en Europa

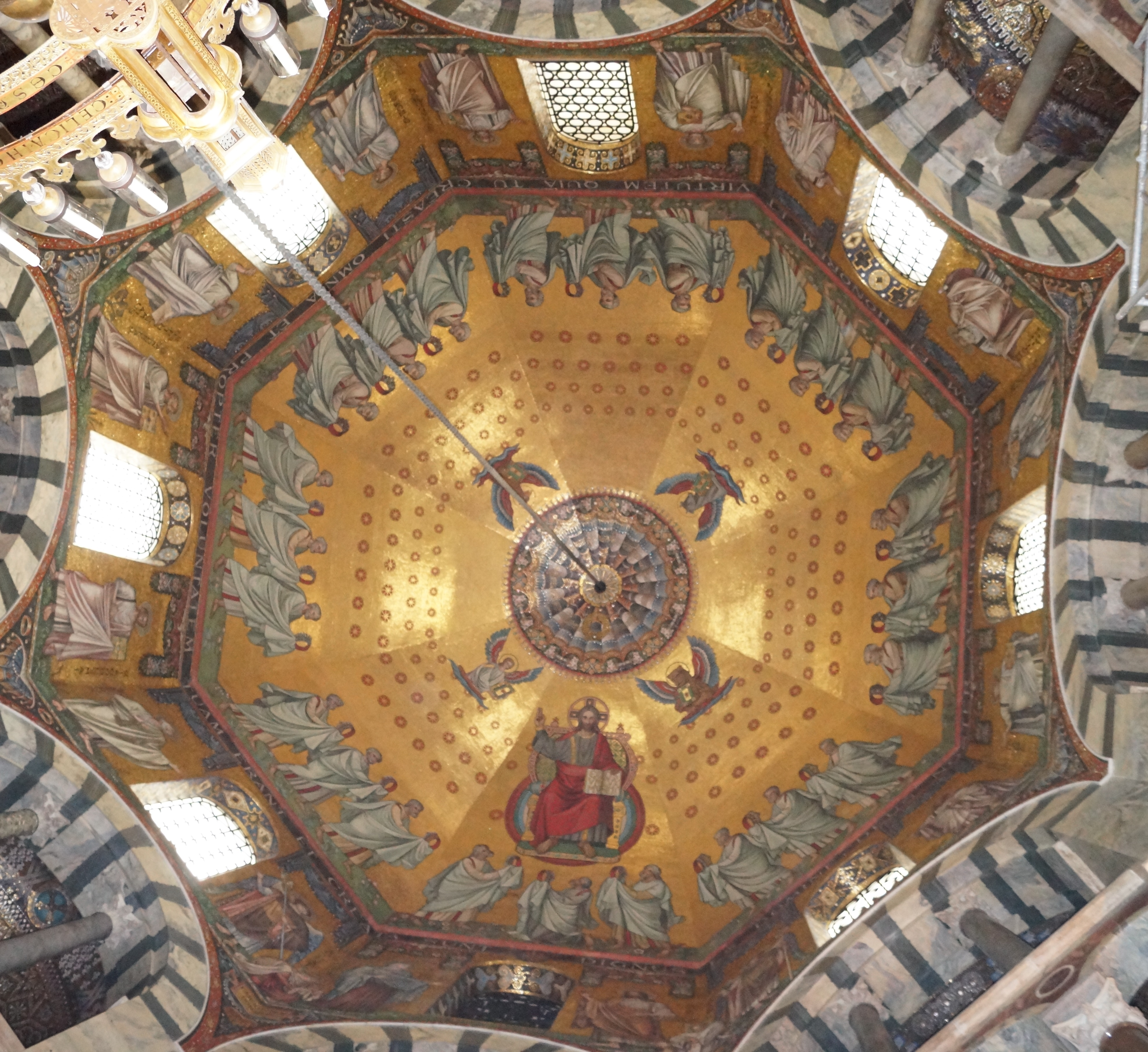
La capilla Palatina de Aquisgrán

La arquitectura de las iglesias italianas desde finales del siglo VI hasta finales del siglo VIII estuvo menos influida por las tendencias de Constantinopla que por una variedad de plantas provinciales bizantinas. En Italia, parece haber sido una disminución en la frecuencia de la construcción de cúpulas entre los siglos VIII y X.
Con la coronación de Carlomagno como nuevo emperador romano, esas influencias fueron reemplazadas en gran medida por un renacimiento de las anteriores tradiciones de construcción occidentales. Son excepciones puntuales las tempranas iglesias de quincunce en Milán y cerca de Cassino. El extenso uso bizantino de cúpulas sobre pechinas esféricas después del siglo VI influyó en la arquitectura carolingia de los siglos IX y X. Se han encontrado restos de pechinas esféricas en el oratorio de Germigny-des-Prés.
La capilla Palatina de Carlomagno tiene un diseño de octógono con cúpula influido por modelos bizantinos como la basílica de San Vitale en Rávena, la iglesia de Sergio y Baco en Constantinopla, y tal vez el Chrysotriklinos o «sala de recepción dorada» del Gran Palacio de Constantinopla. También se ha propuesto que fueron las descripciones de los viajeros que regresaban de la Cúpula de la Roca en Jerusalén, que se pensaba que había sido el Templo de Salomón, las que sirvieron como modelo. Fue construida en su palacio en Aquisgrán entre 789 y su consagración fue en 805. Se cree que el arquitecto fue Eudes de Metz, aunque la calidad de la construcción del sillar ha llevado a especular sobre el trabajo de albañiles externos. La cúpula octogonal mide 16,5 m de ancho y 38 m de alto. Era la cúpula más grande al norte de los Alpes en ese momento. Las dimensiones del espacio octagonal coinciden con las de la capilla octagonal de San Aquilino del siglo IV en la basílica de San Lorenzo en Milán. La posterior iglesia de planta central del cementerio de San Miguel en Fulda era similar a la capilla de Aquisgrán, aunque más simple. La capilla inspiró copias en el siglo XIV y siguió siendo un «punto focal de la realeza alemana». La cúpula fue reconstruida después de un incendio en 1656 y la decoración interior data de alrededor de 1900. Son varias las copias que se han hecho de la capilla Palatina, como una iglesia de San Pedro y San Pablo en Ottmarsheim, una capilla San Nicolás en Nijmegen y el Westbau del Minster de Essen.

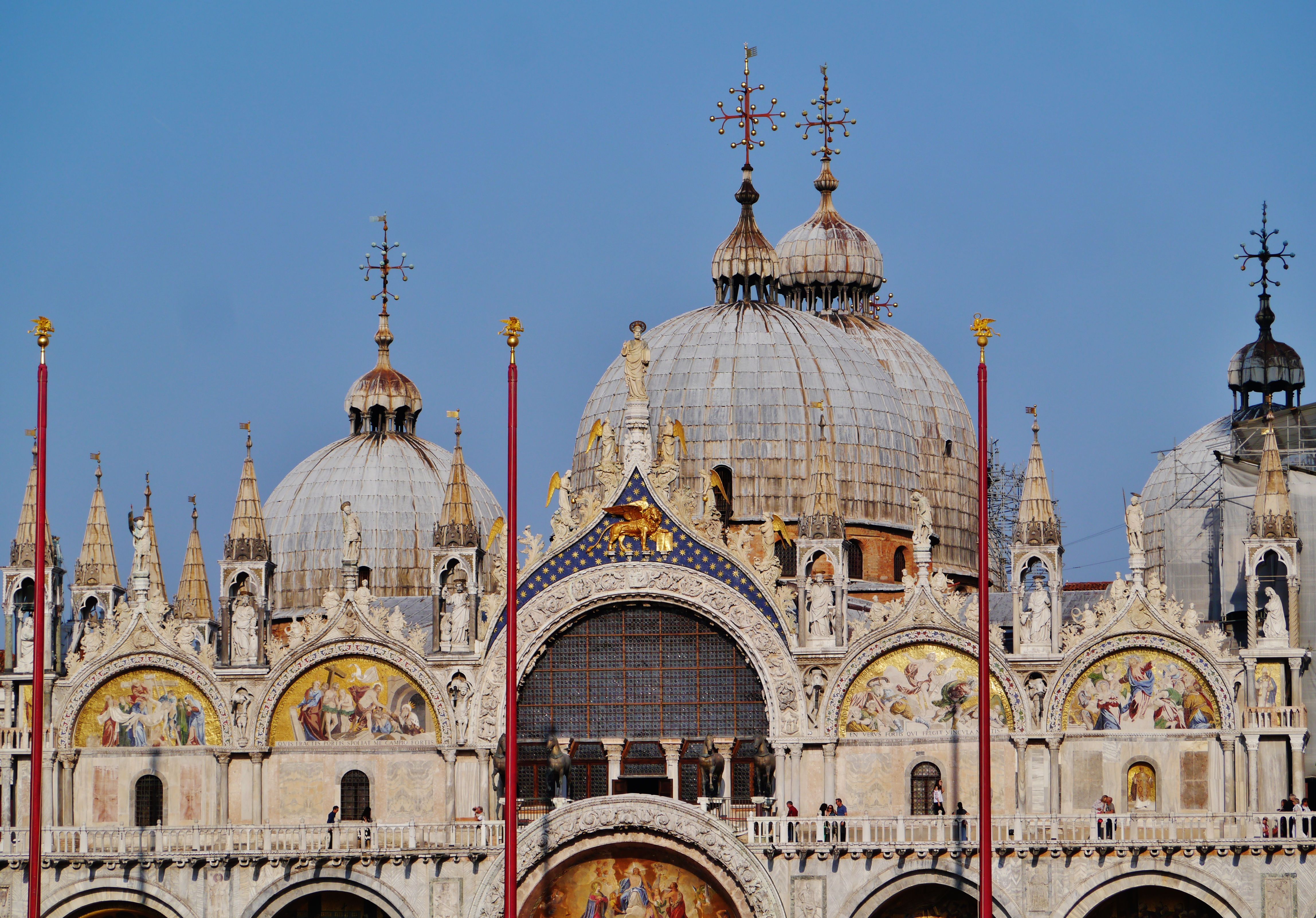
Las cinco cúpulas de la basílica de San Marcos

Venecia, la Italia meridional y Sicilia sirvieron como puestos de avanzada en Italia de la influencia arquitectónica bizantina media. Los estrechos vínculos mercantiles de Venecia con el imperio bizantino dieron como resultado que la arquitectura de esa ciudad y de sus alrededores fuera una mezcla de influencias bizantinas y del norte de Italia, aunque nada de los siglos IX y X ha sobrevivido excepto los cimientos de la primera basílica de San Marcos. Este edificio era presumiblemente similar a la iglesia de los Santos Apóstoles de Justiniano en función de su diseño, pero se desconoce cómo estaba techado.
En el sur de Italia, son ejemplos el llamado baptisterio de Santa Severina en Calabria, construido en algún momento entre los siglos IV y XI, la iglesia de Santa Maria di Gallana en Agro de Oria, construida en algún momento entre 668 y el siglo IX, el siglo VIII o X, el Tempietto di Seppannibale, la iglesia de San Giorgio degli Armeni del siglo X , y la iglesia de San Pietro (Otranto) del siglo X. El hecho de que el sur de Italia fuera reconquistado y gobernado por un gobernador bizantino desde aproximadamente 970 hasta 1071 explica el número relativamente grande de pequeñas y rústicas iglesias de estilo bizantino medio que se encuentran allí, incluida la Cattolica en Stilo y S. Marco en Rossano. Ambas son iglesias en planta de cuz inscrita en un cuadrado con cinco pequeñas cúpulas sobre tambores en un patrón de quincunce y datan del período de gobierno bizantino o posterior. Son pocas las iglesias de Sicilia del período bizantino, después de haber sido conquistada por los musulmanes en 827, pero hay iglesias de quincunce con cúpulas individuales sobre altos tambores centrales y tanto pechinas bizantinas o trompas islámicas. Apenas sobrevive en la isla muy poca arquitectura del período islámico.

### Al-Ándalus y África del Norte

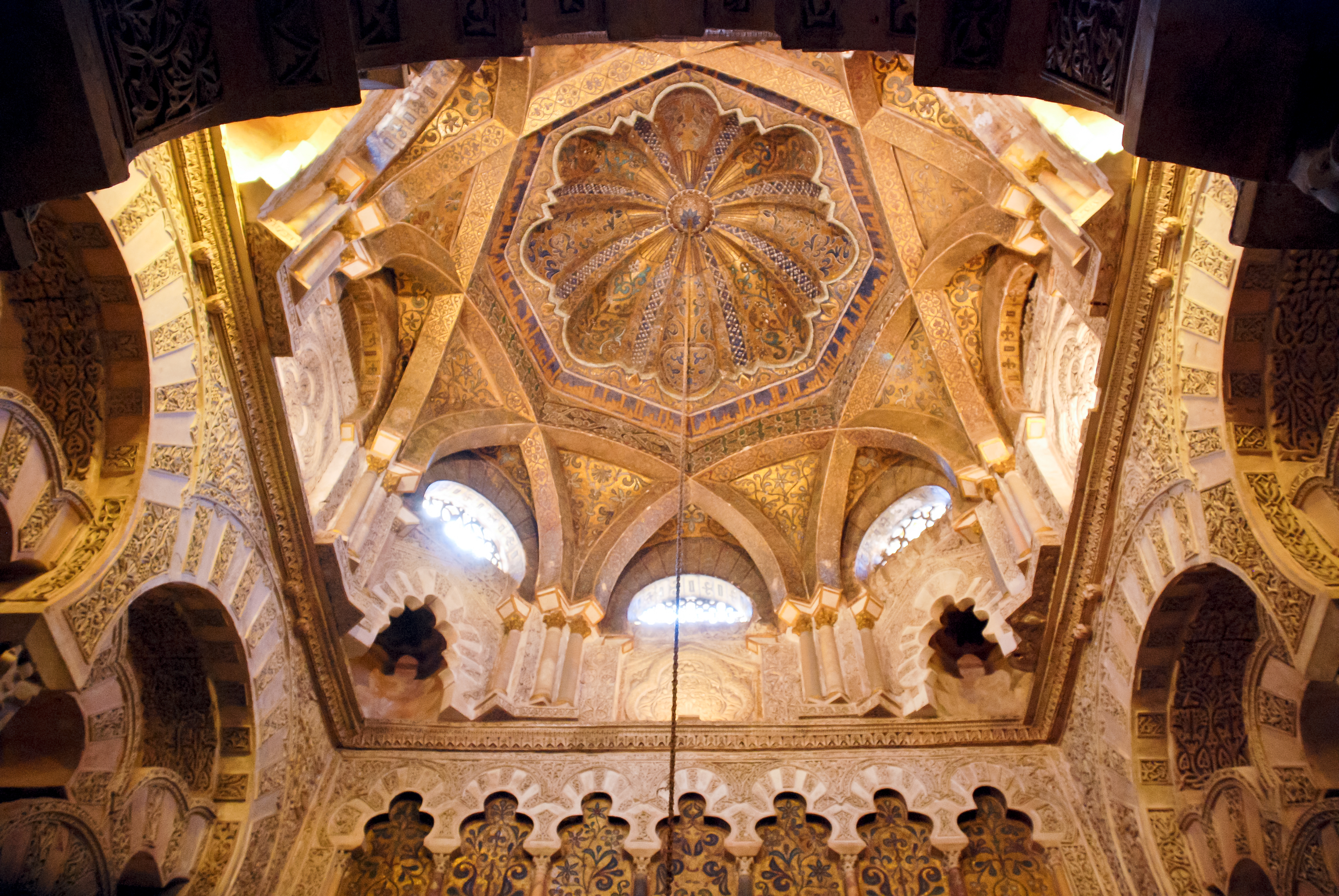
La gran mezquita de Córdoba

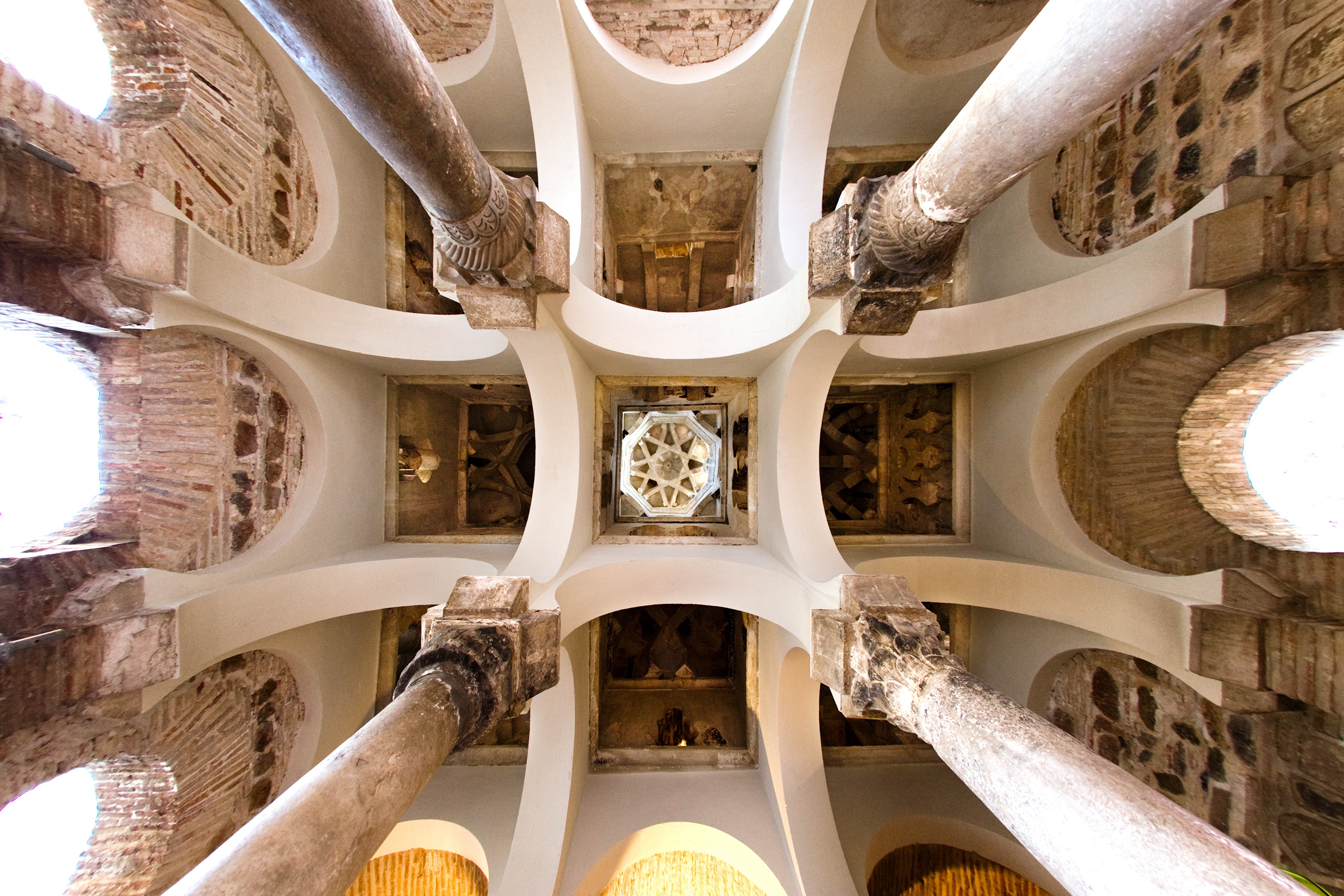
Los nueve huecos de la mezquita del Cristo de la Luz

Gran parte de la arquitectura musulmana de al-Ándalus se perdió cuando las mezquitas fueron reemplazadas por iglesias cristianas después del siglo XII, pero el uso de cúpulas en las iglesias mozárabes sobrevivientes del siglo X —como la cúpula panelada en la iglesia de Santo Tomás de las Ollas o la cúpula lobulada del monasterio de San Miguel de Escalada—, probablemente reflejen un uso contemporáneo en la arquitectura de las mezquitas. La gran mezquita de Córdoba, iniciada en 785 bajo el último de los califas omeyas, fue ampliada por Al-Hakam II entre 961 y 976 para incluir cuatro cúpulas y un mihrab remodelado. La cúpula central, frente al área del mihrab, pasa de un hueco cuadrado con trompas decorativas a ocho arcos superpuestos e intersectantes que rodean y sostienen una cúpula festoneada. Estas cúpulas de arcos cruzados son los primeros ejemplos conocidos del tipo y, aunque sus posibles orígenes en Persia o en otras partes del Este siguen siendo objeto de debate, su complejidad sugiere que debe haber habido ejemplos anteriores. Los nueve huecos de la mezquita del Cristo de la Luz, construida unos 50 años después, son un catálogo virtual de variaciones de la cúpula de arcos cruzados. Después del siglo X, también se pueden encontrar ejemplos en Armenia y Persia.

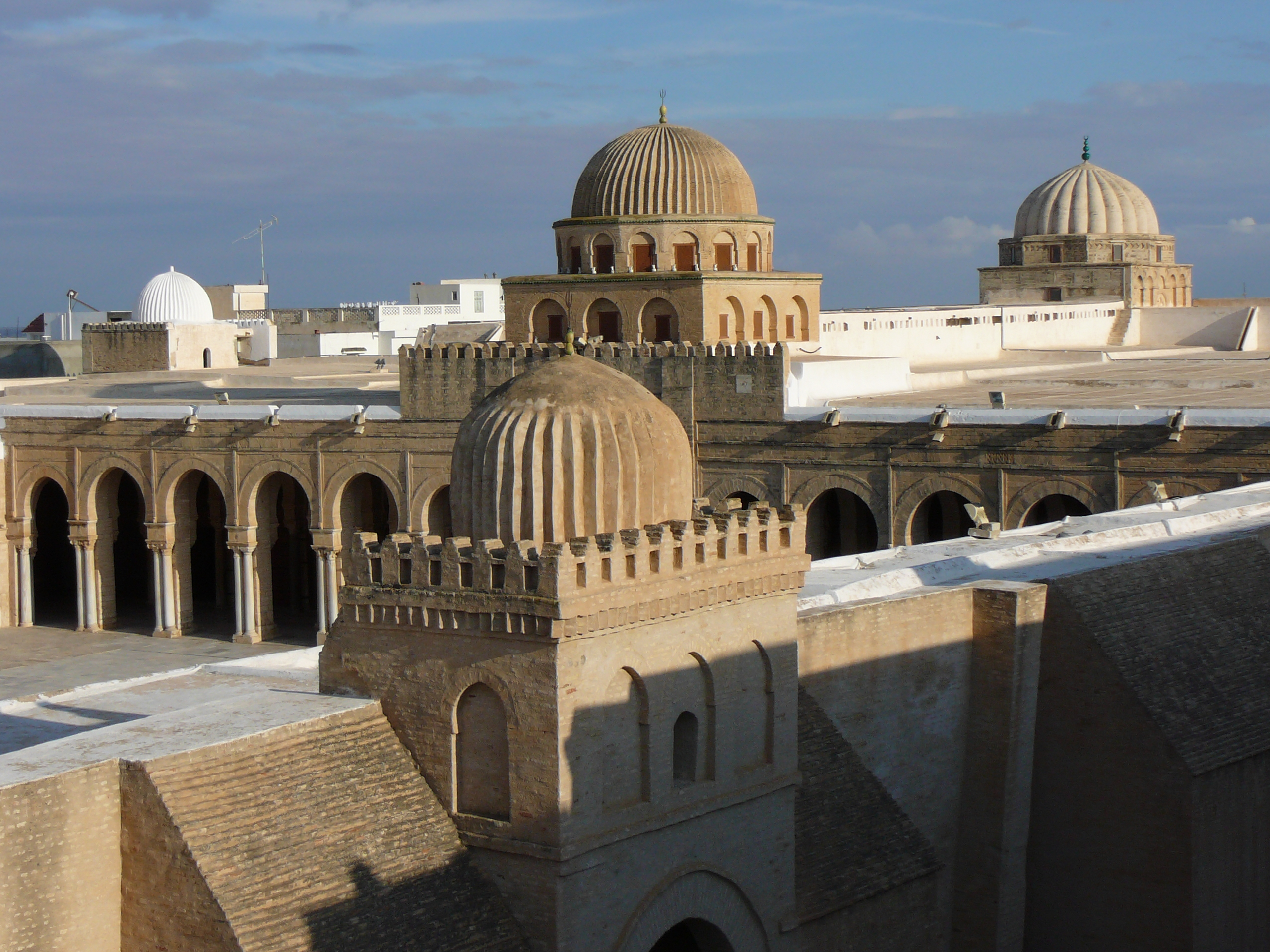
Cúpulas nervadas de la Gran Mezquita de Kairuán

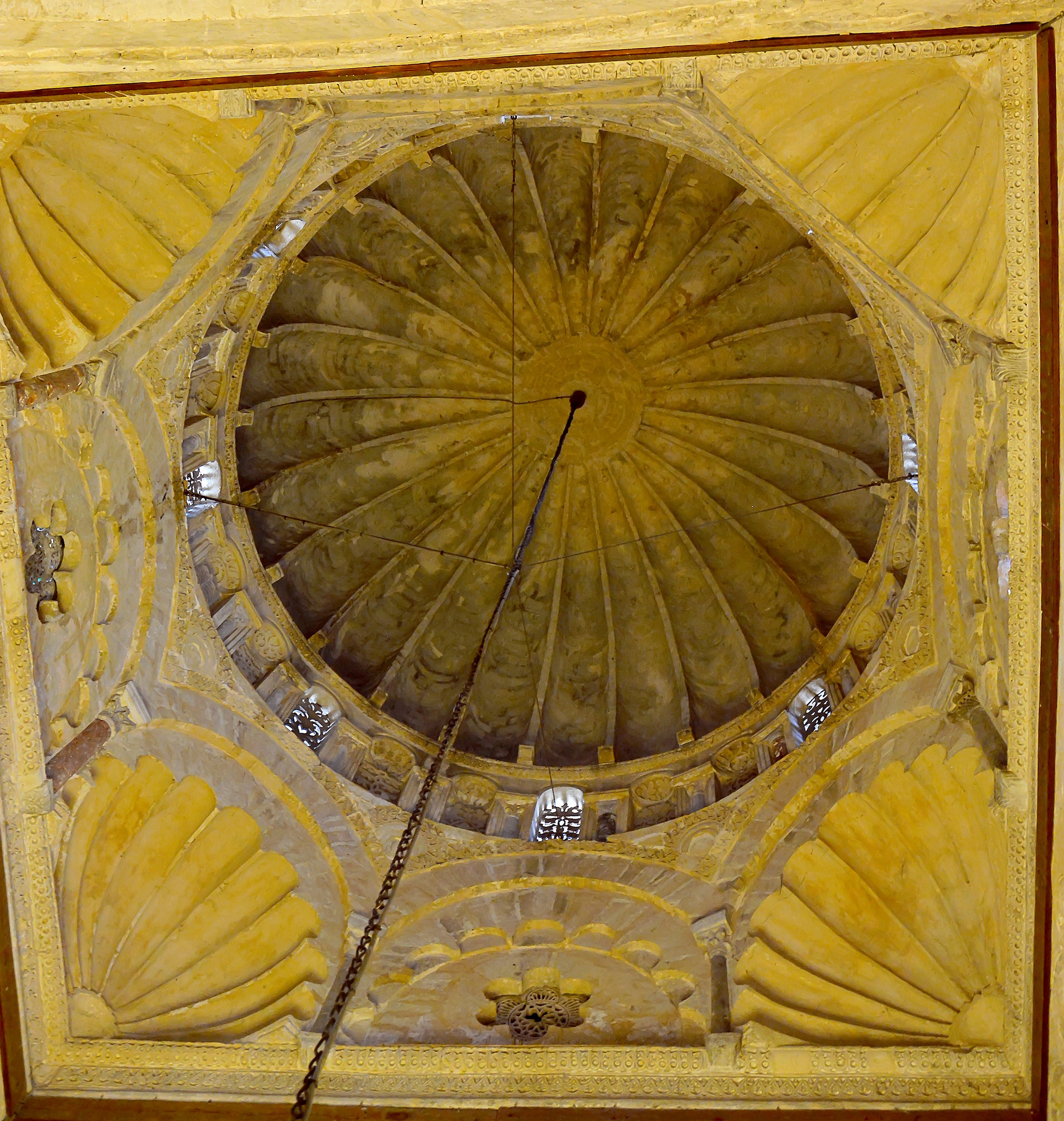
Interior de cúpula de Kairuán

La cubierta de la Gran Mezquita de Kairuán (también llamada la mezquita de Uqba), construida en la primera mitad del siglo IX, tiene cúpulas nervadas en cada extremo de su nave central. La cúpula frente al mihrab descansa sobre un tambor octogonal con lados ligeramente cóncavos. Después del siglo IX, las mezquitas en el norte de África tenían frecuentemente una pequeña cúpula decorativa sobre el mihrab. Algunas veces se usan más cúpulas en las esquinas de la pared de mihrab y en el hueco de entrada. Las torres cuadradas de los minaretes de dos o más pisos están coronados por pequeñas cúpulas. Son ejemplos la Gran Mezquita de Sfax en Tunicia (fundada en el siglo IX y ampliada), la mezquita de Djamaa el Kebir (probablemente del siglo XI) y la Gran Mezquita de Tremecén (1303). En El Cairo, el martyrium del Sharif Tabataba (943), un pabellón abierto de 18 m² con nueve cúpulas, es el primer mausoleum cuyo planta ha sobrevivido. El tipo más común, sin embargo, era un pequeño cubo cupulado.
Los fatimíes conquistaron Egipto desde el norte de África en 969 y establecieron un nuevo estilo arquitectónico para su nuevo califato. La primera mezquita fatimí, Al-Azhar, era similar a la anterior mezquita de Ibn Tulun, pero introdujo tramos cupulados en ambos extremos del muro de la qibla, además de la cúpula frente al mihrab, y esta disposición se repitió más tarde. entre las mezquitas del norte de África. Las modificaciones posteriores a la mezquita han cambiado su forma original. El uso de trompas de esquina para sostener las cúpulas se generalizó en la arquitectura islámica en los siglos X y XI.
Egipto, junto con el noreste de Irán, fue una de las dos áreas notables por los primeros desarrollos en los mausoleos islámicos, que comenzaron en el siglo X. Los mausoleos fatimíes, muchos de los cuales han sobrevivido en Asuán y El Cairo, eran en su mayoría simples edificios cuadrados cubiertos por una cúpula. Las cúpulas eran lisas o acanaladas y tenían un perfil característico en forma de "quilla" fatimí. Las primeras fueron construidas en Fustat y sus alrededores. Las que estaban dentro de la ciudad estaban decoradas con estuco tallado y contrastaban con la extrema simplicidad de las que estaban fuera de la ciudad, como las cuatro cúpulas cuadradas de Sab'a Banat (c. 1010). Las de Asuán, en su mayoría del siglo XI, están más desarrolladas, con cúpulas nervadas, con aberturas en forma de estrella y tambores octogonales con lados exteriores cóncavos que están salientes hacia afuera en la parte superior. También varían en la planta, con cúpulas a veces unidas con bóvedas de cañón o con otros mausoleos cupulados de diferentes dimensiones. El mausoleo fatimí en Qus está en este estilo de Asuán.
Aparte de las pequeñas cúpulas de ladrillo utilizadas sobre el hueco frente a un mihrab o sobre las tumbas, las cúpulas fatimíes fueron raras. Una excepción en tamaño fue la gran cúpula sobre la tumba dinástica del palacio fatimí. Fuentes literarias describen también el uso de cúpulas reales como parte de las procesiones ceremoniales y de recreo real. Sin embargo no han sobrevivido ejemplos de la arquitectura del palacio fatimí, descritos por los relatos de los viajeros como su mayor logro. Las cúpulas acanaladas o estriadas introducidas por los fatimíes pueden derivar de un tema en el arte copto anterior, y continuarán en la arquitectura posterior de los mamelucos.
El palacio en el Kalaa del Beni Hammad tenía una cámara cupulada.

## Alta Edad Media

### Marca hispánica

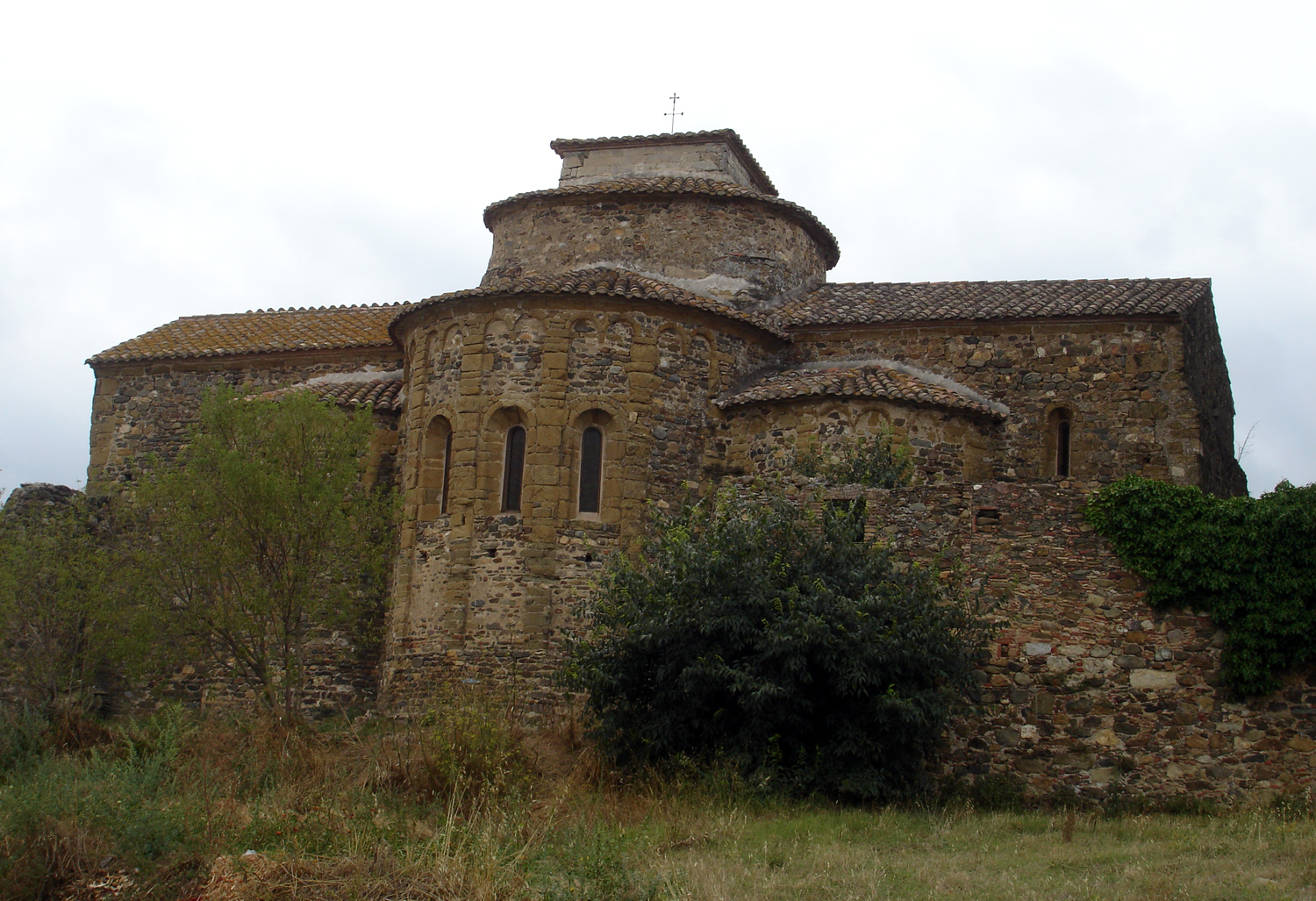
iglesia de Sant Miquel en Cruïlles

El llamado primer románico de iglesias a principios del siglo XI incluía ejemplos en España con cúpulas sobre trompas. Las cúpulas suelen ser oscuras y en ocasiones incluían pequeñas ventanas en la base. La iglesia de Santa María de Ripoll fue consagrada en 1032, pero fue reconstruida tras un incendio en 1835. La iglesia de Sant Miquel en Cruïlles fue consagrada en 1035 y tiene una cúpula en su crucero cubierta al exterior por un tambor y una torre cuadrada baja.  La iglesia de San Vicente de Cardona fue construida hacia 1040 y hay otro ejemplo en  Corbera.  Es posible que la iglesia de Corbera no tuviera la intención de tener una cúpula cuando se colocaron los cimientos y que se estrechase la crujía para crear un cuadrado mediante la inserción de arcos adicionales en los lados norte y sur. La cúpula estaba cubierta exteriormente por un campanario cuadrado. La pequeña iglesia de Sant Pau del Camp de Barcelona tiene una cúpula central y disposición triabsidial a semejanza de las iglesias de la cristiandad oriental.

### Cisma Este-Oeste
El cisma entre las iglesias de Constantinopla y Roma (1054) se reflejó en la arquitectura. Las iglesias de planta de cruz griega y las cúpulas de la arquitectura bizantina se encontraban en áreas de influencia cultural bizantina. La iglesia cupulada de San Giovanni a Mare en Gaeta puede haber sido construida en la segunda mitad del siglo XI.  Se cree que la mayor cúpula francesa más antigua que existe es la cúpula sobre pechinas construida en 1075 sobre el crucero de la Colegiata de San Martín en Angers. Según los informes, incorpora "cerámica" en su estructura, una técnica utilizada en el período romano tardío.
Las cúpulas en la arquitectura románica se encuentran generalmente dentro de las torres erigidas sobre el crucero, en la intersección de la nave y el transepto de una iglesia, lo que las oculta externamente. Llamado tiburio, este elemento en forma de torre a menudo tenía una arcada ciega cerca del techo. Las cúpulas románicas son típicamente de planta octogonal y usan trompas de esquina para la transición entre un hueco cuadrado y una base octogonal adecuada. Fueron construidas en el sur de Europa en los siglos XI y XII y hay cientos de ejemplos bajo torres de crucero en iglesias en España y el sur de Francia.
Las bóvedas de claustro octogonal aparecen, entre 1050 y 1100, «en relación con las basílicas en casi toda Europa». La forma precisa difiere de una región a otra. Fueron populares en la Italia medieval, en ladrillo. En Italia, la frecuencia, calidad y tamaño de la construcción de cúpulas aumentó a partir del siglo XI (aunque no en la ciudad de Roma) y se utilizaron en baptisterios, capillas principescas, catedrales, campanarios e iglesias pieve.

#### República de Venecia

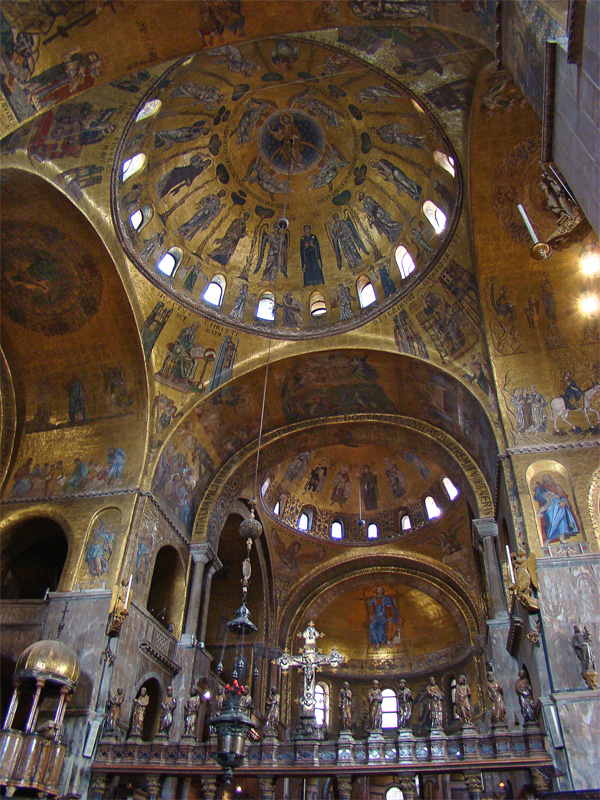
Basílica de San Marcos en Venecia

La región del Véneto estuvo fuertemente influenciada por la arquitectura de Constantinopla en el siglo XI. En la isla de Torcello, se utilizó el estilo octogonal de cruz griega en la planta de la iglesia de Santa Fosca (Torcello).
En Venecia, la segunda y actual basílica de San Marcos fue construida en el sitio de la primera entre 1063 y 1072, reemplazando a la iglesia anterior mientras replicaba su planta de cruz griega. Cinco cúpulas cubren el interior (una sobre los cuatro brazos de la cruz y una en el centro). Estas cúpulas fueron construidas en el estilo bizantino, en imitación de la ahora perdida iglesia de los Santos Apóstoles en Constantinopla. Montadas sobre pechinas, cada cúpula tiene un anillo de ventanas en su base. Estas cinco cúpulas con ventanas reflejan la adición de ventanas (dentro de tambores altos) en el original bizantino remodelado. Sin embargo, las altas cáscaras exteriores en San Marcos no se agregaron hasta después de la Cuarta Cruzada (1204). Las altas cúpulas exteriores de madera posteriores con techo de plomo y cúpulas se agregaron a la basílica de San Marcos entre 1210 y 1270, lo que permitía ver la iglesia desde una gran distancia. Además de mostrar un exterior más imponente, la construcción de dos cáscaras distintas en una cúpula mejoraba su protección frente a las inclemencias climáticas. Era una práctica rara antes del siglo XI. Las cúpulas estriadas y en forma de cebolla pueden haberse agregado a mediados del siglo XV para complementar los arcos conopiales agregados a la fachada en el período gótico tardío. Su forma puede haber estado influida por los pabellones de madera abiertos y cupulados de Persia o por otros modelos orientales. Inicialmente, solo la cúpula central tenía uno.

#### Sacro Imperio Romano

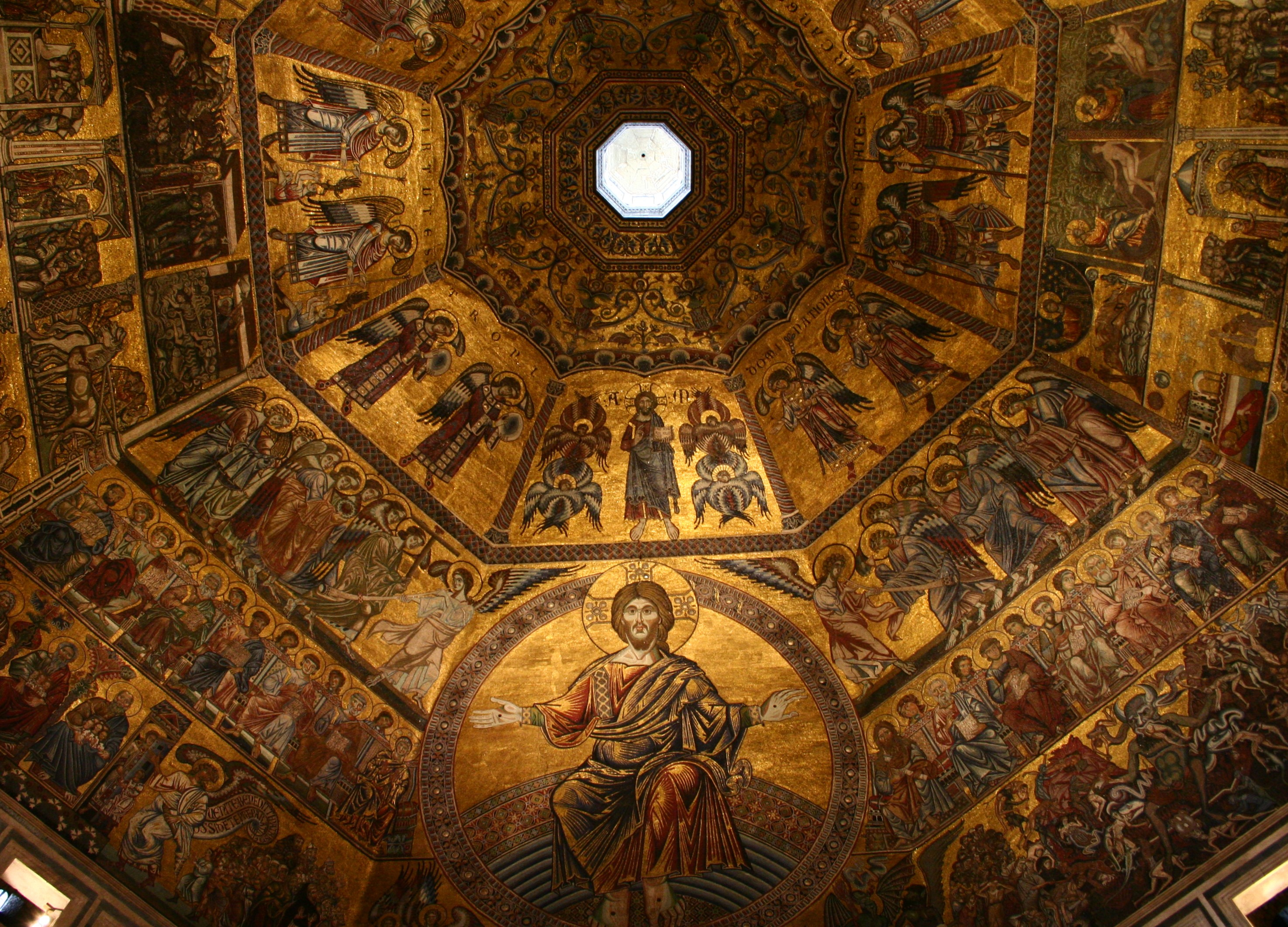
Baptisterio de Florencia en Italia

La arquitectura de las áreas del norte de Italia que formaban parte del Sacro Imperio Romano se desarrolló de manera diferente al resto de la península italiana. El uso más temprano de una bóveda de claustro octogonal dentro de un recinto externo sobre en el crucero de una iglesia cruciforme puede haber sido en la catedral de Acqui en Acqui Terme, que se completó en 1067. Esto se hizo cada vez más popular como una característica románica en el curso de los siguientes cincuenta años. La primera iglesia lombarda en tener un tiburio, que ocultaba una bóveda de claustro octogonal, fue San Nazaro en Milán, justo después de 1075. Muchas otras iglesias hicieron lo mismo a finales del siglo XI y principios del XII, como la basílica de San Michele Maggiore en Pavía (la iglesia lugar de las coronaciones del reino de Italia dentro del Sacro Imperio Romano) y la basílica de Sant'Ambrogio en Milán. En Sant'Ambrogio, la planta original para la iglesia no contemplaba un crucero cupulado y se modificó para incluirlo, como también sucedió en la catedral de Pisa (cuyo financiación fue provista por el emperador Enrique IV en 1089 y por el emperador Enrique V en 1116) y la catedral de Espira (la iglesia funeraria de la dinastía salia de los sacro emperadores romanos). Las cúpulas de los cruceros en Pavía, Pisa y Espira se completaron alrededor de 1080, pero el orden exacto de precedencia no está resuelto.

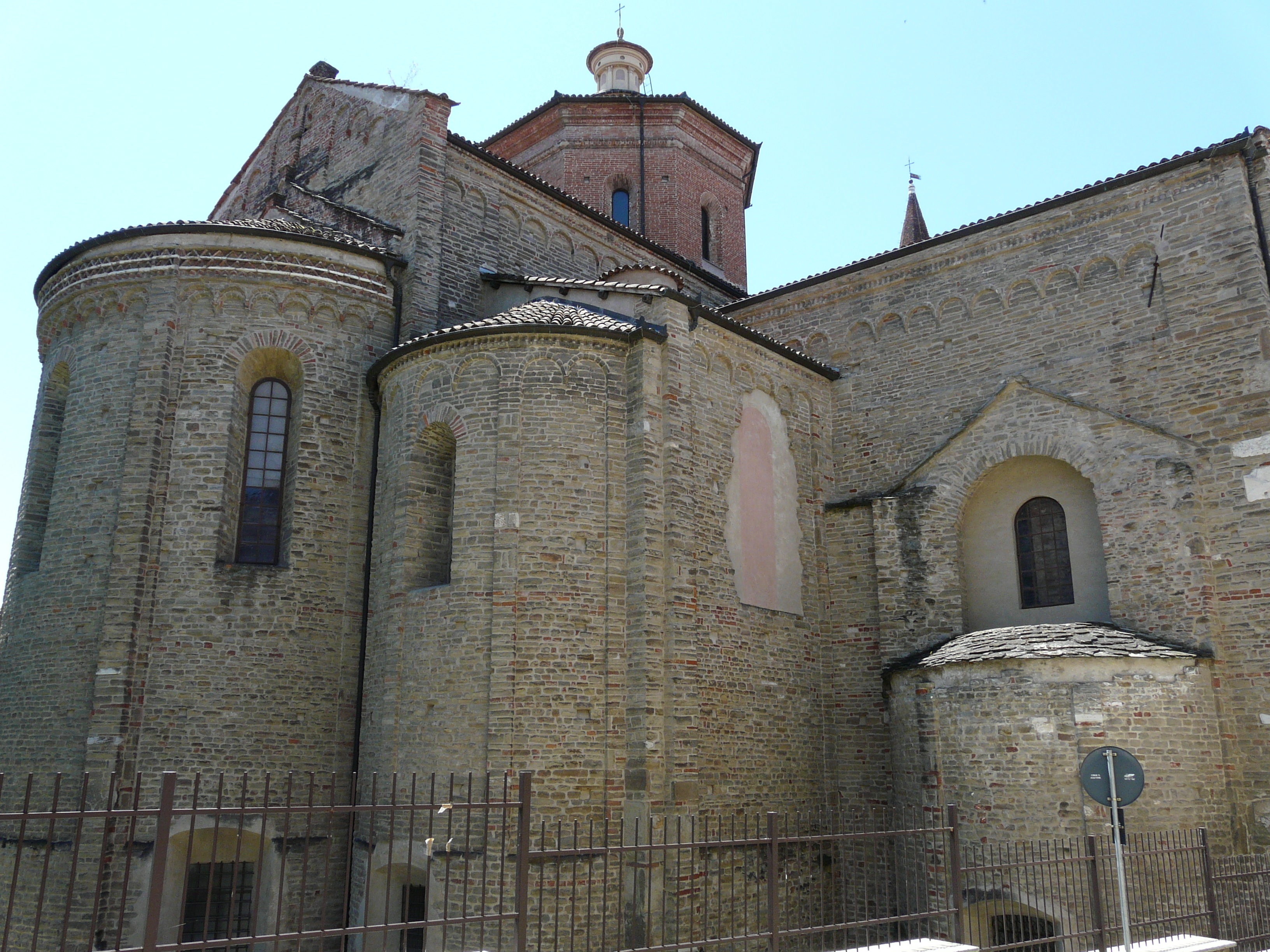
Catedral de Acqui, la primera bóveda de claustro completada en 1067
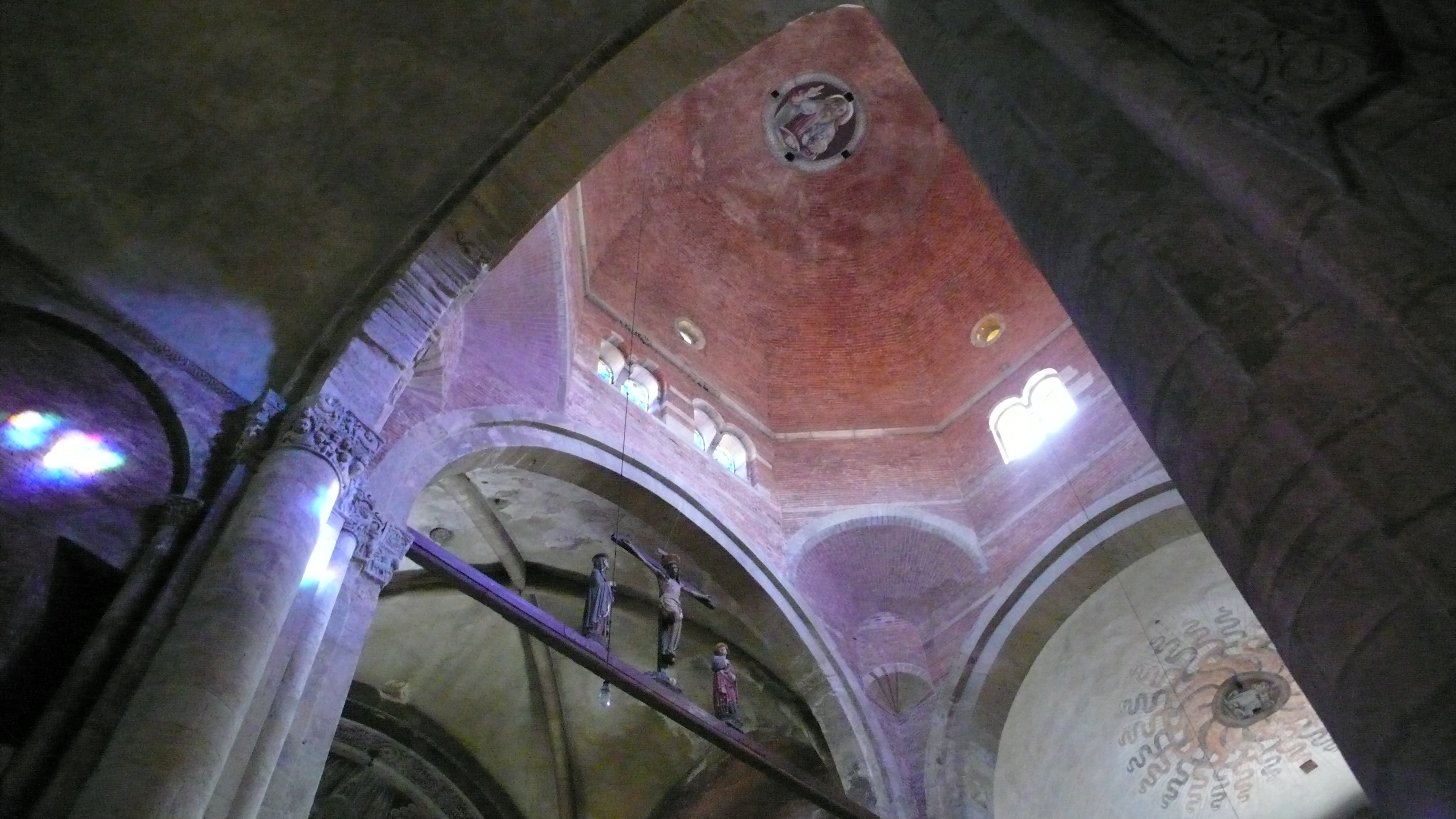
Basílica de San Michele Maggiore en Pavía
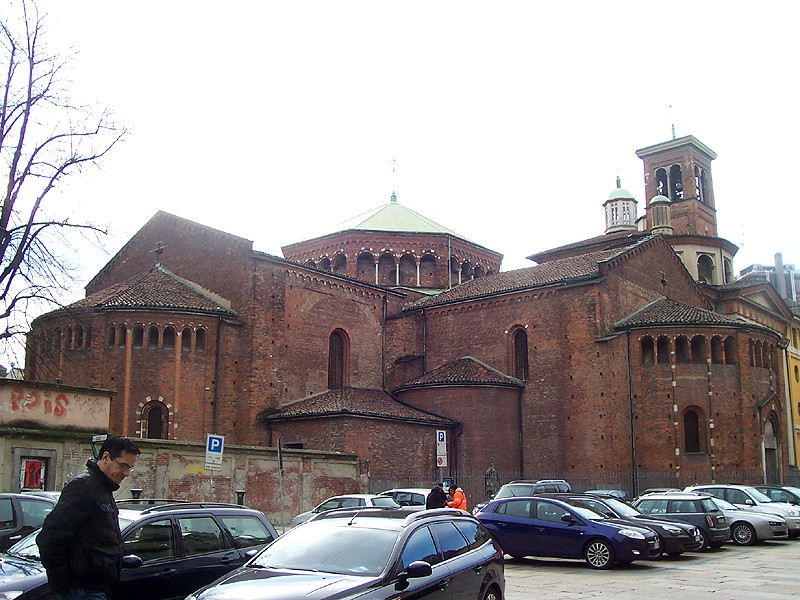
San Nazaro in Brolo en Milán

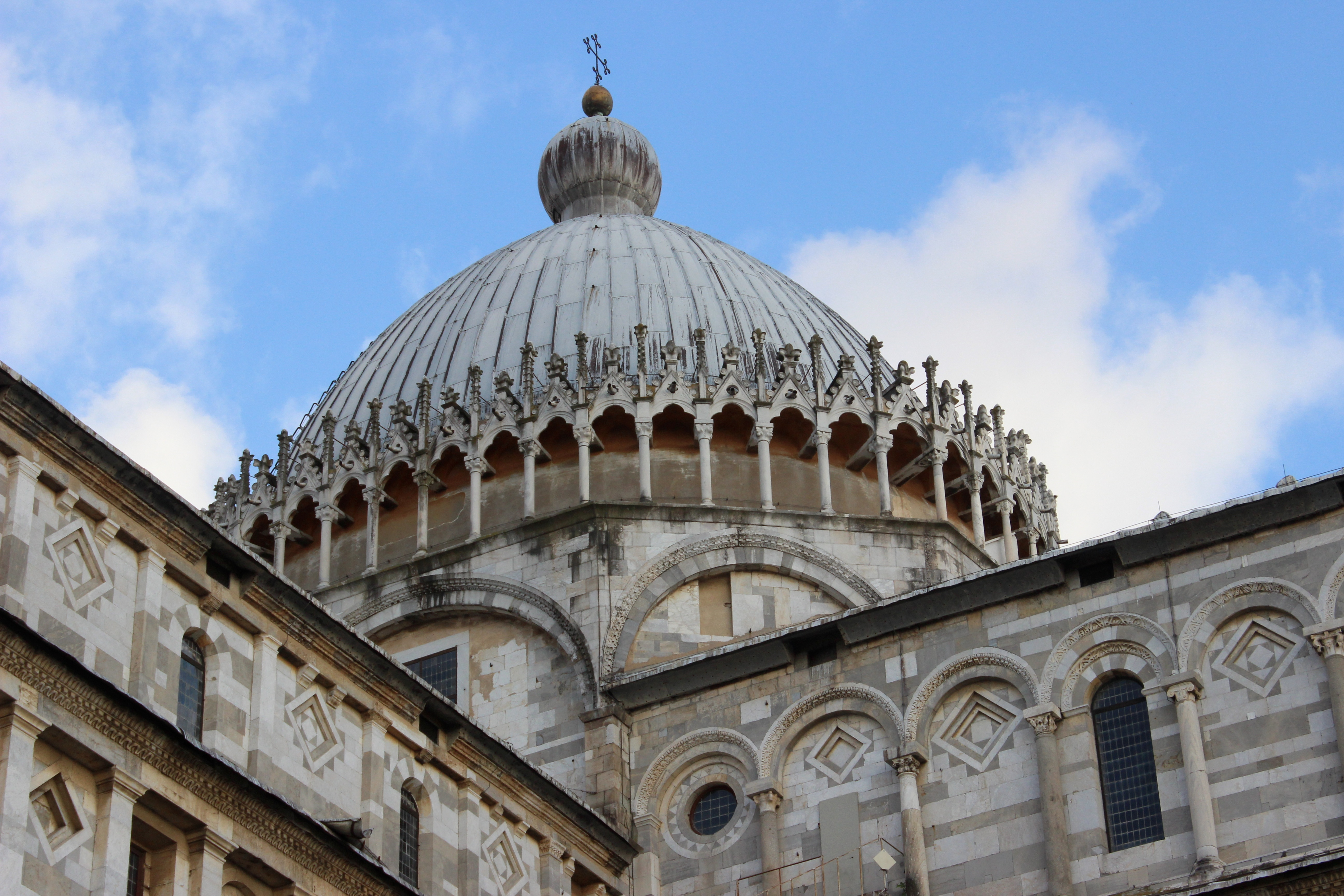
Exterior de la cúpula elíptica de la catedral de Pisa

Las cúpulas de la catedral de Pisa y del baptisterio de Florencia pueden ser las dos cúpulas más antiguas de la Toscana y fueron las mayores hasta aproximadamente 1150. La catedral de Pisa, construida entre 1063 y 1118, incluye una cúpula elíptica alta en la intersección de su nave y del transepto. La cúpula de mármol fue una de las primeras en la arquitectura románica y se considera la obra maestra de las cúpulas románicas. Con una altura de 48 m sobre un hueco rectangular, la forma de la cúpula era única en ese momento. Las dimensiones del hueco rectangular son de 18x13,5 m. Se usaron trompas en las esquinas para crear un octágono alargado en un sistema similar al de la contemporánea basílica de San Lorenzo en Milán y se utilizaron salientes para crear una base ovalada para la cúpula. El tambor en el que descansa el domo data entre 1090 y 1100, y es probable que la propia cúpula en sí se haya construido en ese momento. Hay evidencia de que los constructores no planearon originalmente la cúpula y decidieron la forma novedosa para acomodar el tramo del crucero rectangular, lo que habría hecho que cubrirlo con una bóveda de claustro octogonal fuera muy difícil. Además, la cúpula puede haber estado originalmente cubierta por una tiburio octogonal que se habría retirado en el siglo XIII, exponiendo la cúpula, para reducir el peso en los cimientos no diseñados para soportarla. Esto se habría hecho a más tardar en 1383, cuando se agregó la loggetta gótica en el exterior de la cúpula, junto con los contrafuertes sobre los que descansa.
Como aspirante a competidor de Pisa, la ciudad de Florencia tomó el lado opuesto en el conflicto entre el Papa y el Emperador, poniéndose del lado del Papa en Roma. Esto se reflejó arquitectónicamente en el estilo protorrenacentista de sus edificios. El baptisterio de Florencia de ocho lados, con su gran bóveda de claustro octogonal bajo de un techo piramidal, probablemente fue construido entre 1059 y 1128, siendo la cúpula y el ático construidos entre 1090 y 1128. La linterna sobre la cúpula data de 1150. Se inspiró en el Panteón de Roma por su óculo y gran parte de su decoración interior, aunque la cúpula puntiaguda es estructuralmente similar a las cúpulas lombardas, como la del posterior baptisterio de Cremona. La relación entre el grosor de sus muros y el diámetro exterior es de aproximadamente 1/10, de acuerdo con las reglas de proporción de cúpulas seguidas hasta el siglo XVII. Siendo uno de los edificios religiosos más importantes de Florencia, las proporciones de su cúpula fueron seguidas por la cúpula de la cercana catedral de Santa María del Fiore, que será construida por Brunelleschi siglos después. La cúpula poligonal se construyó con un anillo de tensión de madera a unos 23 m de altura, demasiado alto para contrarrestar las fuerzas de propagación, y se agregó un anillo de hierro inferior en 1514.

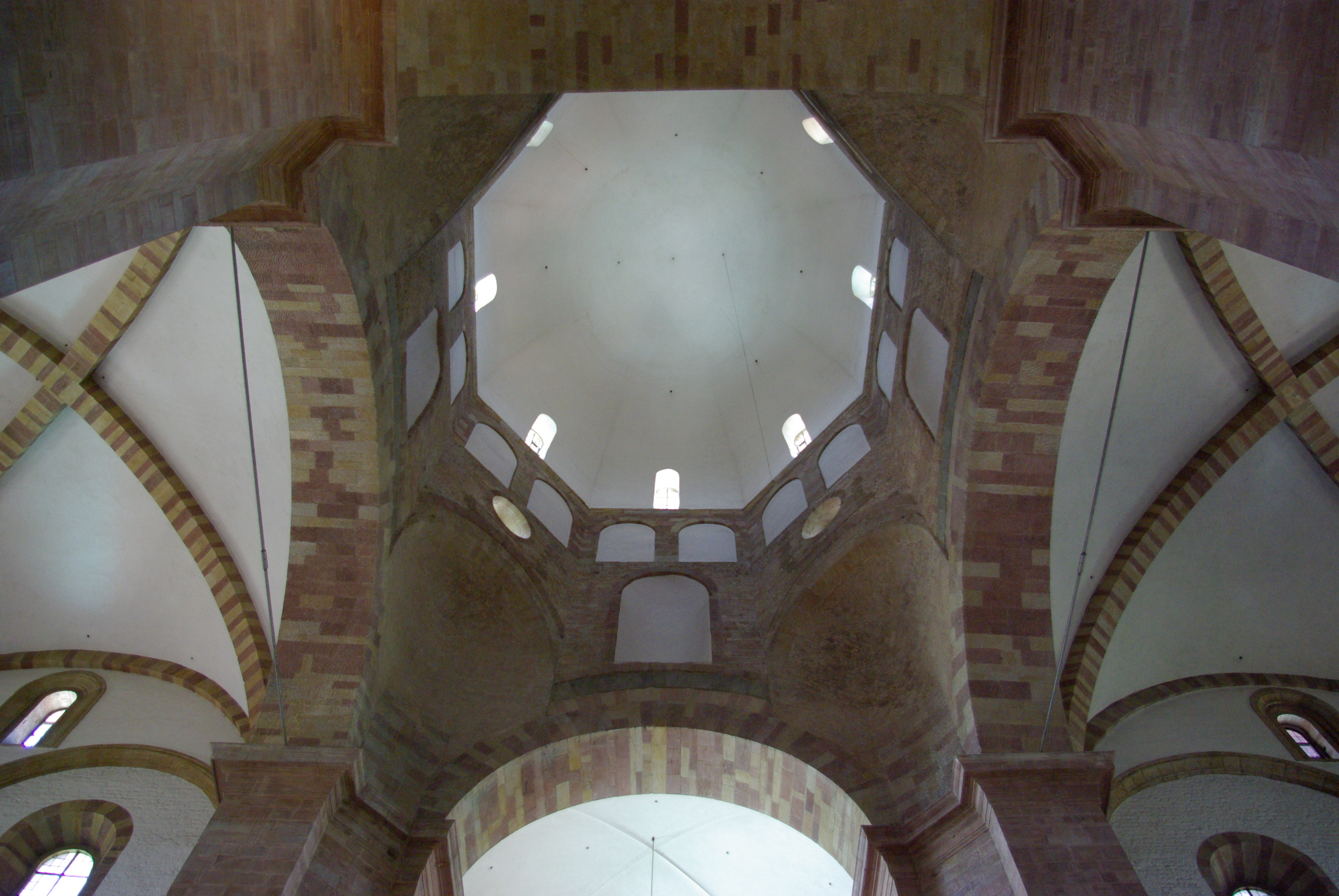
Catedral de Espira en Alemania.

La renovación de la catedral de Espira, la mayor de las catedrales imperiales del Sacro Imperio Romano, fue comenzada alrededor de 1080 por el emperador Enrique IV, poco después de regresar del célebre paseo de Canossa, en el norte de Italia. Aunque la iglesia acababa de ser consagrada en 1061, Enrique convocó a artesanos de todo el imperio para su renovación. El rediseño incluyó dos bóvedas de claustro octogonales dentro de las torres de crucero, una en el crucero oriental con una galería enana externa y otra en el extremo occidental. Esto fue muy pronto imitado en otros lugares y se convirtió en el modelo para las cúpulas octogonales posteriores de Renania, como las de la catedral de Worms (ca. 1120-1181) y de la catedral de Mainz (ca. 1081-1239). Muchas catedrales imperiales alemanas tienen cúpulas en sus cruceros.
Después de 1100, en el norte de Italia las iglesias se diseñaron desde el inicio das con bóvedas, en lugar de ser como hasta entonces basílicas con columnatas y techos de madera y, al igual que las catedrales imperiales renanas, en muchas de ellas se dispusieron cúpulas octogonales sobre trompas cubriendo los cruceros y coros. Son ejemplos la catedral de Parma, reconstruida alrededor de 1130, y la catedral de Piacenza (1122-1235). Otro ejemplo es la iglesia con cúpula de San Fedele en Como (del siglo XI al XII), similar a la iglesia de St. Maria im Kapitol. El baptisterio de Parma, uno de los mayores baptisterios, se inició en 1196 y tiene frescos en la cúpula que datan de 1260 en adelante.
La antigua catedral de Brescia probablemente se construyó en el primer cuarto del siglo XII y tiene una cúpula de más de un metro de espesor, hecha de piedra pesada en la parte inferior y de piedra porosa más ligera en la parte superior.
La cúpula de la basílica de San Lorenzo en Milán, un edificio tetraconcha con un espacio central cuadrado de 23,8 m, fue reconstruida en estilo románico después de un incendio en 1124. Muy admirada en el Renacimiento, su cúpula se derrumbó en 1573 y fue reconstruida con la bóveda de claustro actual. La evidencia documental indica que la cúpula románica de San Lorenzo era un delgado hemisferio de material ligero sobre un espacio cúbico de unos 23,8 m (40 braccia milaneses) de lado. La cúpula estaba sostenida por cuatro trompas esquineras que descansaban sobre los cuatro arcos exedrae del espacio cuadrado con otras ocho trompas más pequeñas entre cada uno de ellas para crear una base de dieciséis lados. Estaba cubierto en el exterior por un tambor cilíndrico o poligonal y techo de madera. El tambor exterior era probablemente poligonal, con ocho o dieciséis lados, y tenía dos niveles de galerías enanas debajo de una hilera de arcos colgantes. En las torres de esquina orientales del edificio quedan evidencias de arbotantes que se extenderían diagonalmente hasta el tambor. La existencia de una pequeña linterna en la parte superior del domo es incierta y se desconoce la fecha en que se completó la cúpula.

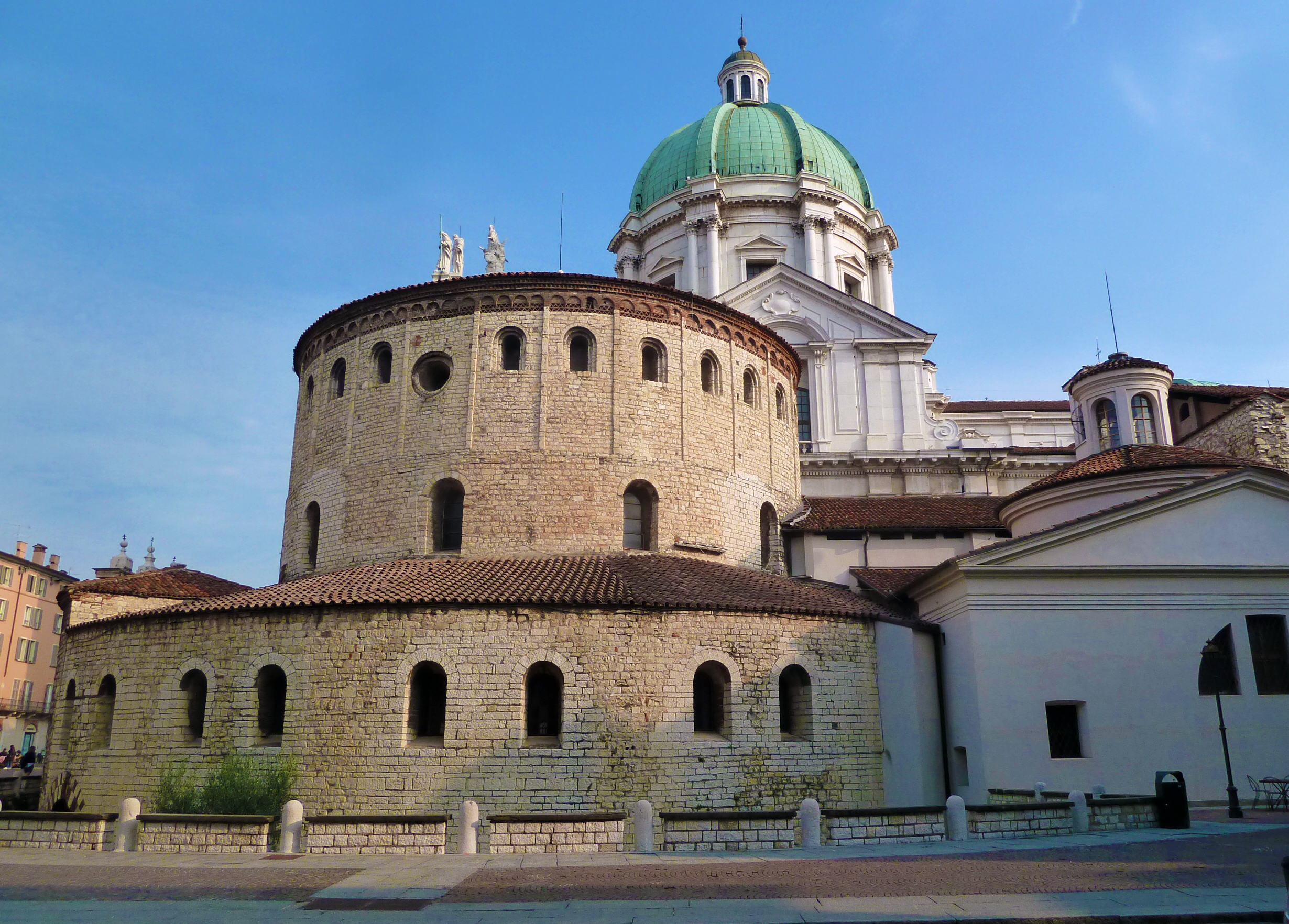
La antigua catedral de Brescia
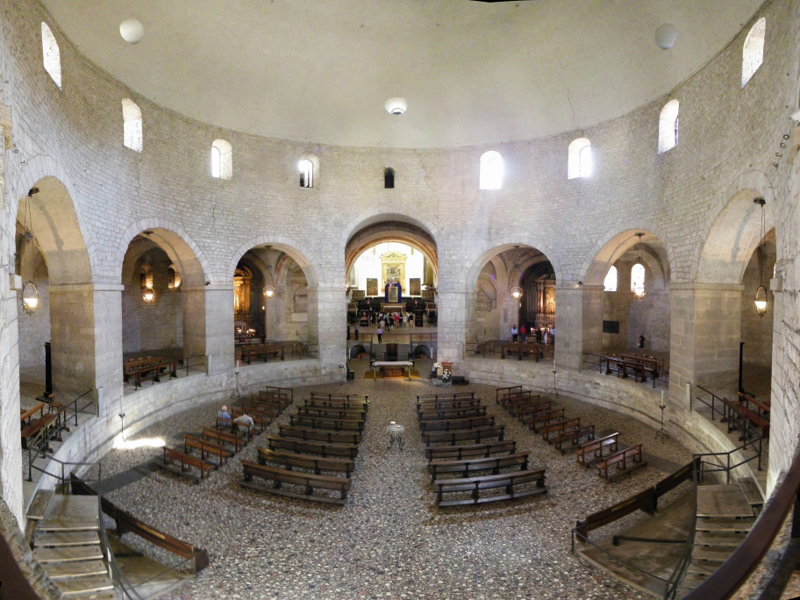
Interior de Brescia
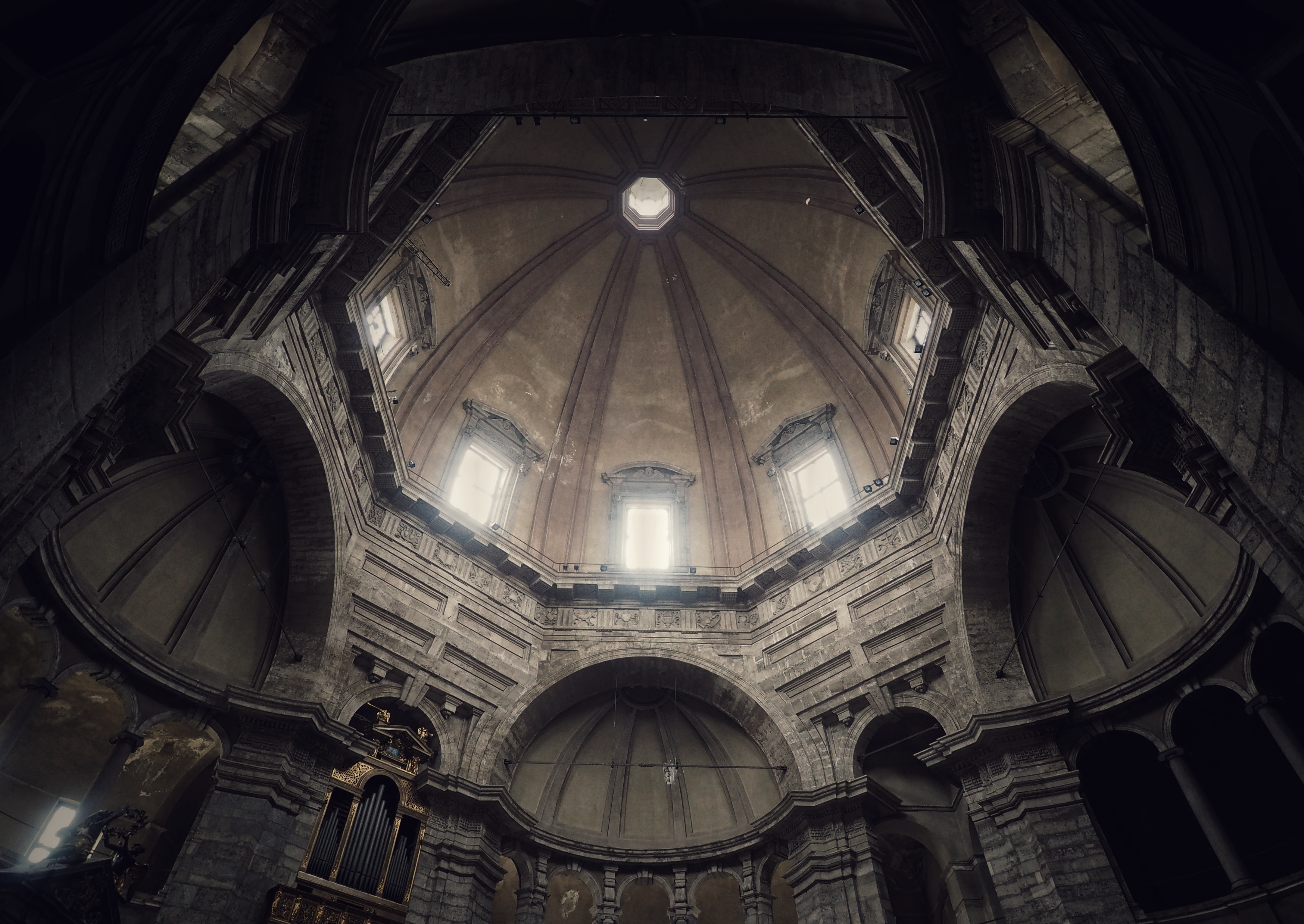
basílica de San Lorenzo en Milán

#### Italia meridional
En la Italia meridional, entonces en gran parte dependiente del condado de Apulia y Calabria, la basílica de San Sabino en Canosa di Puglia se construyó alrededor de 1080 con cinco cúpulas con un «diseño en forma de T», con tres cúpulas en el transepto y otras dos en la nave. Su planta cruciforme, el uso de cúpulas y la posterior adición de un mausoleo externo sugieren que puede haber sido un análogo normando de la iglesia bizantina de los Santos Apóstoles. Parece haber inspirado una serie de iglesias en Apulia con naves cupuladas. La fecha de construcción ha sido cuestionada por ser décadas demasiado tarde. Las iglesias con múltiples cúpulas de Chipre Se han propuesto como inspiración para las cúpulas de la basílica y para las naves de tres cúpulas de las iglesias posteriores de la región, que datan principalmente del período de dominio normando, pero este también es un tema de debate. San Benedetto en Conversano, el Ognissanti de Valenzano, San Francesco en Trani y el catedral de San Corrado en Molfetta se construyeron en los siglos XI al XIII con cúpulas sobre pechinas. San Corrado también incorpora «nichos en forma de trompas» entre las pechinas y los tambores en dos de sus tres cúpulas.

#### Reino de Francia

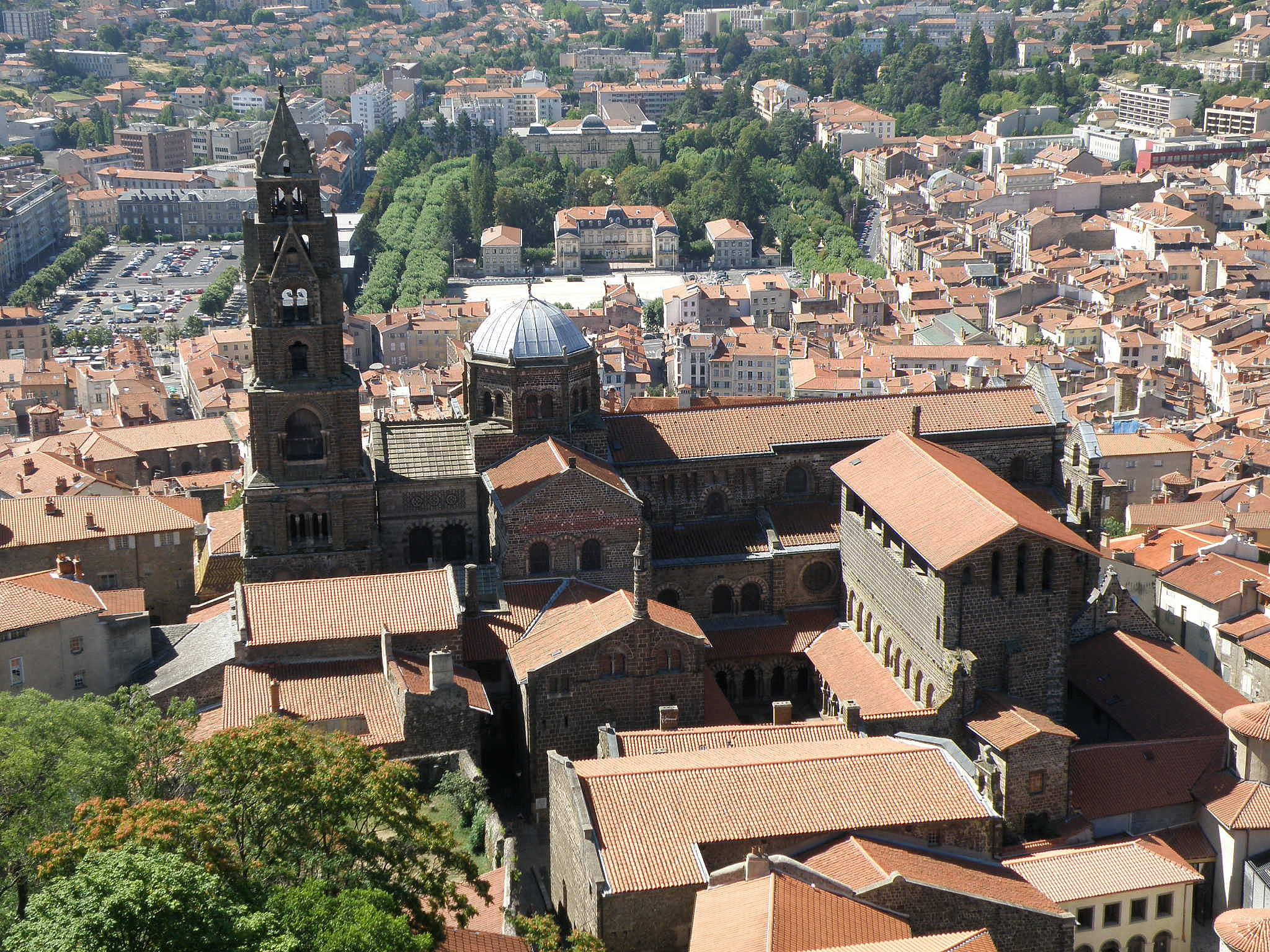
La catedral de Le Puy-en-Velay, con una única cúpula visible al exterior, tiene seis cúpulas octogonales sobre trompas cubriendo la nave bajo la cubierta a dois aguas

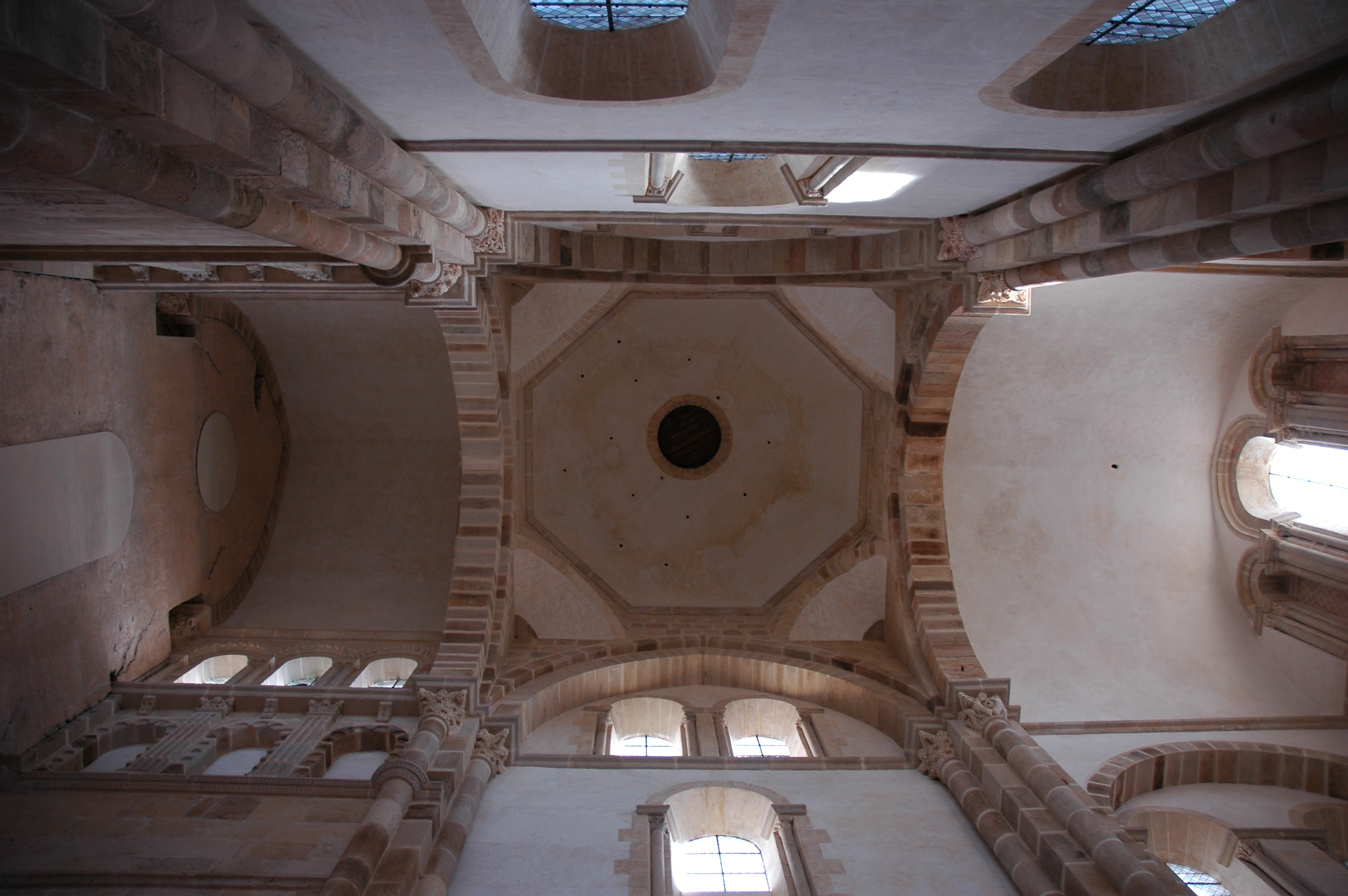
El brazo del transepto meridional que sobrevive de la abadía de Cluny.

En Francia, la catedral de Le Puy-en-Velay de los siglos XI y XII utiliza una fila inusual de seis cúpulas octogonales sobre trompas para cubrir su nave, siendo las cúpulas del extremo occidental al menos un siglo posteriores a las del extremo oriental. Una séptima cúpula se encuentra en la posición normal de una cúpula románica sobre trompas: sobre el crucero. Otros ejemplos de este uso sobre las naves son raros y dispersos. Uno es la gran iglesia de San Hilario el Grande en Poitiers, que parece haber sido influenciada por la propia catedral de Le Puy. En 1130, su amplia nave se estrechó con pilares adicionales para formar tramos cuadrados adecuados, que fueron techados con cúpulas octogonales cuyos lados de las esquinas sobre trompas de trompeta eran tan estrechos que las cúpulas se asemejan a bóvedas cuadradas de claustro con las esquinas biseladas.
Se cree que la cúpula francesa grande más antigua es la cúpula sobre pechinas construida hacia 1075 sobre el crucero de la colegiata de San Martín en Angers. Según los informes, incorpora «potería» en su estructura, una técnica utilizada en el período romano tardío.
La cúpula sobre el crucero de la iglesia abacial de Tournus descansa sobre trompas y puede datar del siglo XI. La basílica de Saint-Martin d'Ainay tiene características similares. La iglesia más grande de Francia en ese momento era la de la abadía de Cluny, pero ha sido destruida. El brazo del transepto meridional, que sobrevive, construido a principios del siglo XII, tiene una cúpula octogonal sobre trompas bajo una torre octogonal y una aguja y está flanqueada a ambos lados por bóvedas de cañón. La catedral de Autun tiene una disposición de naves similar a la de la Abadía de Cluny.
En Auvernia, hay varias iglesias románicas con cruceros cupulados que usan trompas, estando las cúpulas sostenidas por muros de «pantalla voladora» en el tramo del crucero y ocultas en el exterior bajo torres octogonales con "hombros" con contrafuertes en los dos lados. Son ejemplos la iglesia de Notre-Dame de Saint-Saturnin y la abacial de Sainte-Marie de Cruas, que tiene una rotonda sobre el crucero cupulado. En la catedral de Aviñón, probablemente de mediados del siglo XII, el tramo rectangular del crucero se estrecha a un cuadrado por medio de dos juegos de cuatro arcos en lados opuestos para disponer una cúpula sobre trompas.

Las seis cúpulas octogonales sobre trompas de la nave de la catedral de Le Puy-en-VelayLas seis cúpulas octogonales sobre trompas de la nave de la catedral de Le Puy-en-Velay
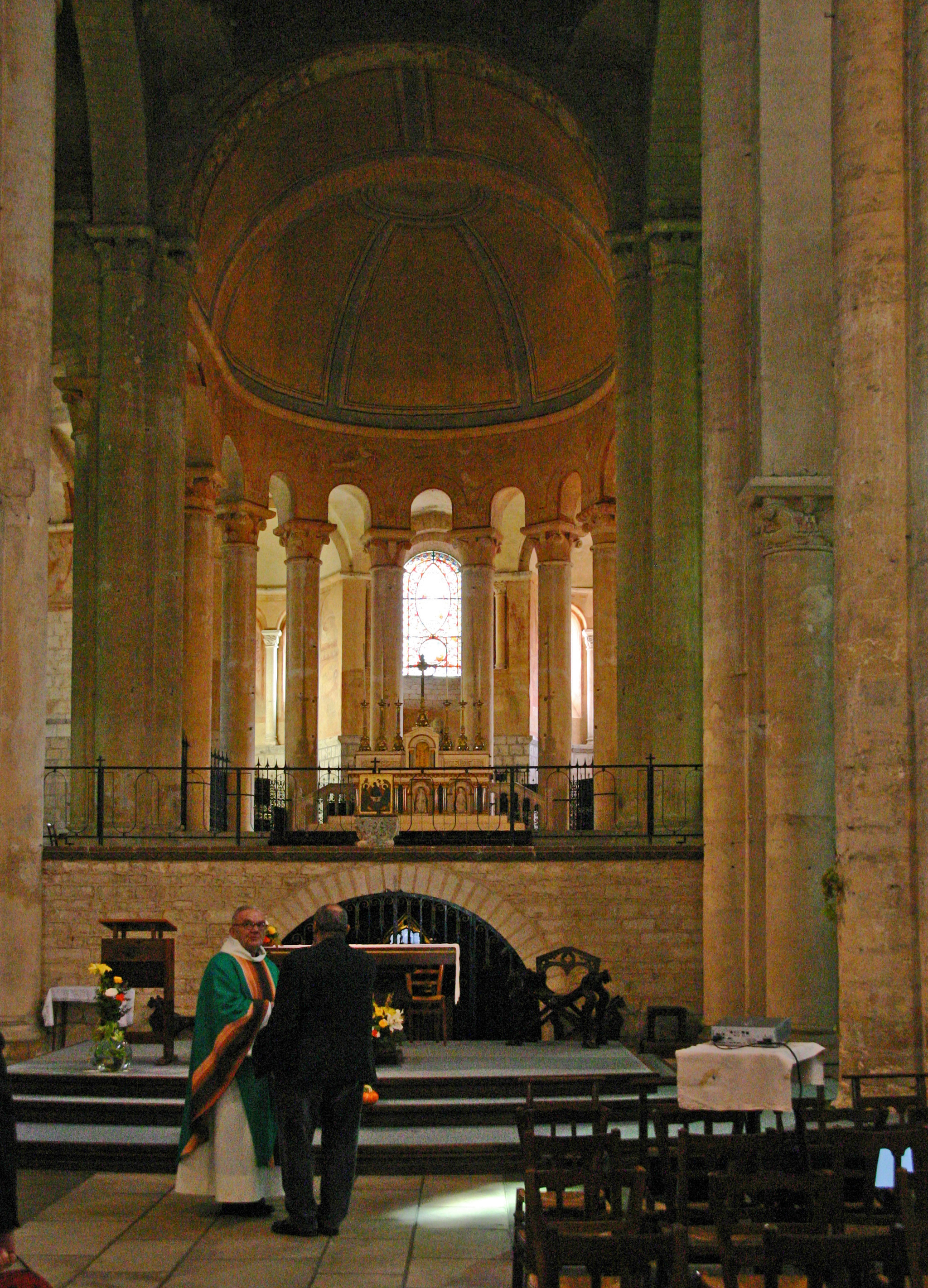
Cúpula sobre el coro en San Hilario el Grande
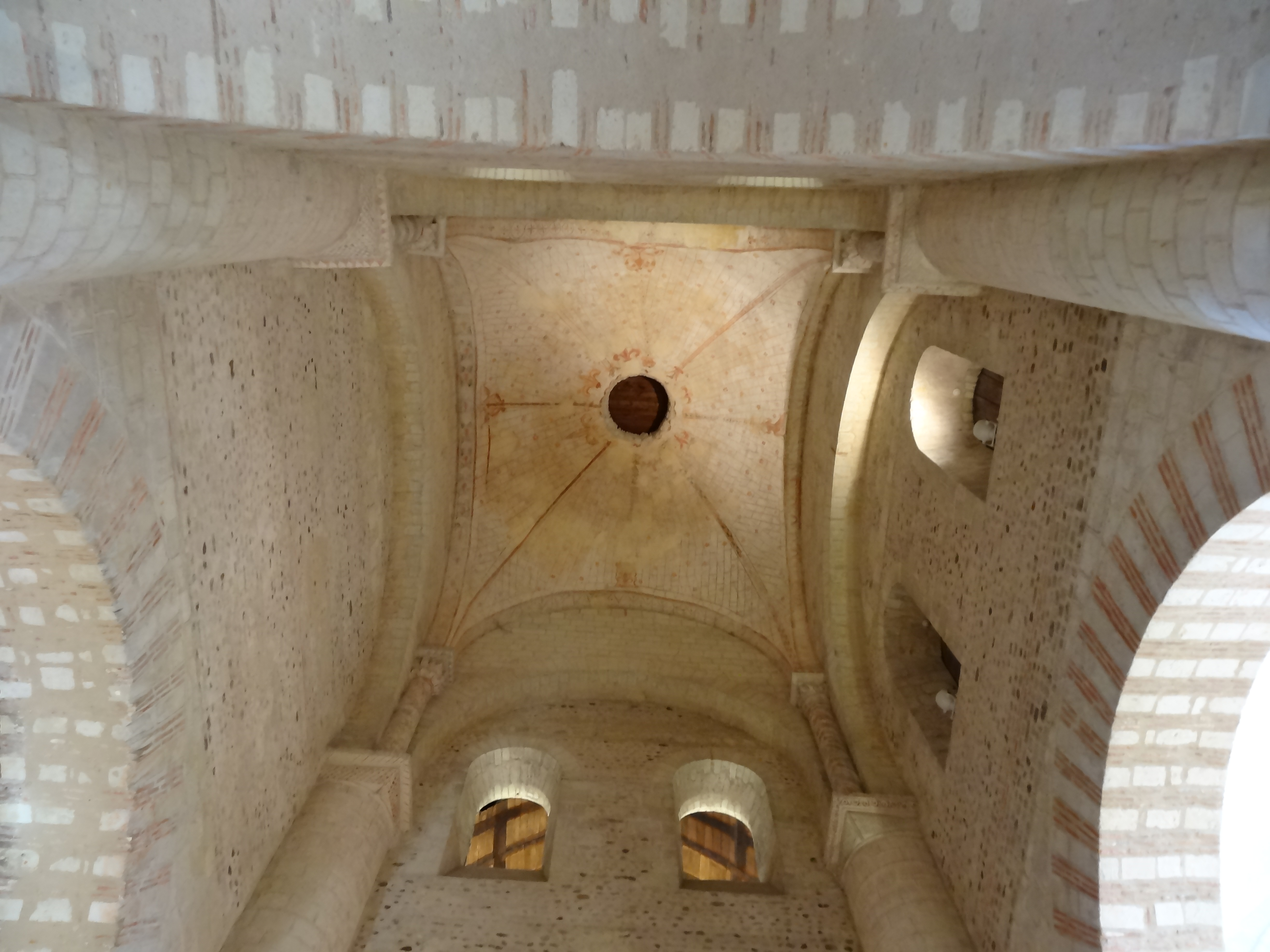
Cúpula de la torre del crucero de San Martin de Angers
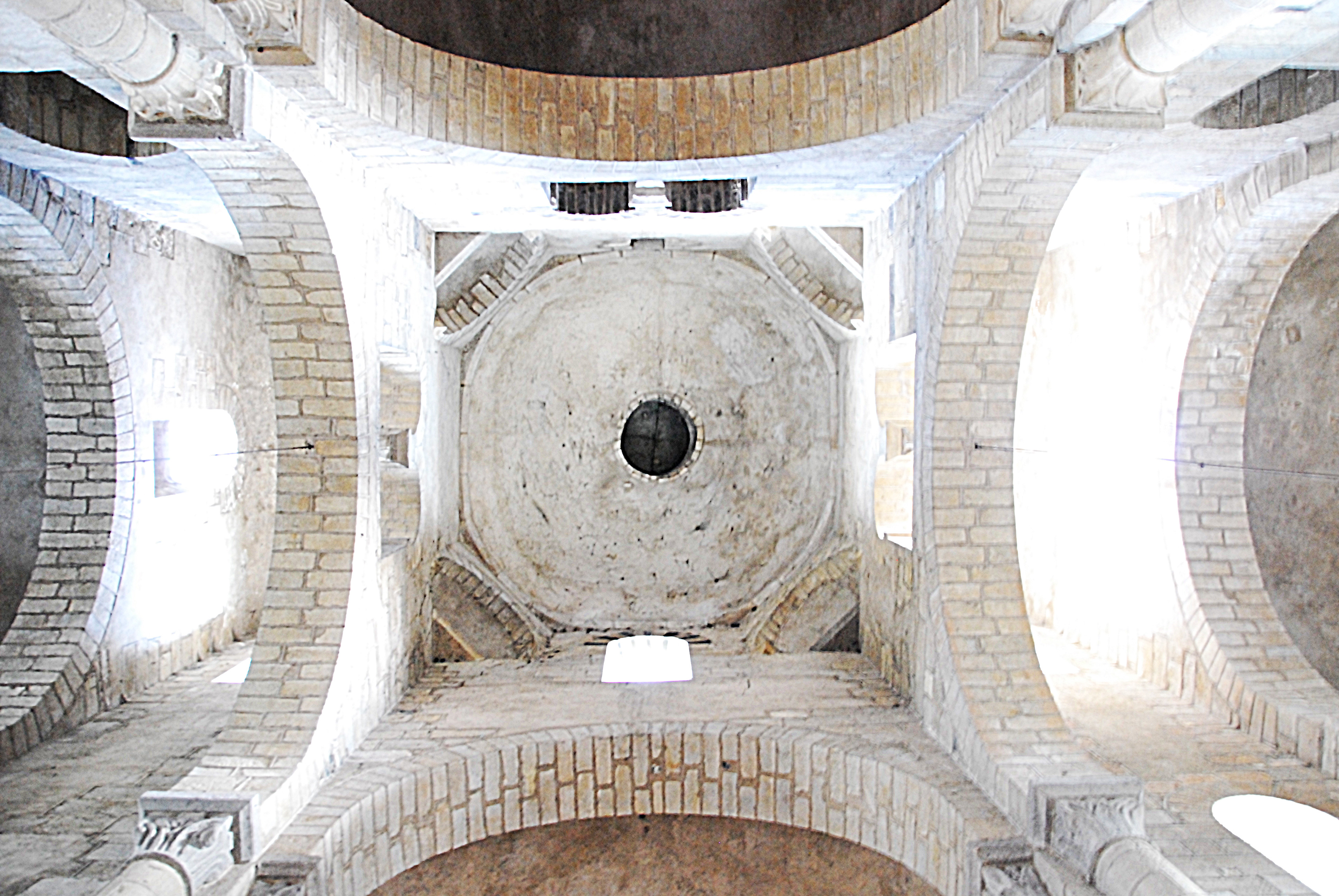
Cúpula del crucero de iglesia de Notre-Dame de Saint-Saturnin
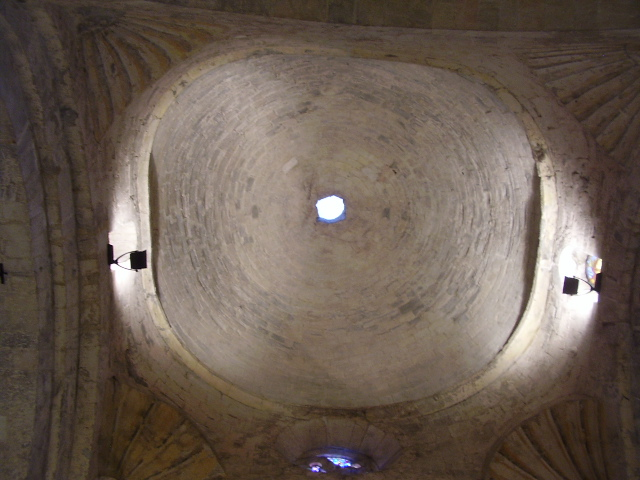
Cúpula de Sainte-Marie de Cruas

### Las Cruzadas y la Reconquista

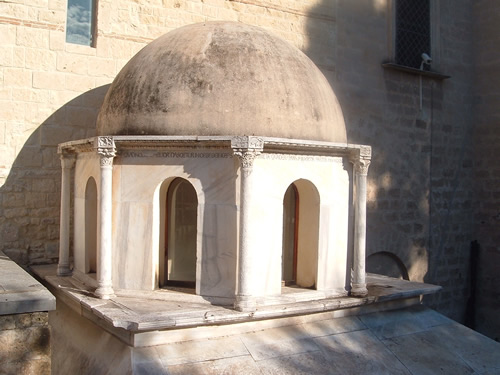
El mausoleo def Bohemundo

Las Cruzadas, que comenzaron en 1095, también parecen haber influido en la arquitectura cupulada en Europa occidental, particularmente en las áreas alrededor del mar Mediterráneo. El Mausoleo de Bohemundo (ca. 1111-1118), un líder normando de la Primera Cruzada, se construyó junto a la basílica de San Sabino en la provincia de Apulia, en el sur de Italia, y tiene una cúpula hemisférica de estilo bizantino sobre un edificio cuadrado con planta de cruz griega. Se cree que el baptisterio de Padua se construyó simultáneamente con la reconstrucción de 1120 de la catedral de Padua, una revisión de la fecha de fundación tradicional de 1260. Tiene una cúpula sobre pechinas que salva un espacio cuadrado de 11,6 m, con una pequeña capilla de altar a través del muro oriental. Sirvió de modelo para la posterior Sacristía Vieja de San Lorenzo.

#### Influencia de la iglesia del Santo Sepulcro

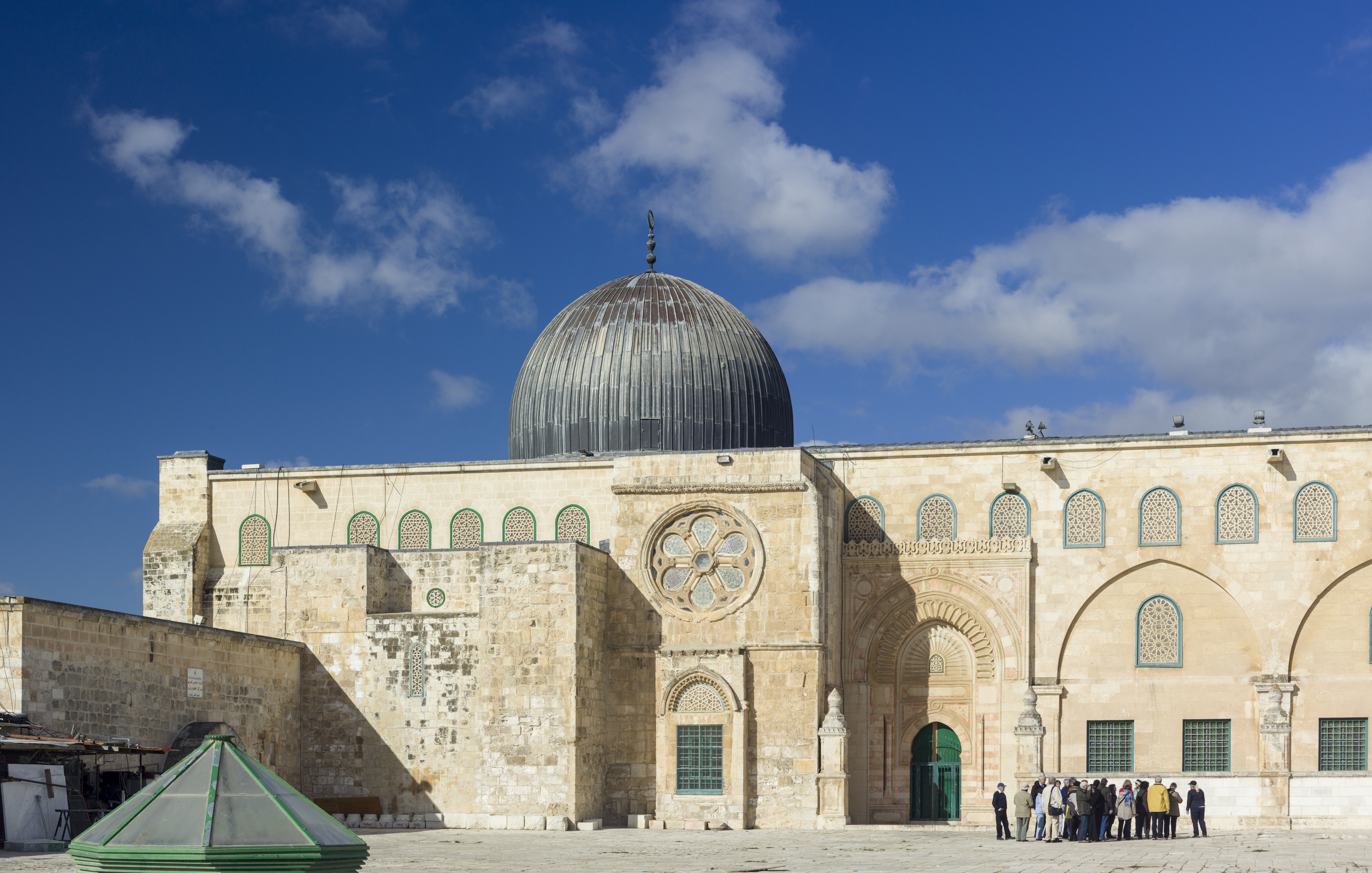
La mezquita de Al-Aqsa en el Monte del Templo de Jerusalén, tomada por los cruzados como modelodel Palacio de Salomón.

La Iglesia del Santo Sepulcro de Jerusalén parece haber tenido una cúpula de madera de dos hojas o cáscaras hasta el siglo XII, con algunas interrupciones. Después de controlar de la ciudad, los cruzados agregaron un coro con una cúpula al lado de la rotonda existente. Un añadido en estilo románico francés reemplazó al ábside oriental de la rotonda y a un patio que marcaba el centro del mundo y se consagró el 15 de julio de 1149, en el cincuentenario de la captura de la ciudad. El diámetro del nuevo domo de 10,4 era la mitad del de la rotonda y descansaba sobre cuatro arcos apuntados sobre cuatro pilares. Sirvió como sitio de coronación de los reyes cruzados de Jerusalén.
La rotonda misma estaba cubierta por una estructura cónica desde el siglo XII hasta principios del siglo XIX. El baptisterio de Pisa fue construido en 1153 con un cono truncado en clara imitación del Santo Sepulcro; y se le añadió una cúpula exterior en el siglo XIV. Los baptisterios cupulados de Cremona (1176) y de Parma (1196) también parecen haber sido influidos por la rotonda. La rotonda del Santo Sepulcro del siglo XII en Santo Stefano, Bolonia, y la basílica de Neuvy-Saint-Sépulchre son imitaciones de la iglesia del Santo Sepulcro de Jerusalén, aunque, como muchas de las imitaciones en Europa, difieren en sus detalles, incluidas sus cúpulas.
La Cúpula de la Roca y la mezquita de Al-Aqsa en el Monte del Templo de Jerusalén fueron tomadas por los cruzados como modelos para representar el Templo de Salomón y el Palacio de Salomón, respectivamente. Los Caballeros Templarios, que tenían su sede en el sitio, construyeron una serie de iglesias de planta central por toda Europa inspiradas en la iglesia del Santo Sepulcro, siendo la Cúpula de la Roca también una influencia. Son ejemplos la iglesia de la Vera Cruz en Segovia, la iglesia del convento de Cristo en Tomar , una iglesia rotonda en París destruida durante la Revolución francesa, y la iglesia del Temple en Londres. La iglesia de Santa María de Eunate fue en origen una iglesia funeraria de peregrinos, en lugar de una iglesia templaria, pero puede haber estado influida por ellos.

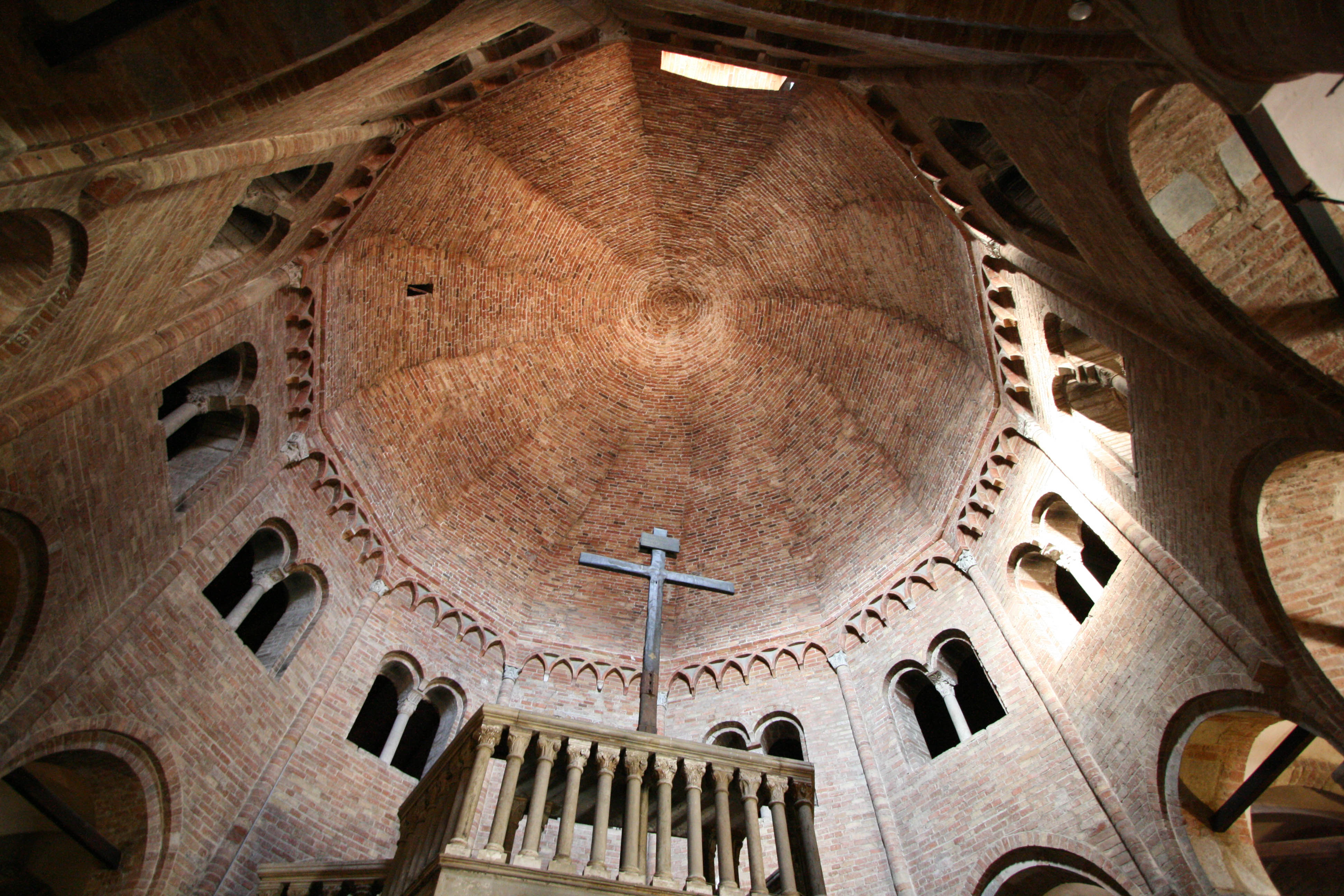
Basilica del Sepulcro de Santo Stefano, Bolonia
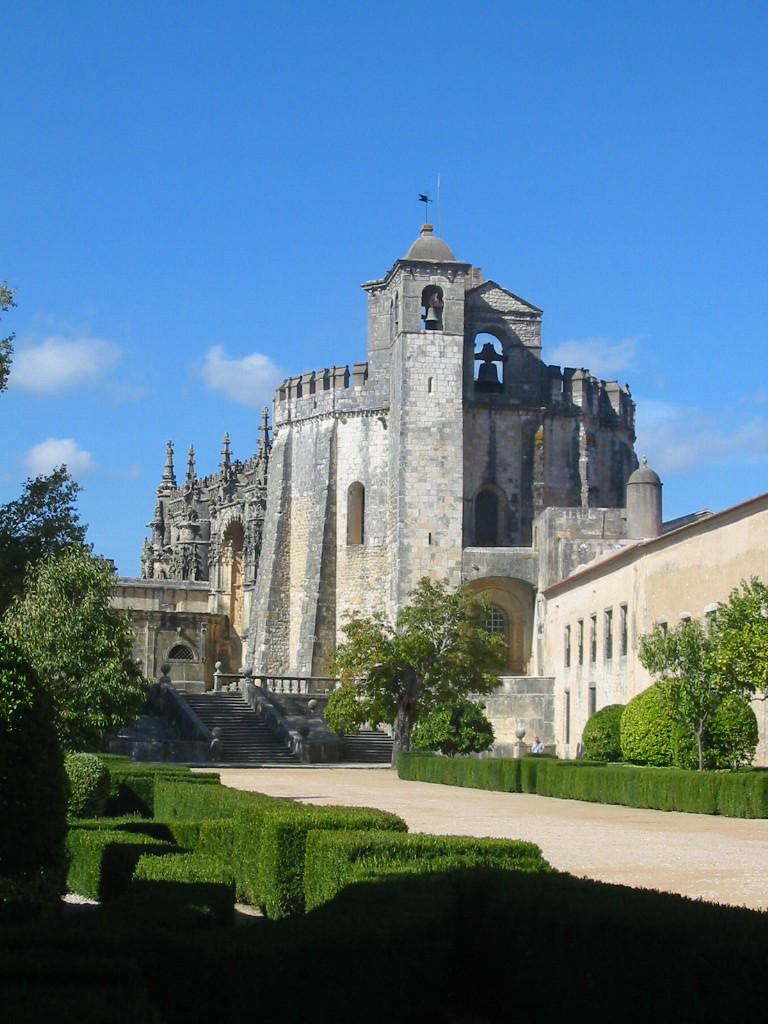
Convento de Cristo en Tomar ( Patrimonio de la Humanidad     (1983))
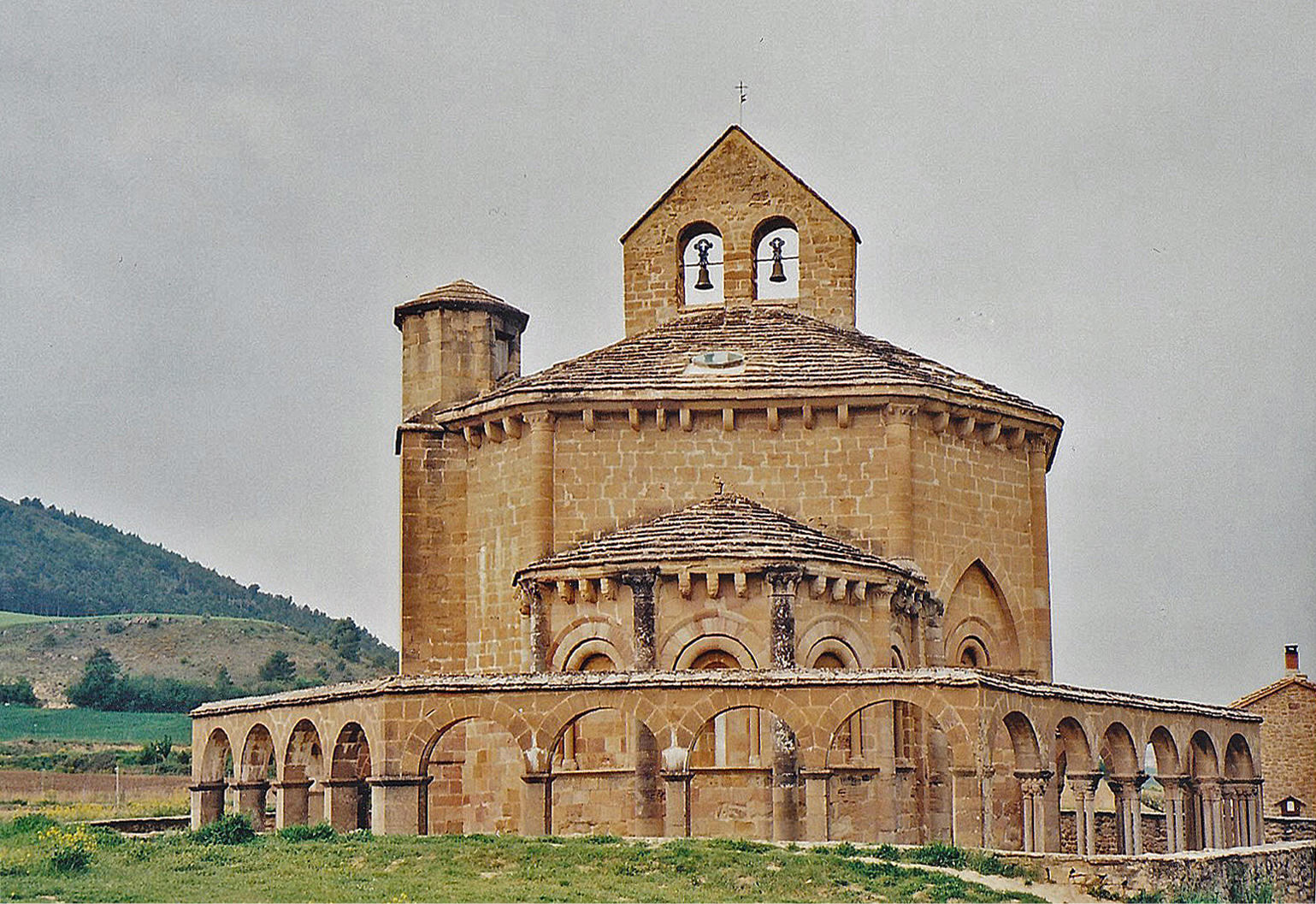
Exterior de iglesia de Santa María de Eunate
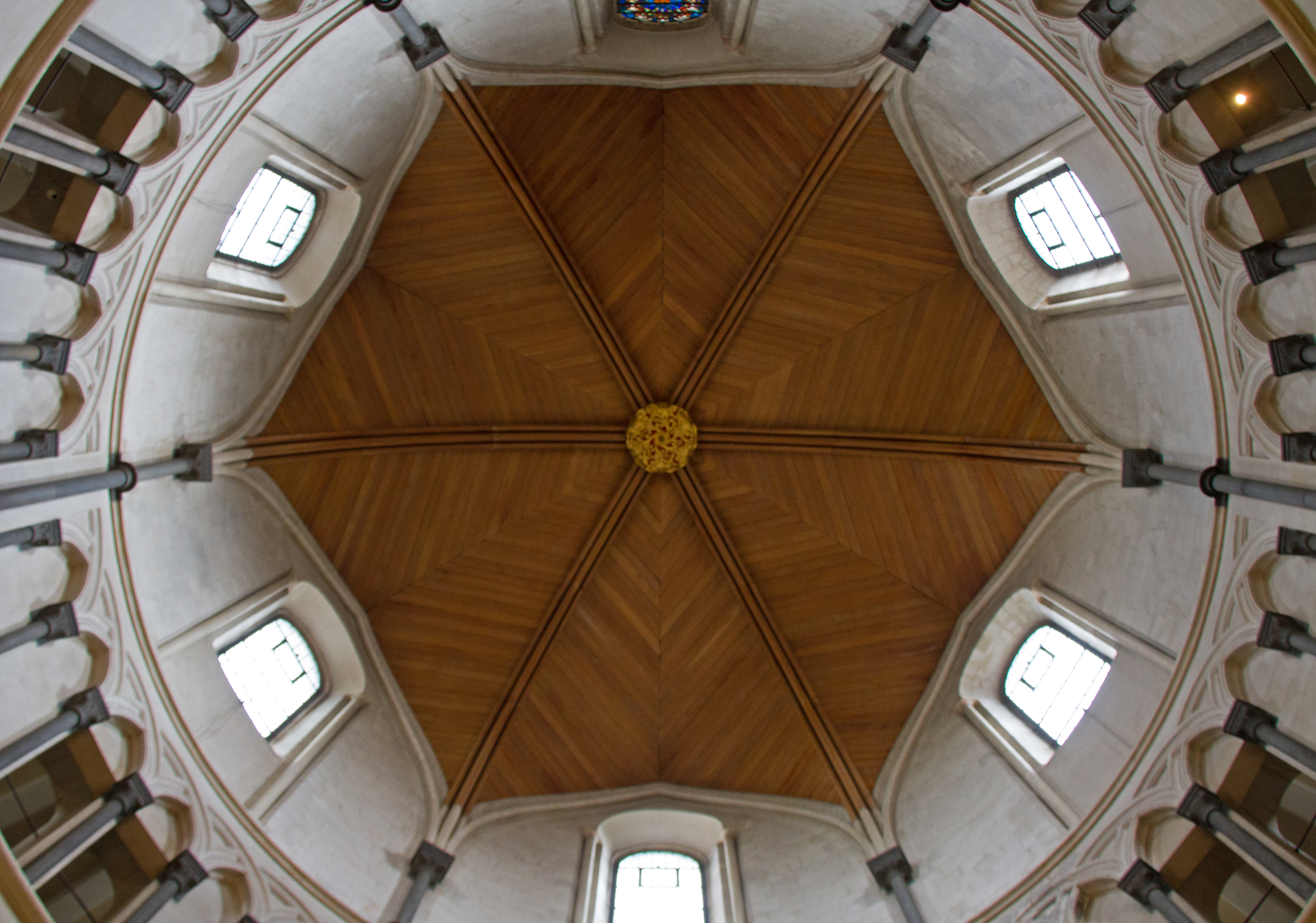
Interior de la iglesia del Temple (Londres) en Londres

#### Aquitania

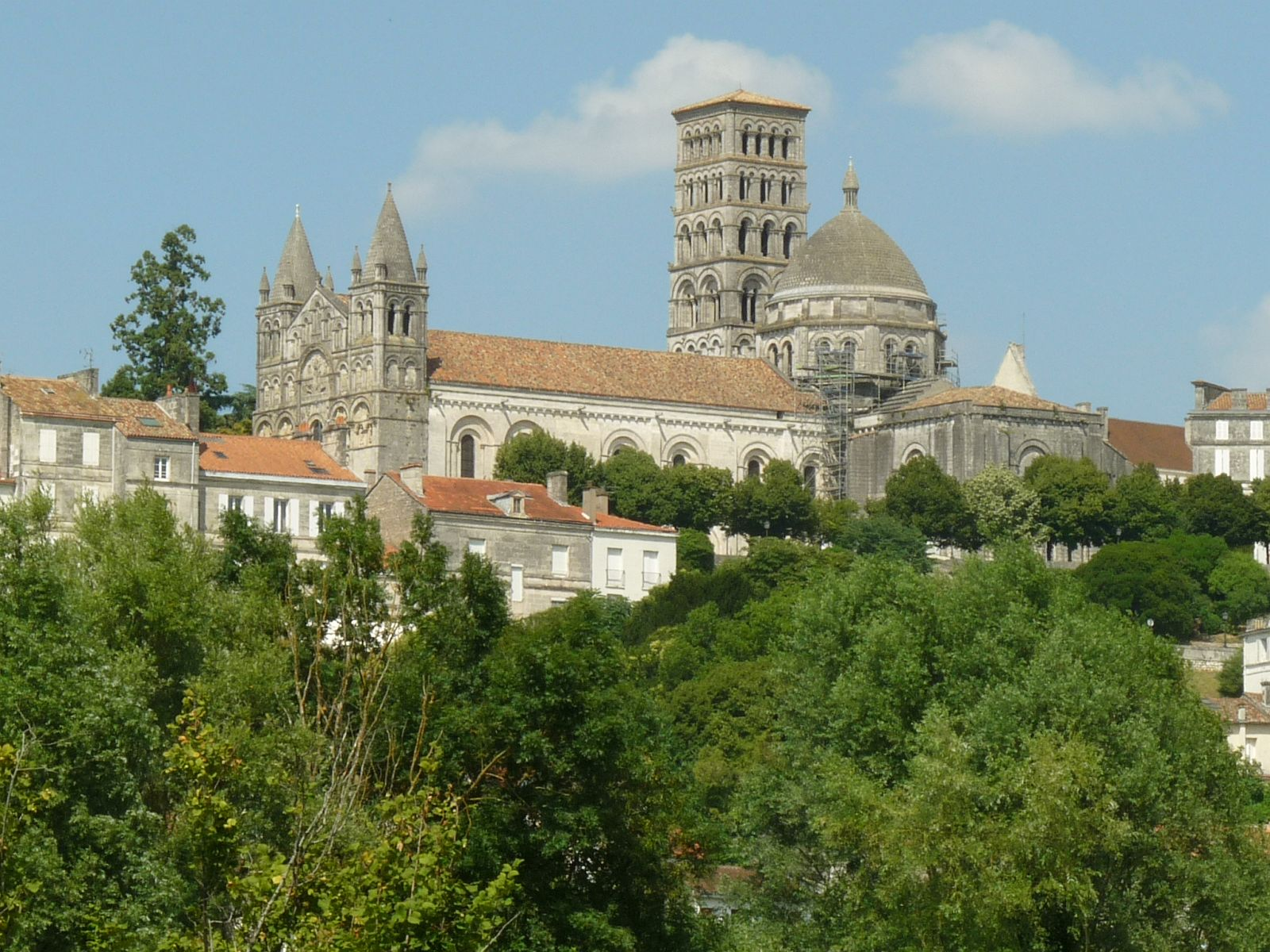
Solo la cúpula central de la catedral de Angulema (1105-1128) se ve desde el exterior

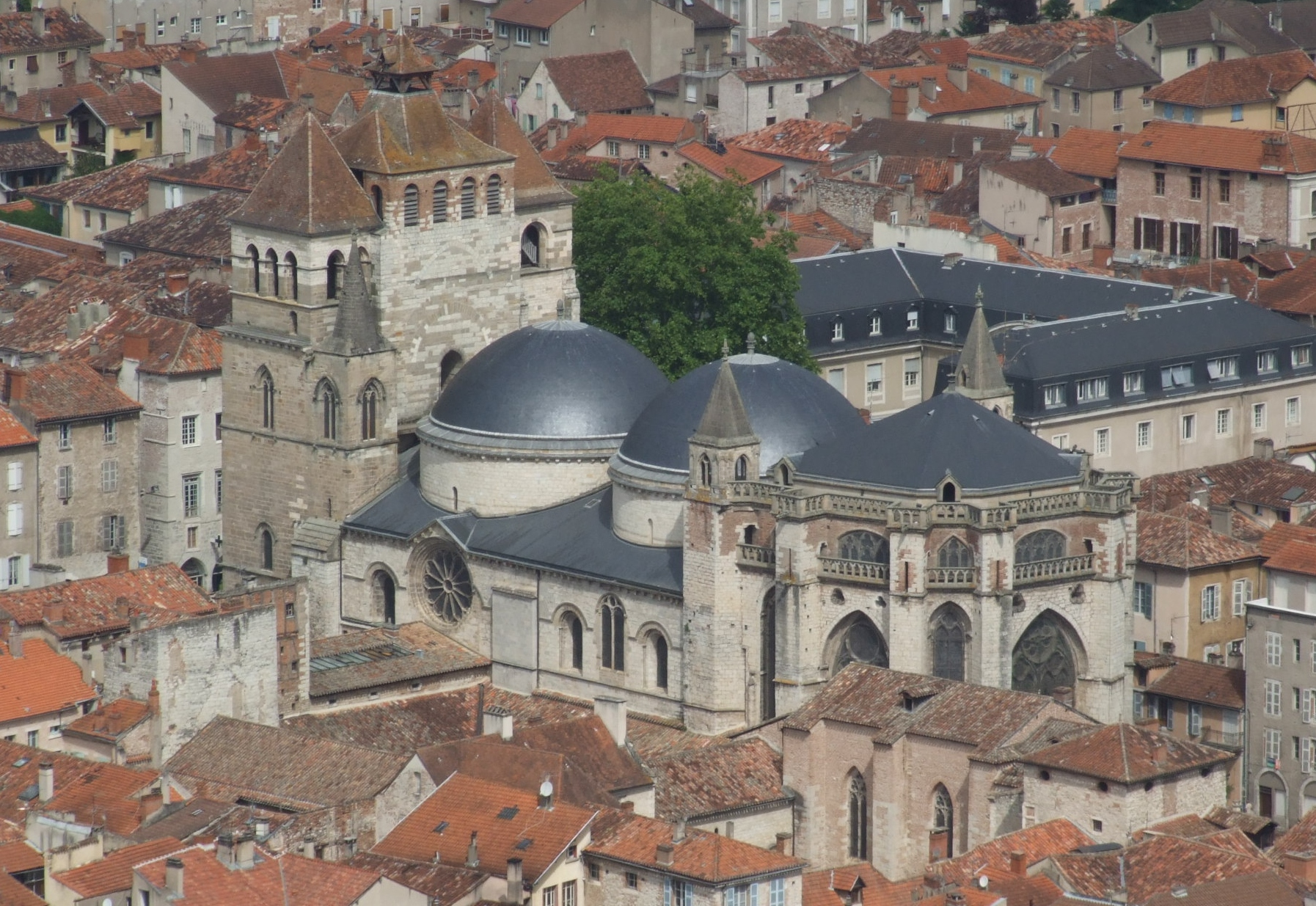
Catedral de Cahors (ca. 1100-1119)

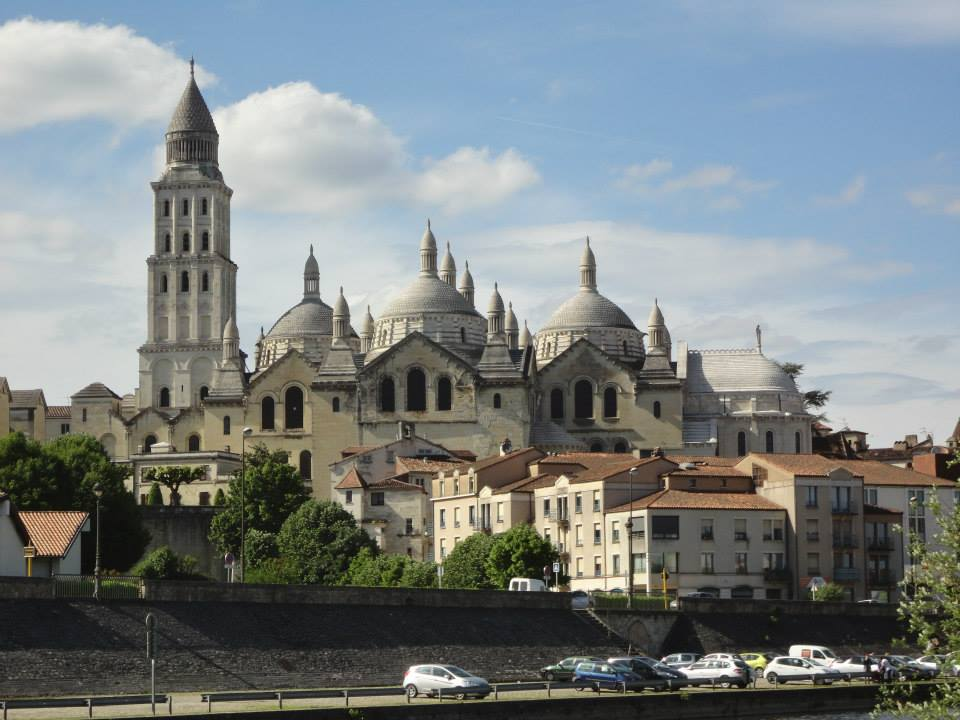
Las cúpulas de la catedral de Périgueux (ca. 1125-1150)

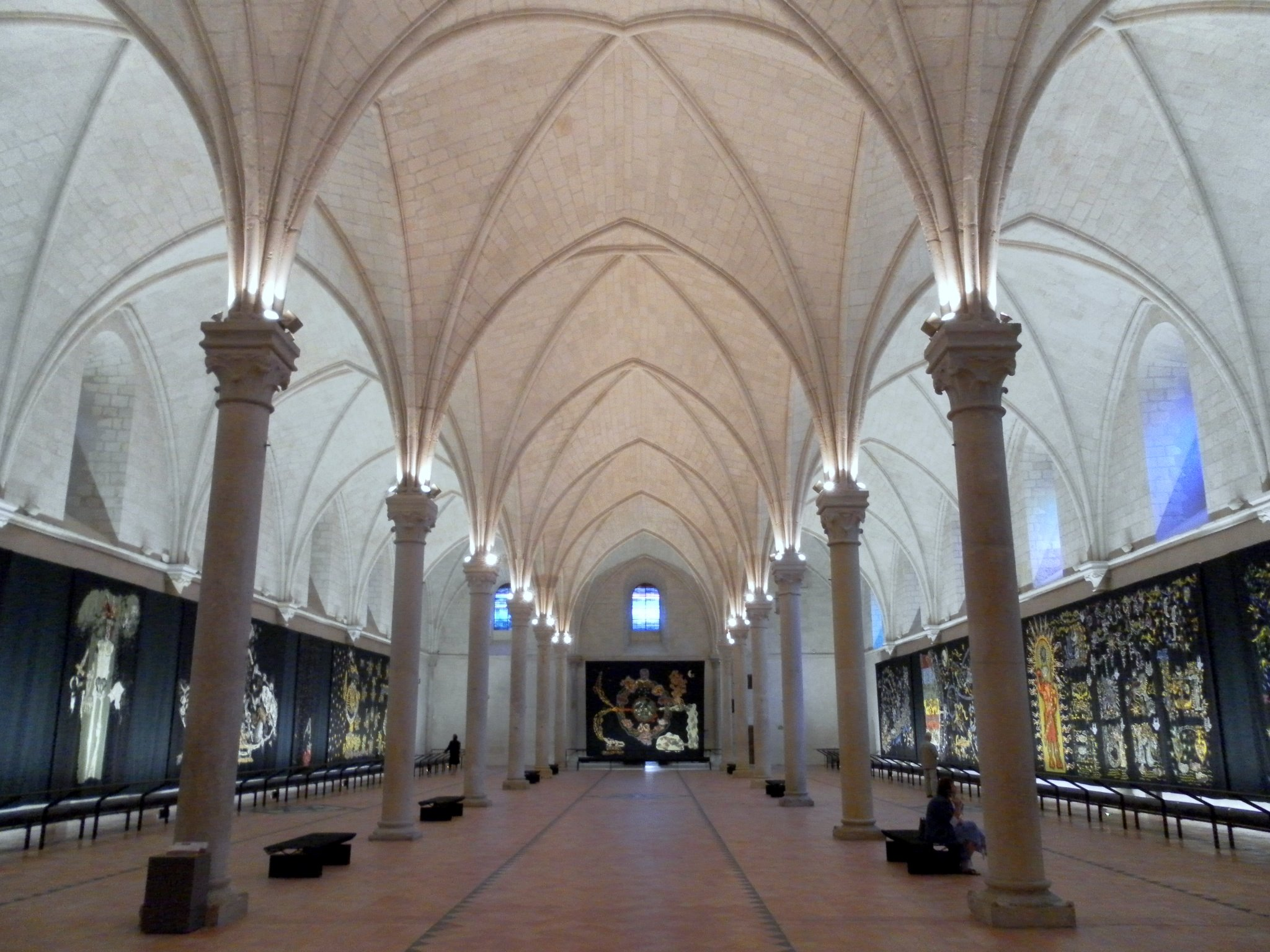
Bóvedas góticas angevinas del Hôpital Saint-Jean de Angers (actual Museo de Jean-Lurçat)

En la región de Aquitania, en el suroeste de Francia, se conservan un gran número de iglesias románicas con cúpulas inusuales; más de 250 solo en la región del Périgord. El área está lejos de los puertos con contacto regular con Oriente y la fuente de esa influencia no está completamente establecida. Un estudio en 1976 sobre las iglesias románicas del sur de Francia documentó 130 de ellas con cúpulas de planta ovalada, como las cúpulas sobre pechinas en Saint-Martin-de-Gurson, Dordoña y Balzac, Charente. La forma ovalada parece haber sido una solución práctica de cubrir los cruceros rectangulares. El uso de pechinas para soportar las cúpulas en la región de Aquitania, en lugar de las trompas más típicas de la arquitectura medieval occidental, implica una influencia bizantina muy fuerte.
Entre los ríos Garona y Loira se sabe que hubo al menos setenta y siete iglesias cuyas naves estaban cubiertas por una línea de cúpulas. La mitad de ellas están en la región del Périgord. La mayoría data del siglo XII y sesenta de ellos sobreviven hoy. El hecho de que las cúpulas de esta área estuvieran dispuestas en series lineales ha sugerido la arquitectura contemporáneas de Chipre como inspiración, que se encontraba en una ruta de peregrinación hacia Tierra Santa. Chipre había desarrollado su propio estilo de basílica cupulada durante su período de neutralidad entre gobernantes bizantinos y árabes, usando tres cúpulas de aproximadamente el mismo tamaño en una línea sobre la nave y muy poca iluminación. Hay indicios de una conexión entre Aquitania y Chipre justo después de la Primera Cruzada.
La primera de estas iglesias francesas puede ser la catedral de Angulema, construida entre 1105 y 1128. (Es posible que existieran cúpulas anteriores en la iglesia de Saint-Astier, Dordogne, que fue fundada en 1010 aunque queda poco de la construcción original, y en Saint-Avit-Sénieur (c. 1117), cuyas tres cúpulas originales fueron reemplazadas por «cúpulas de Anjou» en el siglo XIII.) Su larga nave está cubierta por cuatro cúpulas de piedra sobre pechinas, que surgen de arcos apuntados, la última de las cuales cubre el crucero y está coronada por una linterna de piedra. La más occidental de las cúpulas de Angulema es la más antigua, construida entre 1100 y 1125. Cuatro pequeños huecos en la base de cada cúpula de la nave, justo encima de las cornisas, probablemente se usaron para asegurar la madera del encofrado del cimbrado durante la construcción. Las cúpulas de piedra posteriores en la región tienen cuatro ventanas pequeñas en una ubicación similar que pueden haber sido utilizadas de la misma manera. Las cúpulas de la iglesia de la iglesia de San Esteban de la Ciudad (Périgueux) precedieron a las más grandes en la catedral de Cahors. San Esteban originalmente tenía cuatro cúpulas, pero dos fueron destruidas en el siglo XVI. De las dos restantes, la primera se completó alrededor de 1125 y la última en 1163.
La catedral de Cahors (ca. 1100-1119) cubre su nave con dos grandes cúpulas de la misma manera e influyó en el edificio posterior en Souillac. Las cúpulas de Cahors tienen un diámetro de más de quince metros.  La iglesia de la abadía de Fontevrault —que sirvió como lugar de enterramiento de la realeza Plantagenet, incluido Ricardo Corazón de León— es uno de los ejemplos más impresionantes. El temprano crucero cupulado está precedido por una nave más amplia cubierta por cuatro cúpulas, que se inició en 1125. Las pechinas son las originales, pero las cuatro cúpulas de la nave son reemplazos modernos de alrededor de 1910. Originalmente diseñada como una iglesia de salón de tres naves con bóvedas de cañón , después de que se completara el coro, se rediseñó la nave con pilastras para soportar la línea de cúpulas que se extienden por todo el ancho. Asimismo, en la abadía de las Damas en Saintes, la iglesia de la abadía fue remodelada durante la construcción para permitir las cúpulas.
La catedral de S. Front en Périgueux fue construida ca. 1125-1150 y deriva su planta cruciforme de cinco cúpulas en última instancia de la iglesia de los Santos Apóstoles en Constantinopla. Una de las cúpulas cubre parte del coro, el resto del cual está cubierto por una bóveda de cañón y un ábside de media cúpula, aunque la mayoría de las iglesias abovedadas de la región usaban solo una bóveda de cañón y un ábside de media cúpula para el coro.  Las cúpulas difieren de la práctica bizantina normal en que son de piedra, en lugar de un material más liviano como el ladrillo, y esa diferencia puede ayudar a explicar las otras diferencias, como que las cúpulas son ligeramente puntiagudas y al menos semicirculares, en lugar de segmentadas, cubriendo una distancia retranqueada del círculo formado por las pechinas, en lugar de directamente desde el círculo, y apoyada sobre pechinas de curvas complejas que comienzan en la parte inferior de las dovelas del arco de apoyo, en lugar de pechinas de cuarto de círculo que comienzan en la parte superior. Las cúpulas de S. Front tenían piedra revestida solo en los niveles más bajos antes de las alteraciones realizadas por Paul Abadie  en el siglo XIX. Las linternas de las cúpulas de Souillac también fueron añadidas por una restauración del siglo XIX. Hay indicios de que las cúpulas estaban originalmente cubiertas por un techo de madera.
La bóveda de crucería gótica reemplazó al uso de cúpulas en el suroeste de Francia después del siglo XII. La iglesia de Saint-Avit-Sénieur parece haber sido diseñada para tener cúpulas, pero es posible que nunca se hayan construido. La nave está cubierta en cambio por bóvedas de crucería de estilo angevino. La «forma cupulada de las bóvedas angevinas», como las que se ven en la catedral de Angers, puede deberse a la influencia de las iglesias cupuladas románicas. Los cimientos de la catedral de Burdeos indican que originalmente tenía una nave cubierta con una línea de tres cúpulas como las de la catedral de Angoulême pero fue reconstruida en el siglo XIII con un techo abovedado.

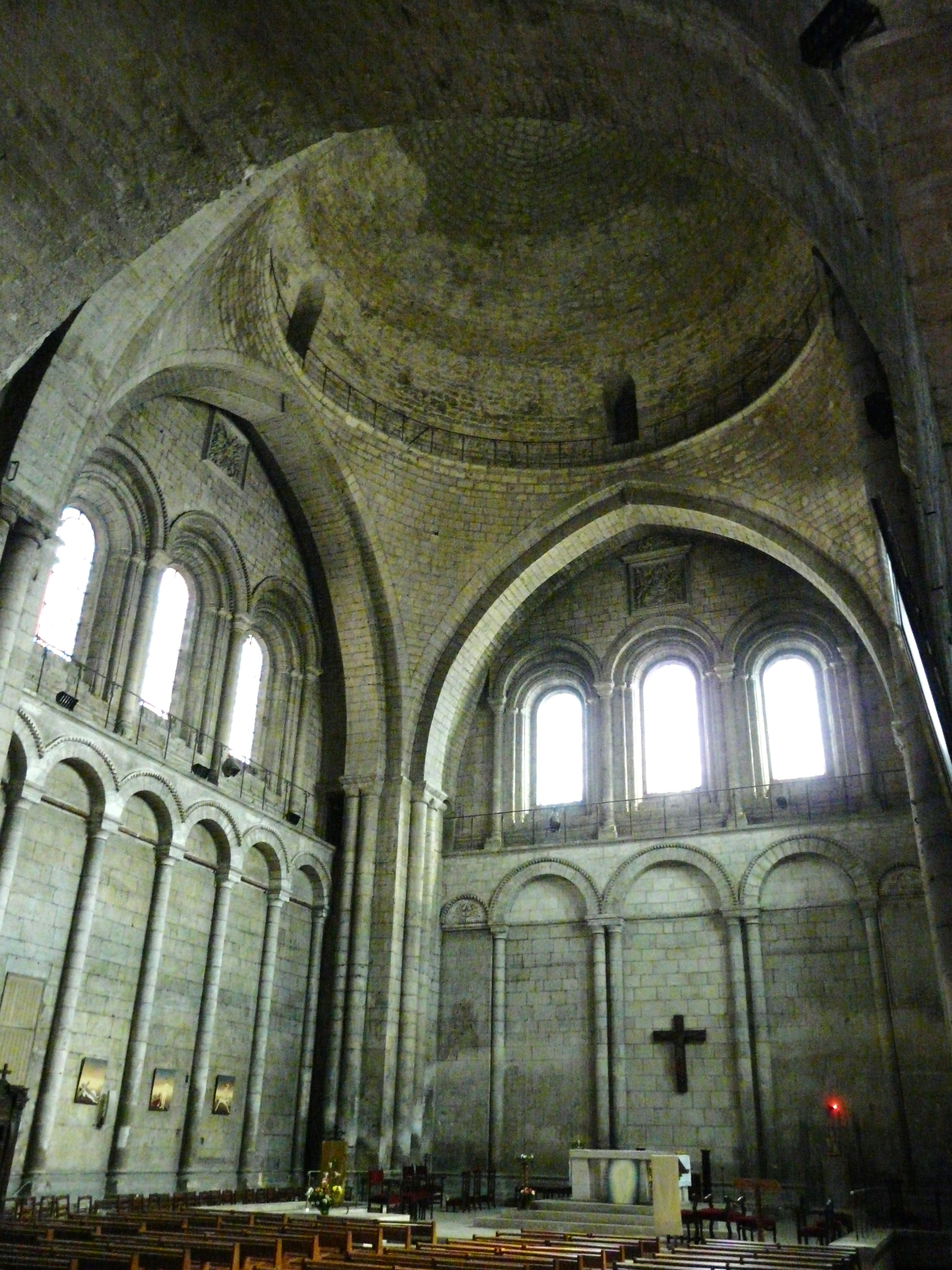
Interior de la iglesia de San Esteban de la Ciudad (Périgueux)
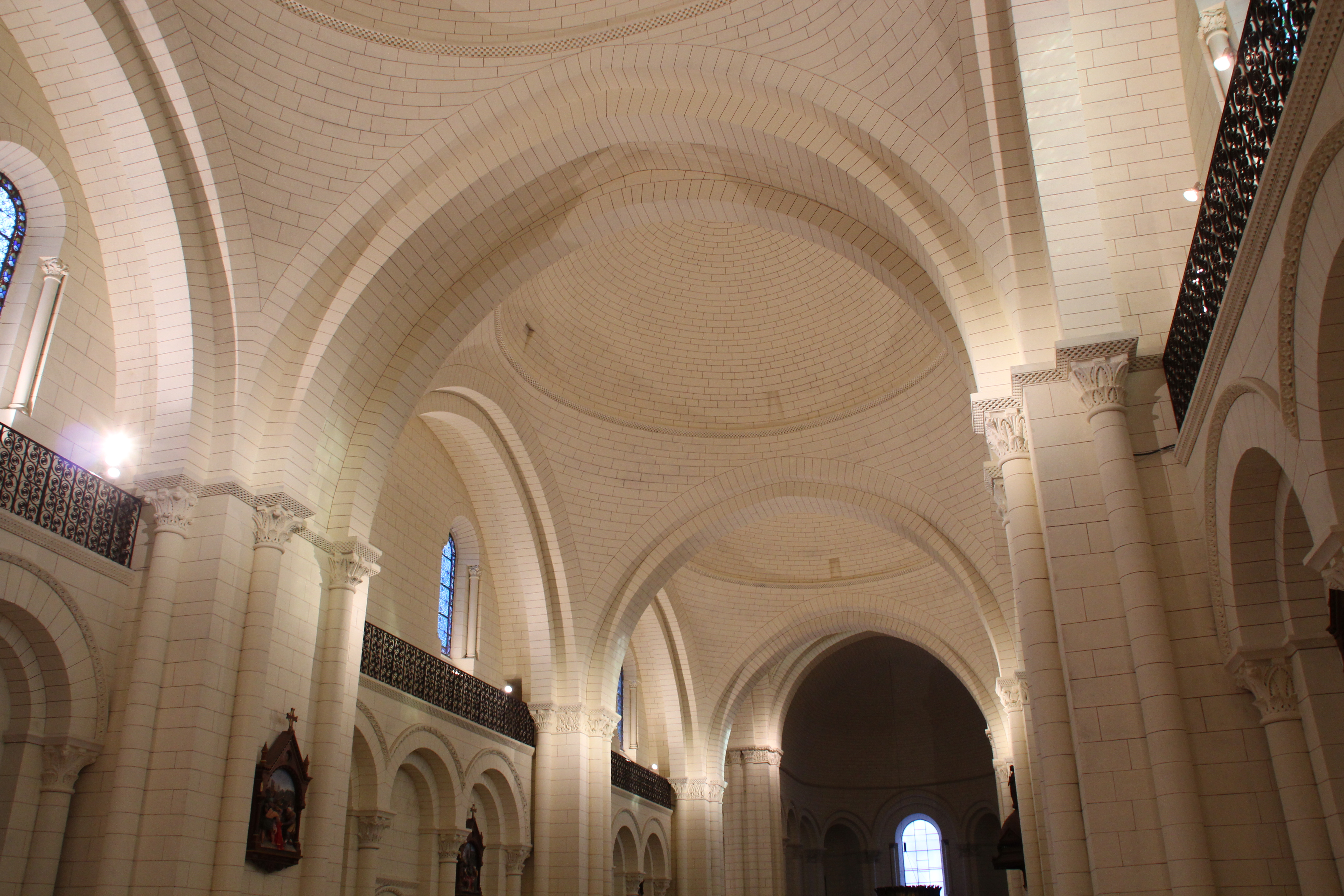
La nave de la catedral de Angulema (1105-1128)
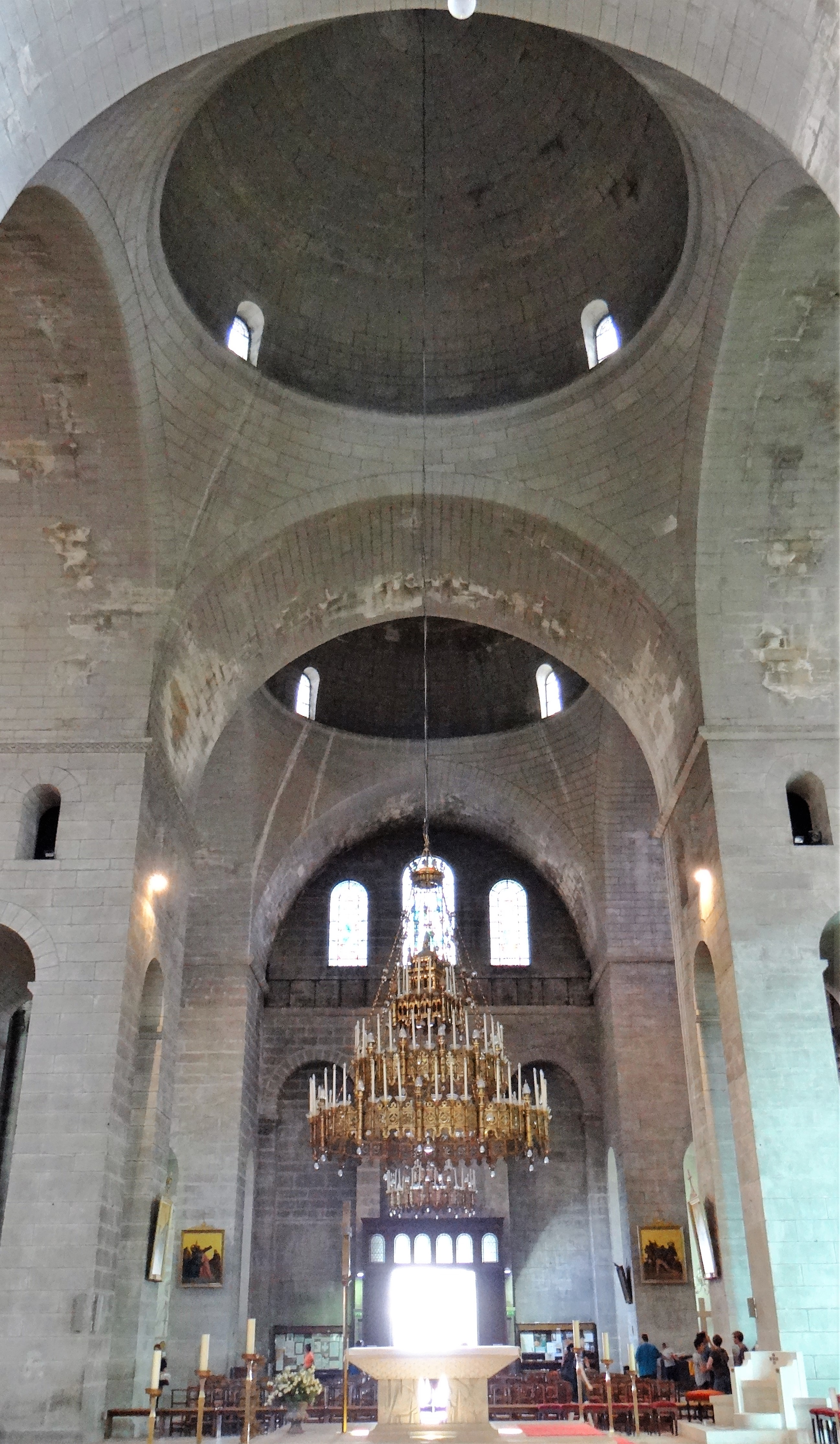
Interior de la catedral de Périgueux (ca. 1125-1150)
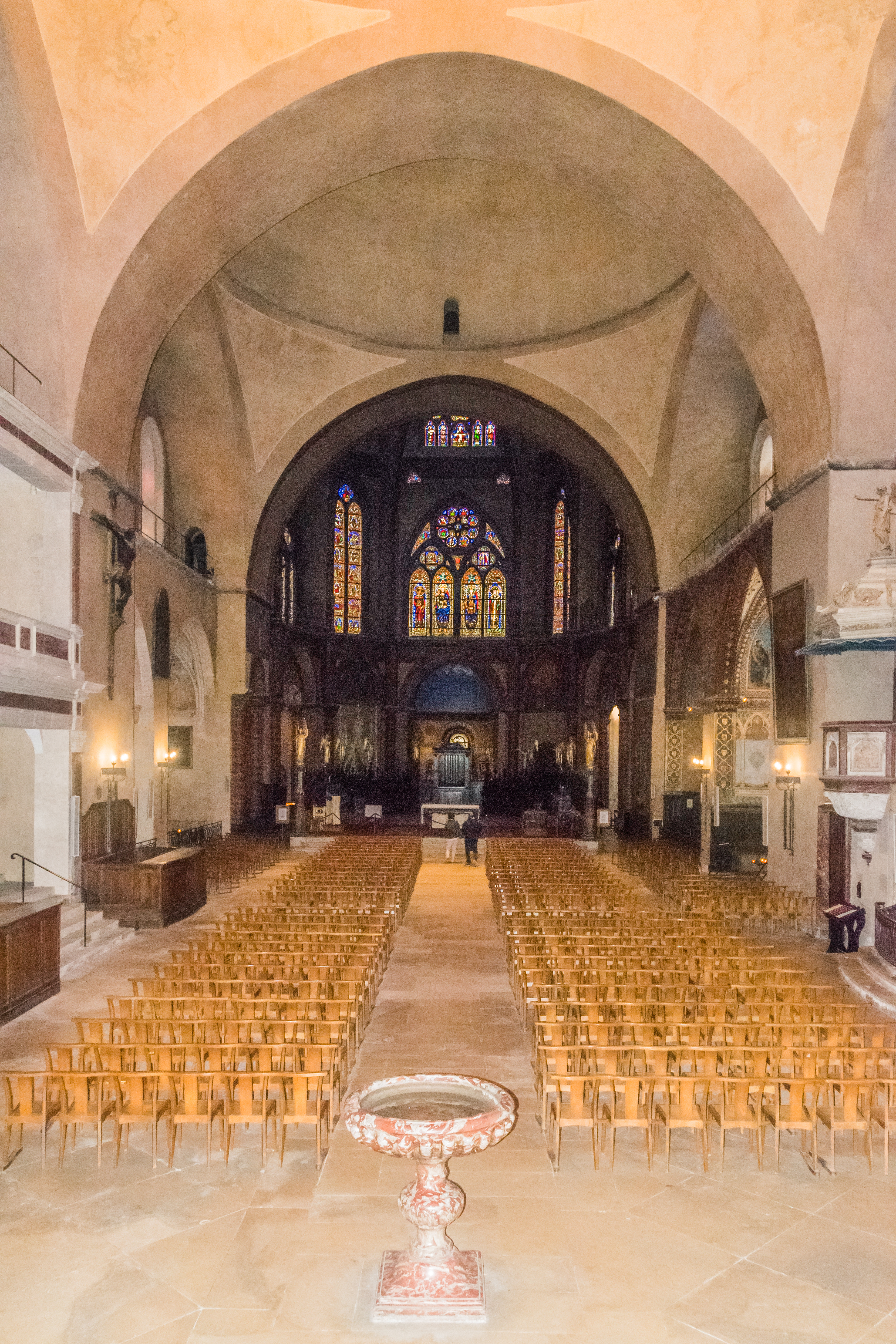
Interior de la catedral de Cahors (ca. 1100-1119)
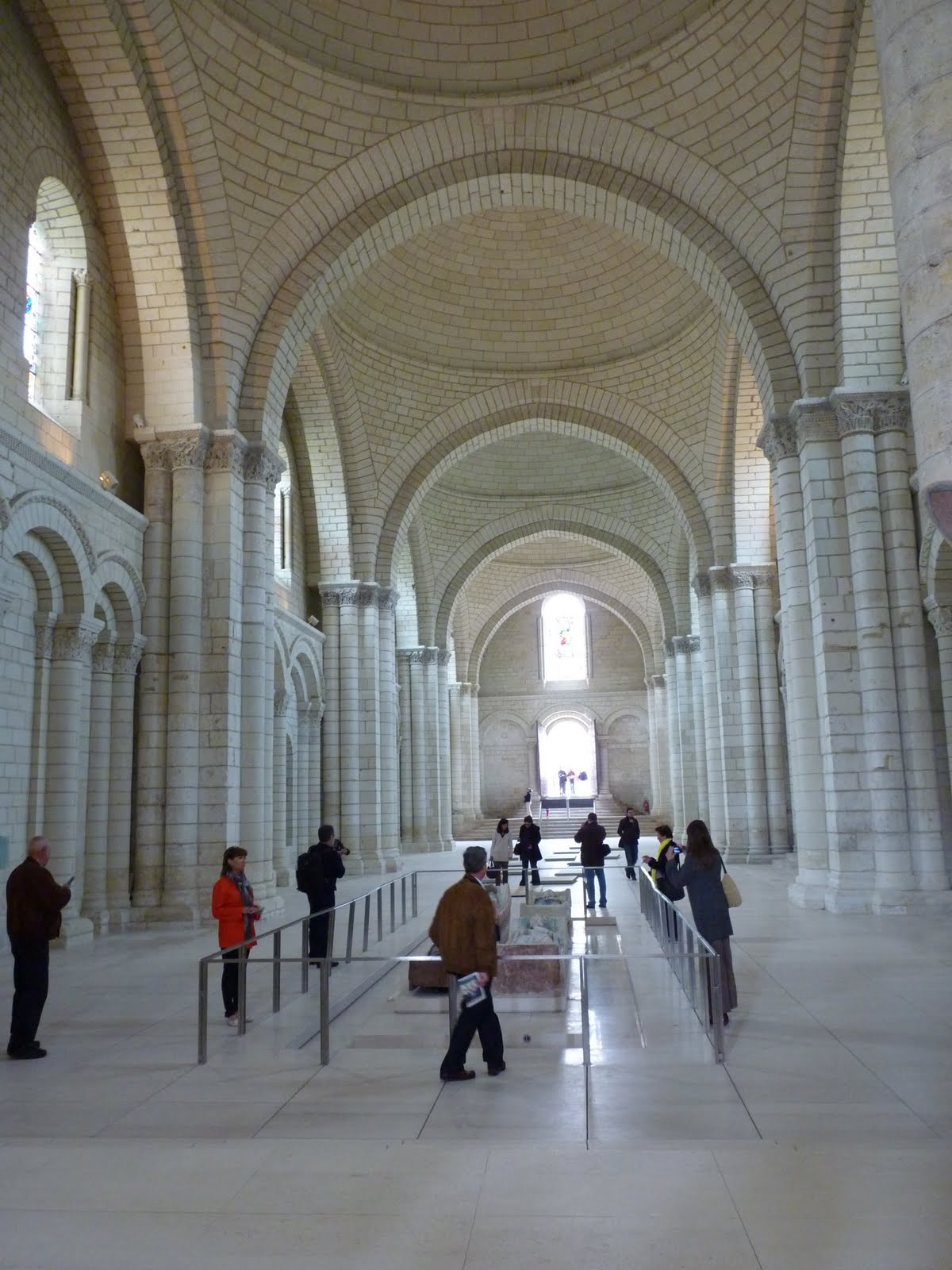
Nave cupulada de la iglesia de la abadía de Fontevrault
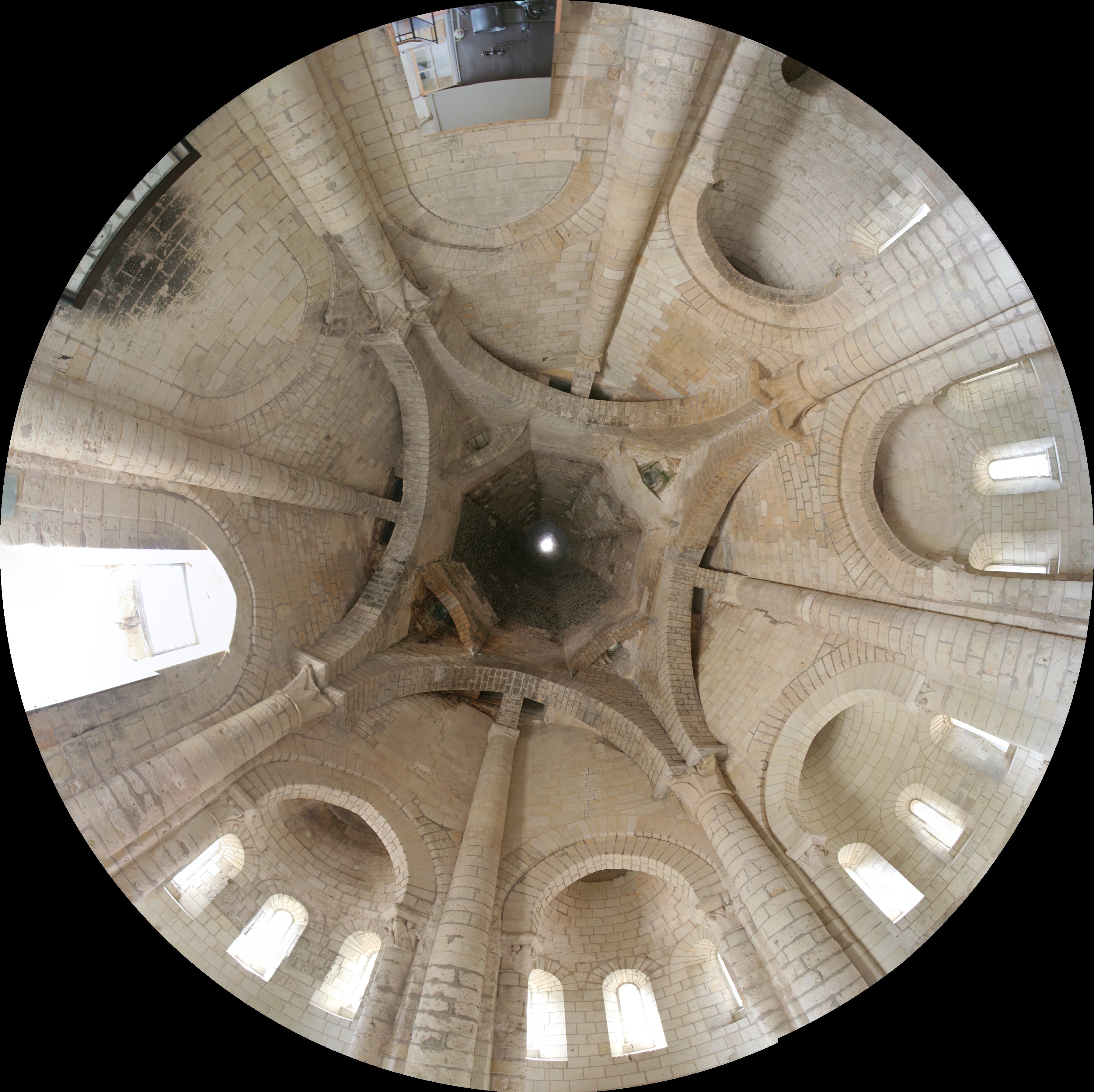
Compleja cúpula de la cocina de la abadía de Fontevrault

#### Reino de León y emperadores de toda España

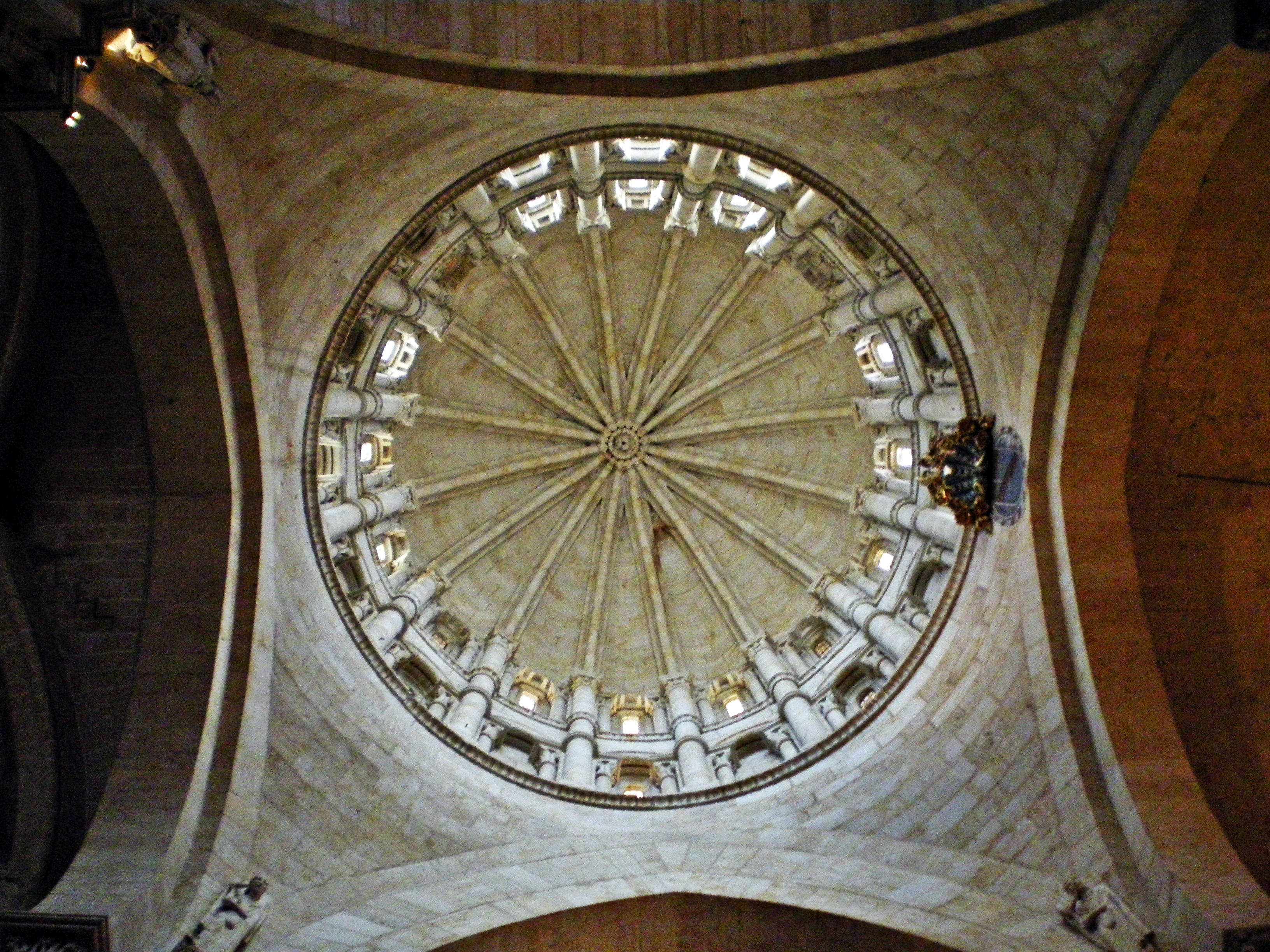
Cúpula sobre la Catedral vieja de Salamanca.

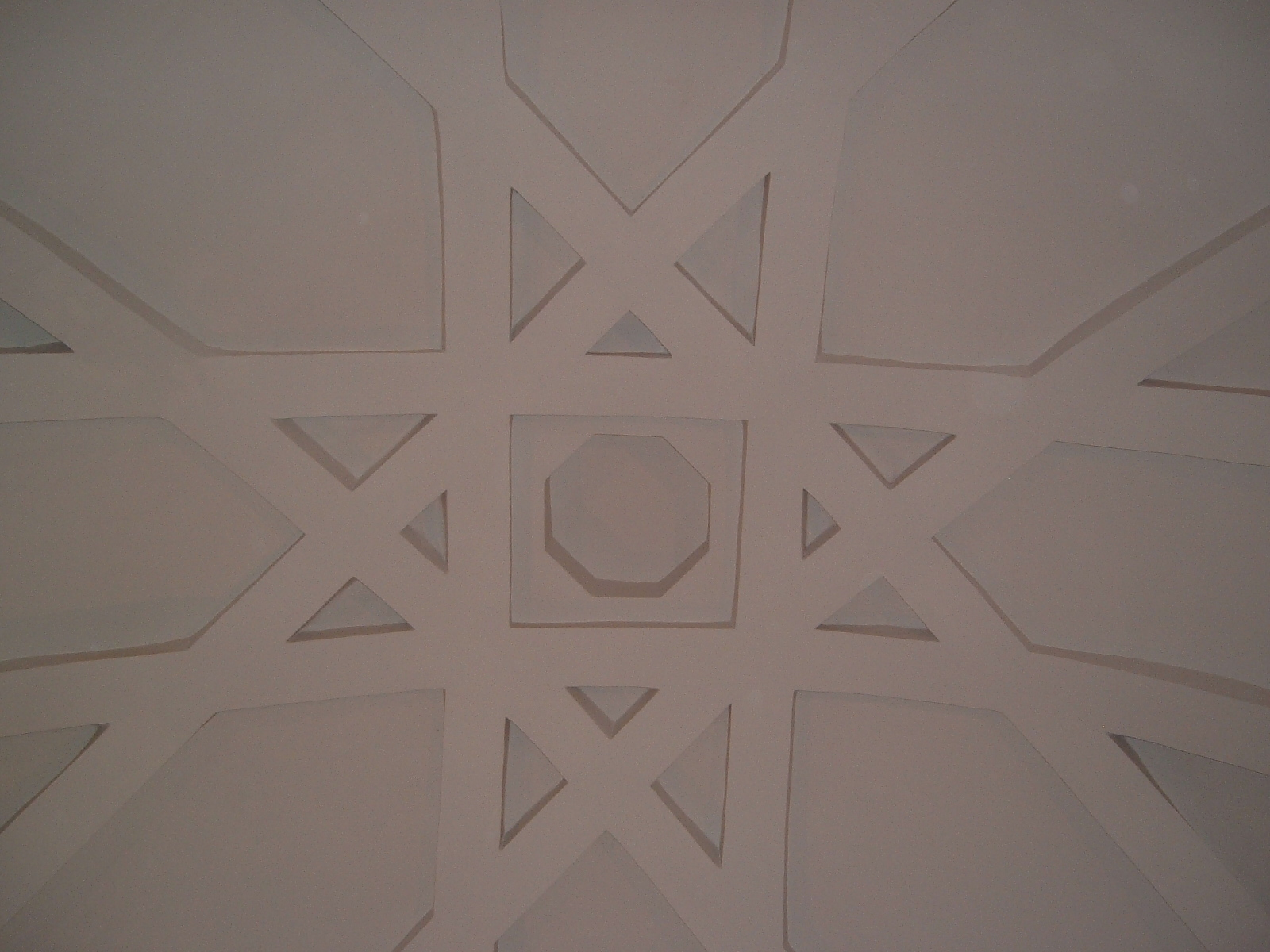
Intersección de los arcos de la cúpula del castillo de Atalaya de Villena.

Los restos de una torre sobre el crucero en la iglesia francesa de la Abadía de Saint-Jean de Montierneuf de alrededor de 1140 sugieren un origen para algunas cúpulas españolas en un estilo románico y gótico de transición.. Las influencias arquitectónicas en el trabajo aquí han sido muy debatidas, con orígenes propuestos que van desde Jerusalén, a la España islámica o a la región de Limousin en el oeste de Francia hasta una mezcla de fuentes.
Durante la Reconquista, el reino de León en el noroeste de España construyó tres iglesias famosas por sus torres de crucero con cúpulas, llamadas «cimborrios», al adquirir nuevos territorios (los conocidos como grupo de cimborrios del Duero). La catedral de Zamora , la catedral de Salamanca y la colegiata de Toro se construyeron a mediados del siglo XII. Los tres edificios tienen cúpulas de paraguas de piedra con dieciséis costillas sobre tambores con ventanas de uno o dos pisos, que nacen de pechinas. Las tres también tienen cuatro pequeñas torres redondas conectadas externamente con los tambores de las cúpulas en sus lados diagonales. Quizás la obra maestra de la serie, la torre del crucero de Salamanca, conocida como «torre del Gallo», tiene dos pisos de ventanas en su tambor. Su techo exterior de piedra con escamas de pez, forrado con crockets góticos, es una capa separada con solo ocho lóbulos, que lleva el peso a los cuartos traseros de la cúpula interior de dieciséis lados.

Cimborrios en España
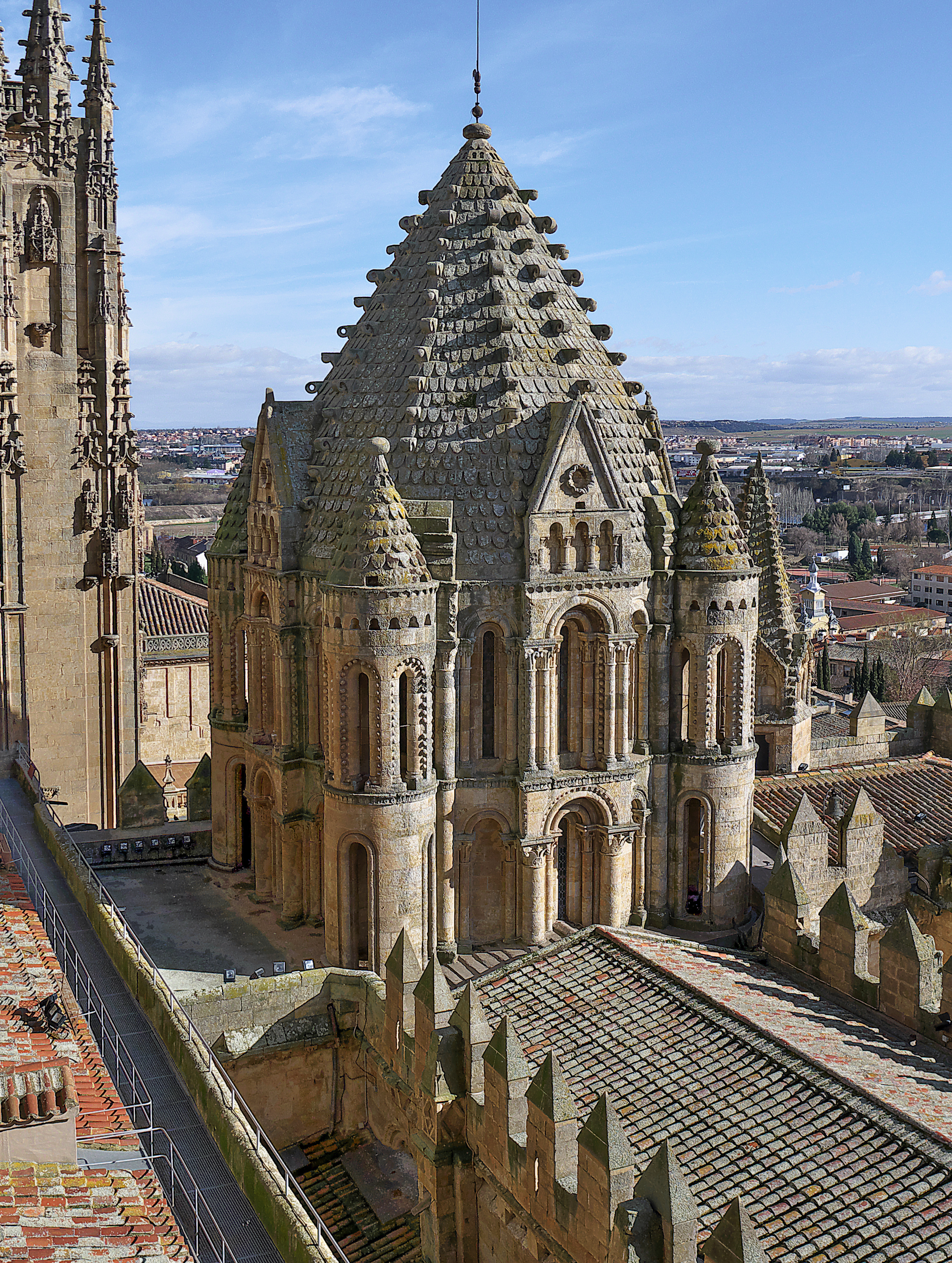
Cimborrio de la catedral Vieja de Salamanca.
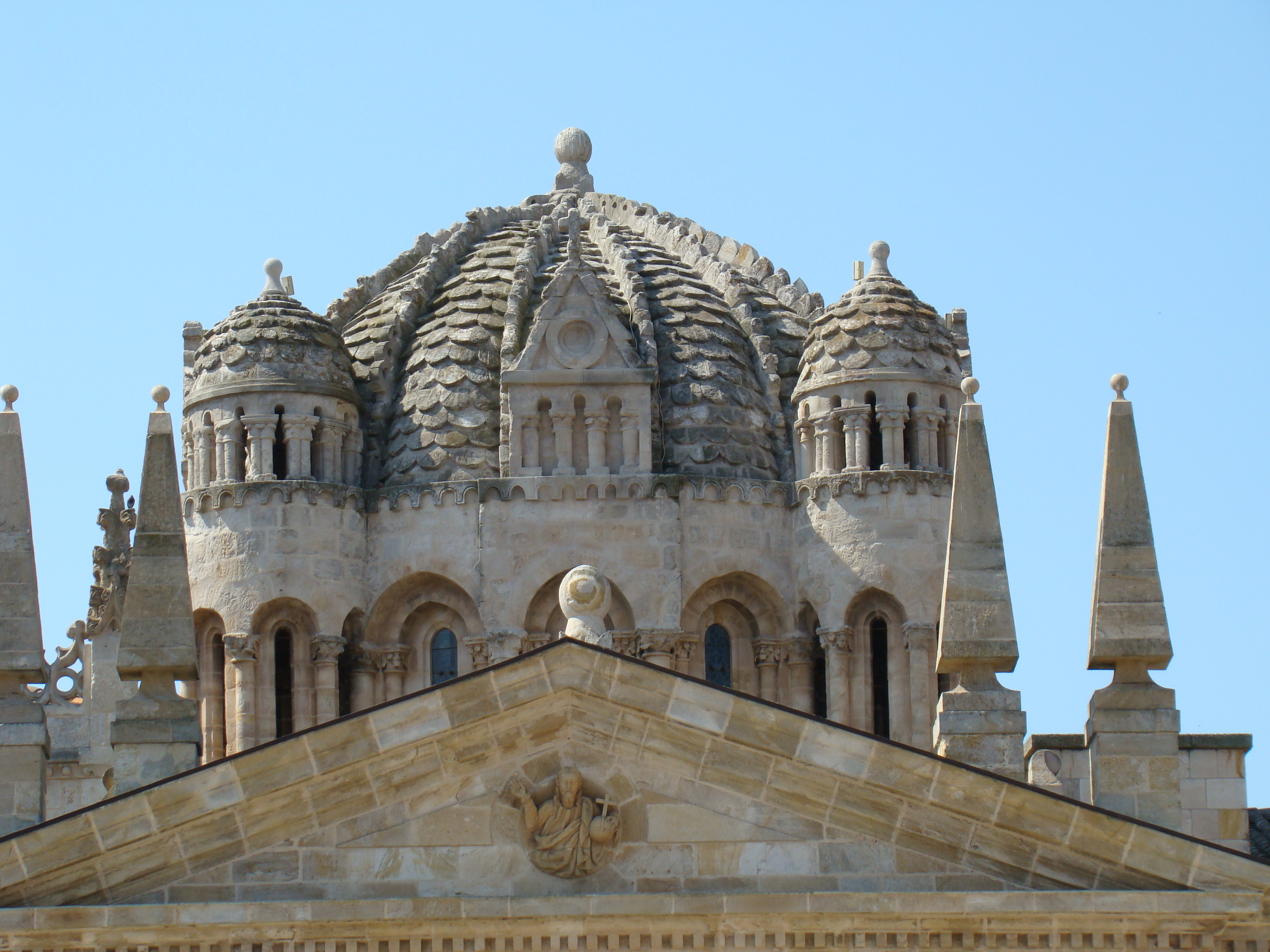
Cimborrio de la catedral de Zamora.
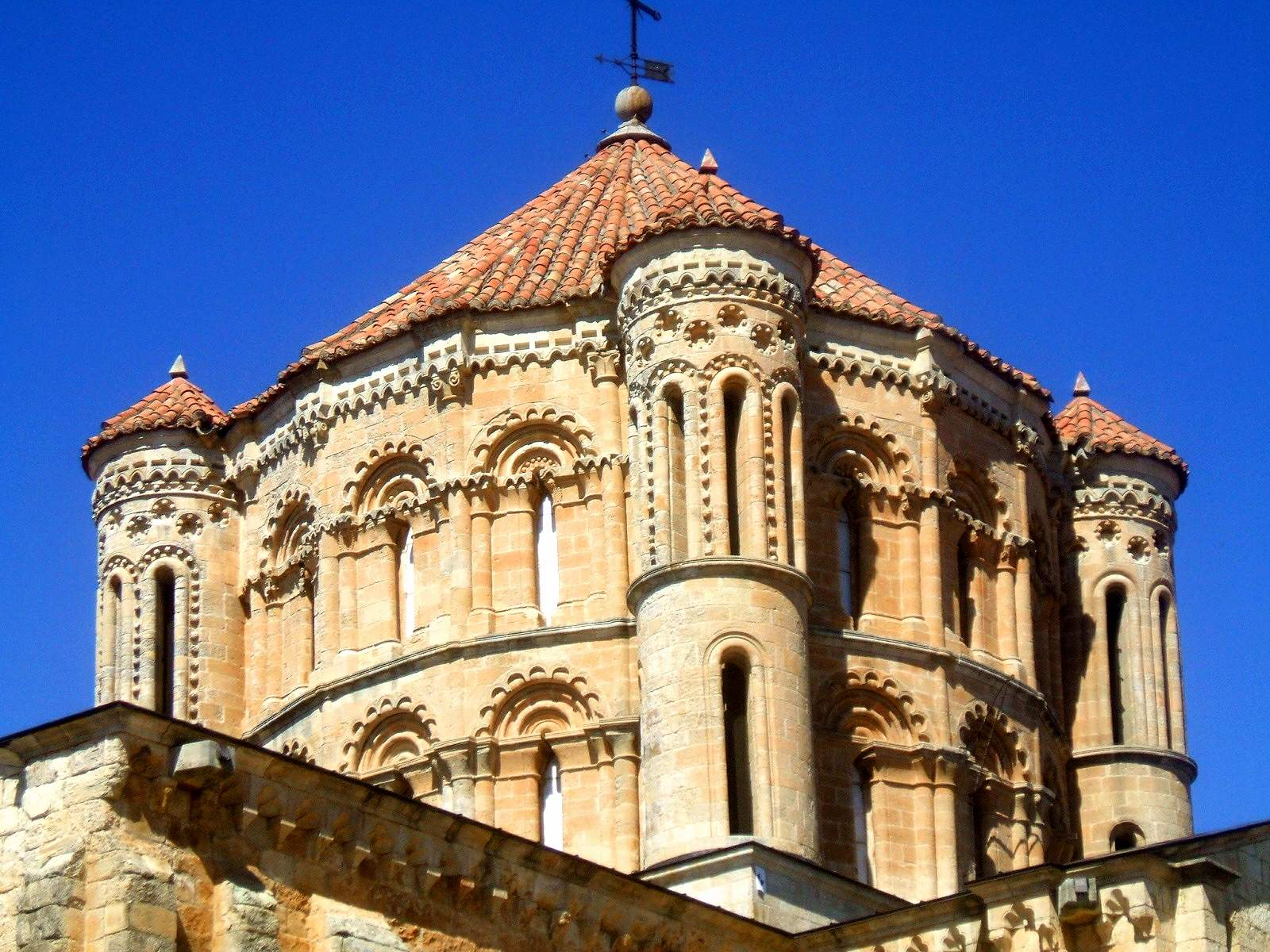
Cimborrio de la colegiata de Toro
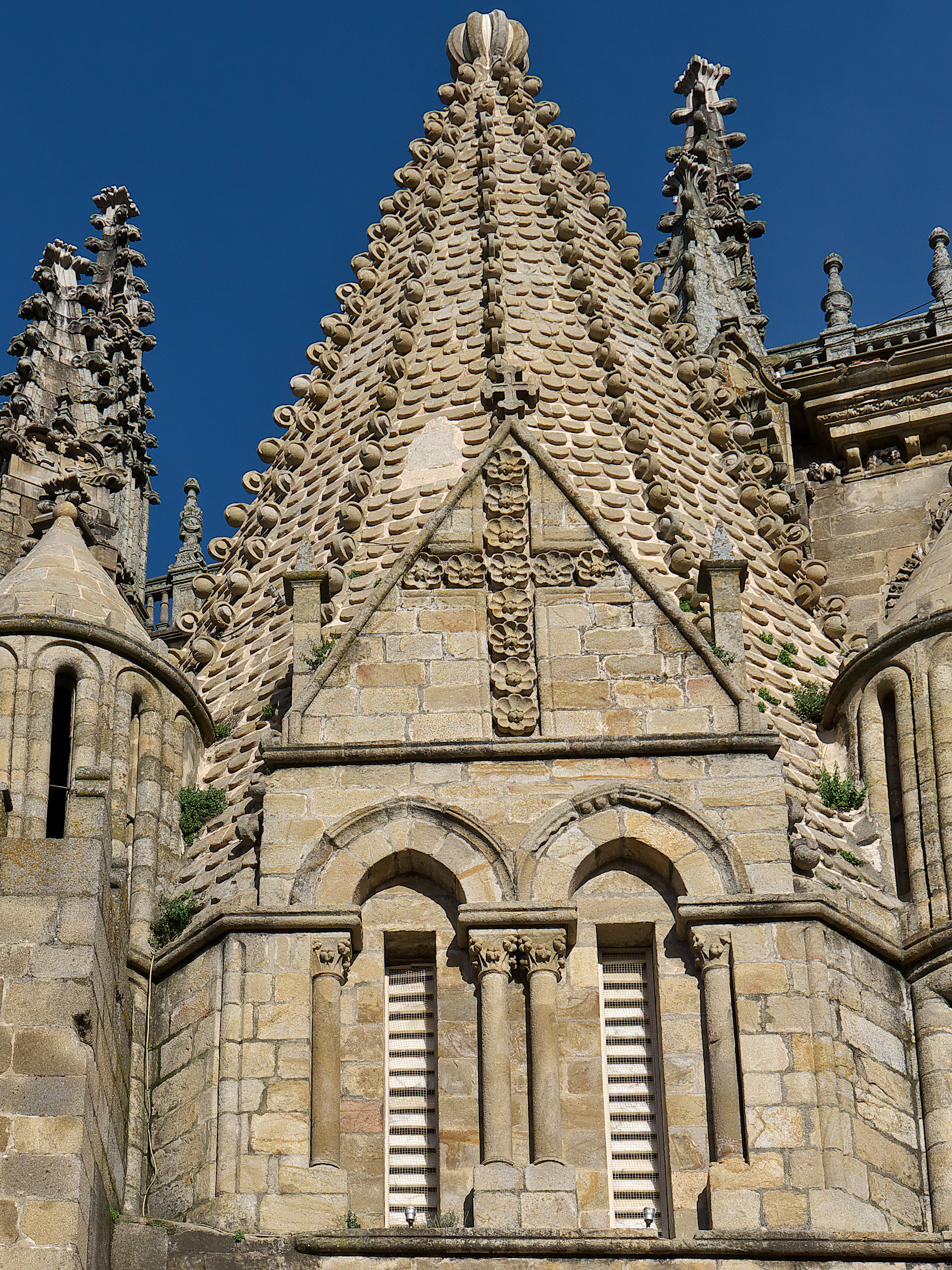
Catedral Vieja de Plasencia

Otro ejemplo inusual español de finales del siglo XII o principios del XIII es la cúpula de la iglesia del Santo Sepulcro en Torres del Río, en el Camino de Santiago. El Camino, una importante ruta de peregrinación a través del norte de España hasta el famoso lugar de entierro de Santiago el Mayor, atrajo a peregrinos de toda Europa, especialmente después de que se cortara la peregrinación a Jerusalén. La dificultad de viajar a Jerusalén para peregrinar llevó a construir nuevas iglesias como una forma de sustitución, evocando la planta central y la cúpula de la iglesia del Santo Sepulcro de Jerusalén con su propia variante. La cúpula en este caso, sin embargo, es más evocadora de la cúpula central del mihrab de la Gran mezquita de Córdoba. Sobre una sala octogonal, la cúpula de piedra está formada por dieciséis costillas, ocho de las cuales se cruzan entre sí en un patrón de estrella para definir un octágono más pequeño en el centro de la cúpula. Este es uno de los numerosos ejemplos de cúpulas cristianas de arcos cruzados en España y en el sur de Francia desde finales del siglo XII (iglesias de la Santa Cruz de Olorón y de L'Hôpital-Saint-Blaise), con patrones basados en el cuadrado o el octógono. Otros ejemplo es la cúpulas de San Miguel de Almazán.
Los ejemplos islámicos contemporáneos en España y en el norte de África se distinguen de los cristianos por el uso de arcos más delgados y más numerosos, como en el Alcázar de Sevilla, en el castillo de Villena en Alicante, en la Gran Mezquita de Taza y en el minarete de la mezquita Kutubía. El estilo experimentó un revival a principios del siglo XVI en España cuando una de las cúpulas de arcos cruzados de la Gran Mezquita de Córdoba se utilizó como modelo para las cúpulas de las catedrales de Zaragoza, Teruel y Tarazona.

Cúpulas de arcos cruzados en España
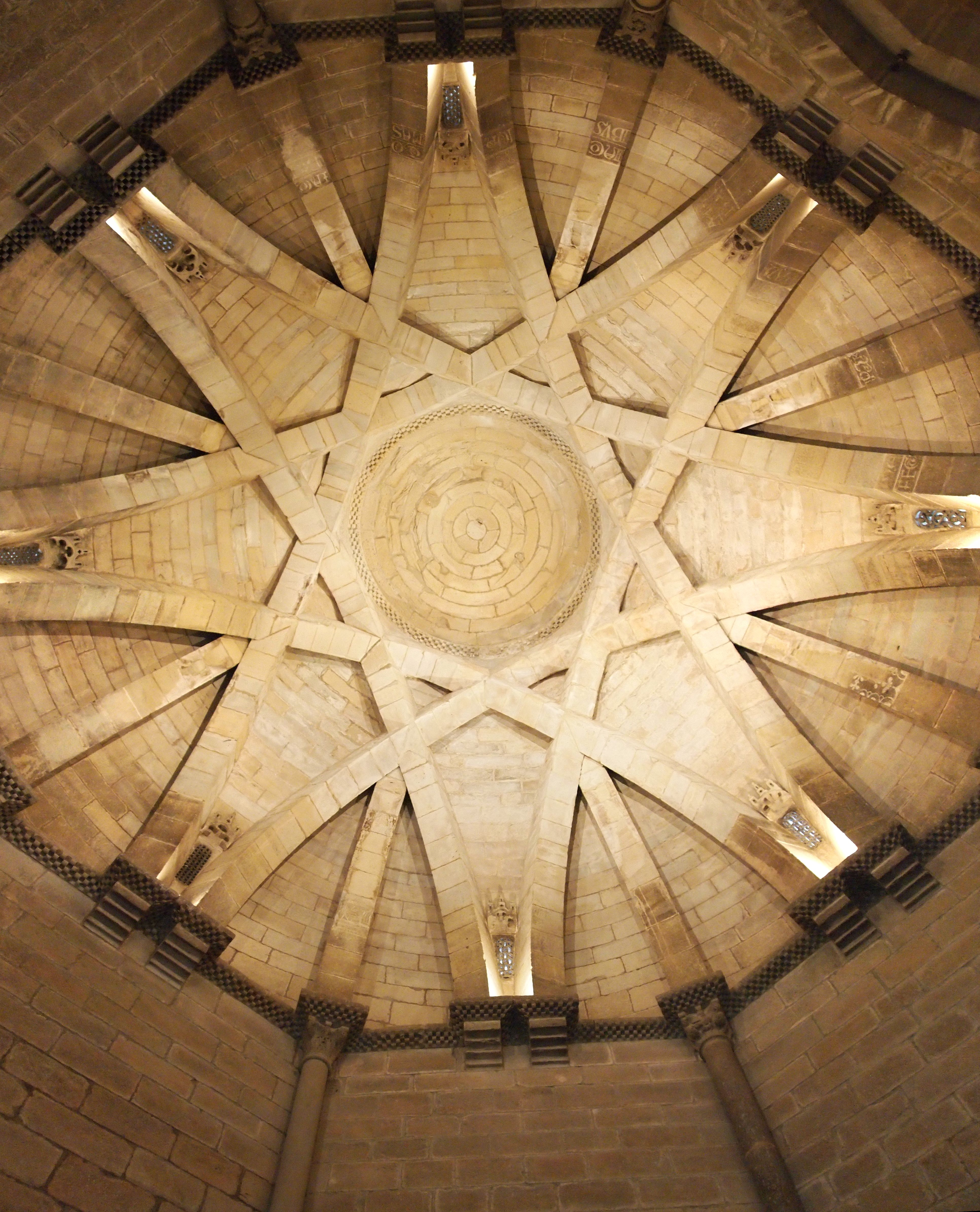
Iglesia del Santo Sepulcro
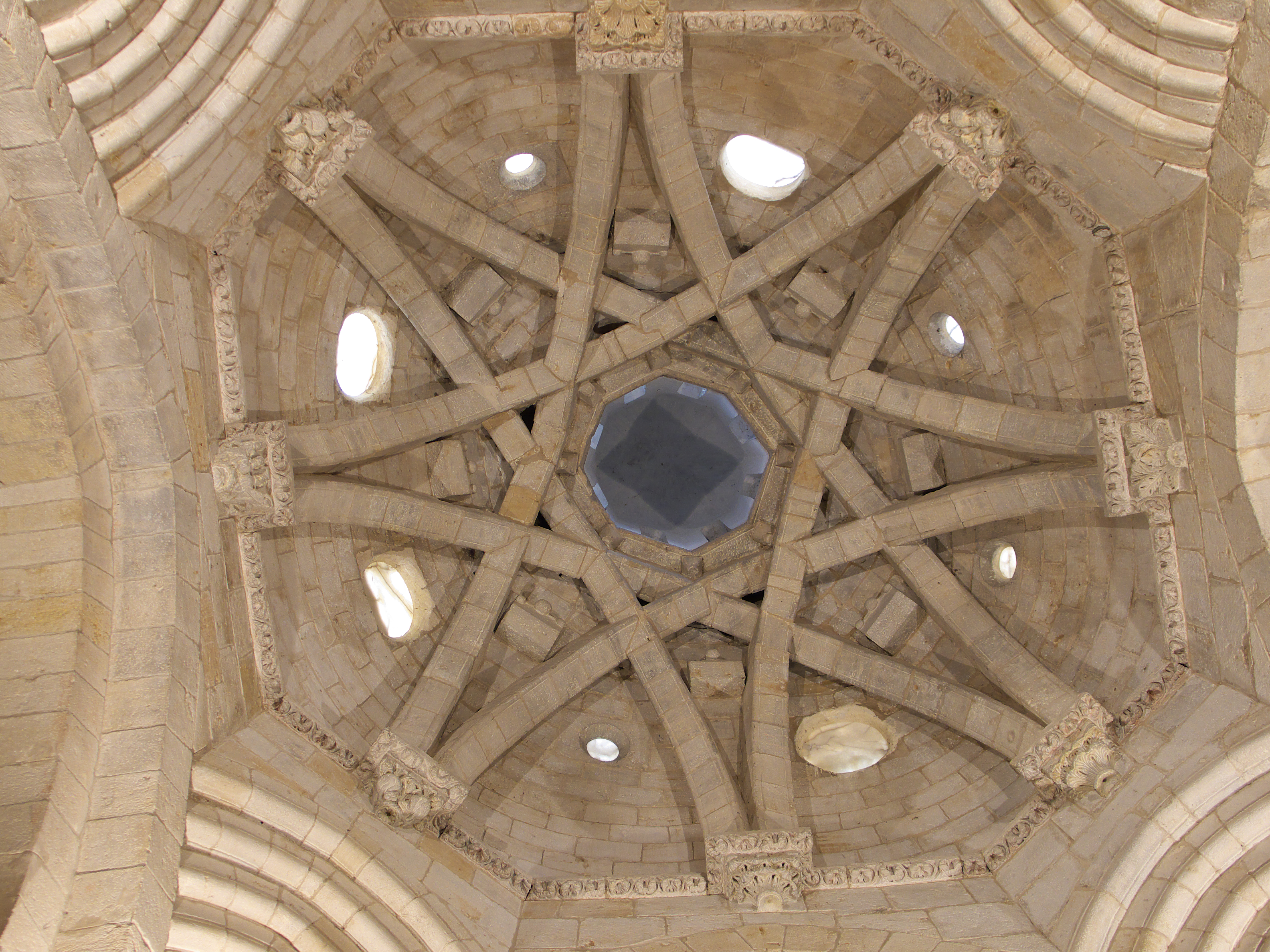
Iglesia de San Miguel de Almazán

### Reino de Sicilia

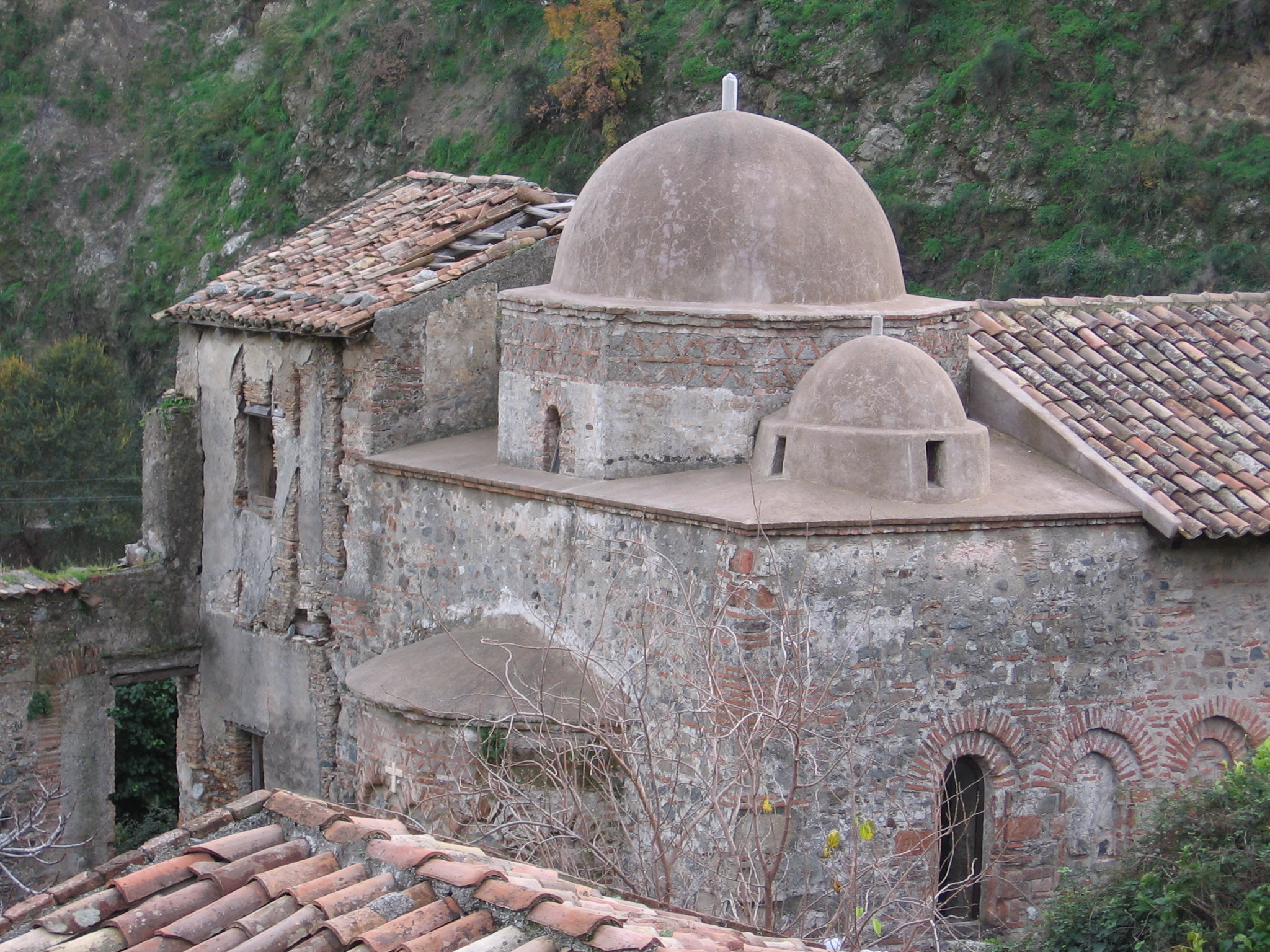
[iglesia de Santa Maria di Mili

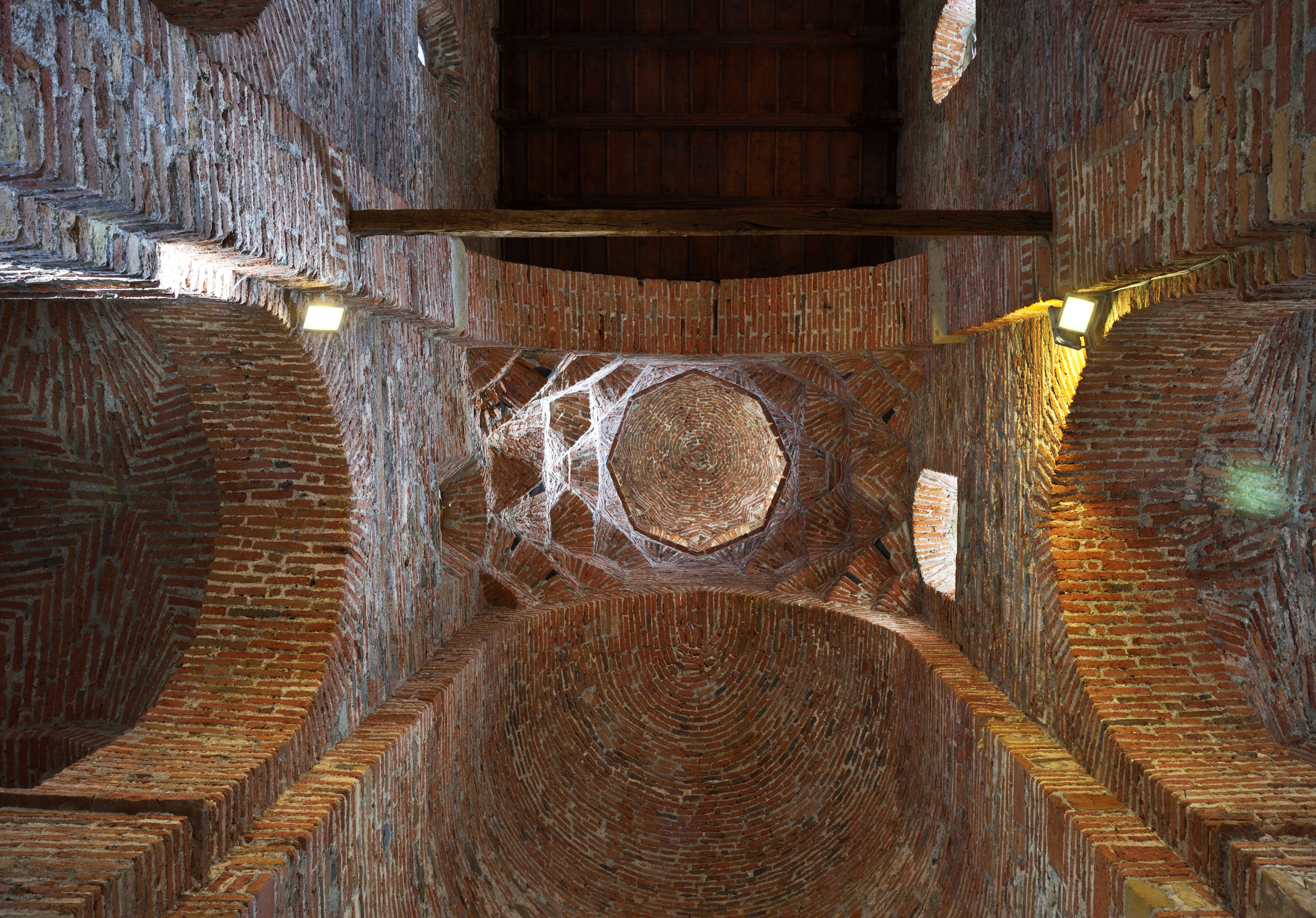
Santi Pietro e Paolo d'Agrò (Casalvecchio Siculo)

Las basílicas cristianas con cúpula construidas en Sicilia después de la conquista normanda también incorporan elementos arquitectónicos claramente islámicos. Incluyen cúpulas hemisféricas ubicadas directamente frente a los ábsides, similar al posicionamiento común en las mezquitas de cúpulas directamente frente a los mihrabs, y las cúpulas usan cuatro trompas como apoyo, al igual que las cúpulas islámicas del Magreb y de Egipto. En otros casos, las cúpulas muestran influencias bizantinas con tambores altos, columnas adosadas y arcadas ciegas.  Se ha citado la influencia de las mezquitas abovedadas de los aglabíes para explicar el diseño de las cúpulas. Se pueden ver ejemplos representativos de cúpulas islámicas del norte de África en la mezquita Al-Hakim y la Gran Mezquita de Susa.
Las cúpulas se utilizaron en una variedad de composiciones y, a menudo, no eran el centro o el foco de la arquitectura. En la región de Val Demone, sus iglesias de iglesia de Santa Maria di Mili (1090, pero reconstruida en el siglo XV), de Santi Pietro e Paolo (1092-1093, pero reconstruida) y Santi Pietro and Paolo in Casalvecchio (1116, pero reconstruida y restaurada en 1172) están bien preservadas. Las tres cúpulas sobre trompas de Santa María en Mili San Pietro, uno de los primeros edificios normandos, están juntas en fila sobre la prótesis, presbiterio y el diaconicon, con la mayor y más alta en el medio. La iglesia de San Pietro in Itala tiene una cúpula central en forma de torre. La iglesia de Santi Pietro y Paolo en Casalvecchio tiene dos cúpulas, con una cúpula de paraguas de ocho lados más pequeña con soportes similares a mocárabes en el espacio antes del altar y una cúpula de paraguas  sobre trompas más grande sobre la nave. La cúpula sobre la nave tiene base circular y la cúpula sobre el altar es de base octogonal.
Son ejemplos en Palermo la Cappella Palatina (1132-1143), La Martorana (ca. 1140s) y palacio de Zisa (siglo XII). La iglesia de San Giovanni degli Eremiti tiene cinco cúpulas en una disposición en forma de T y la iglesia de San Cataldo (1154-1160) tiene tres cúpulas sobre trompas, y ambas muestran una clara influencia islámica.
Todas estas iglesias son parte del «Palermo árabe-normando y las catedrales de Cefalú y Monreale», patrimonio de la Humanidad de la Unesco.

Cúpulas en Palermo, Sicilia
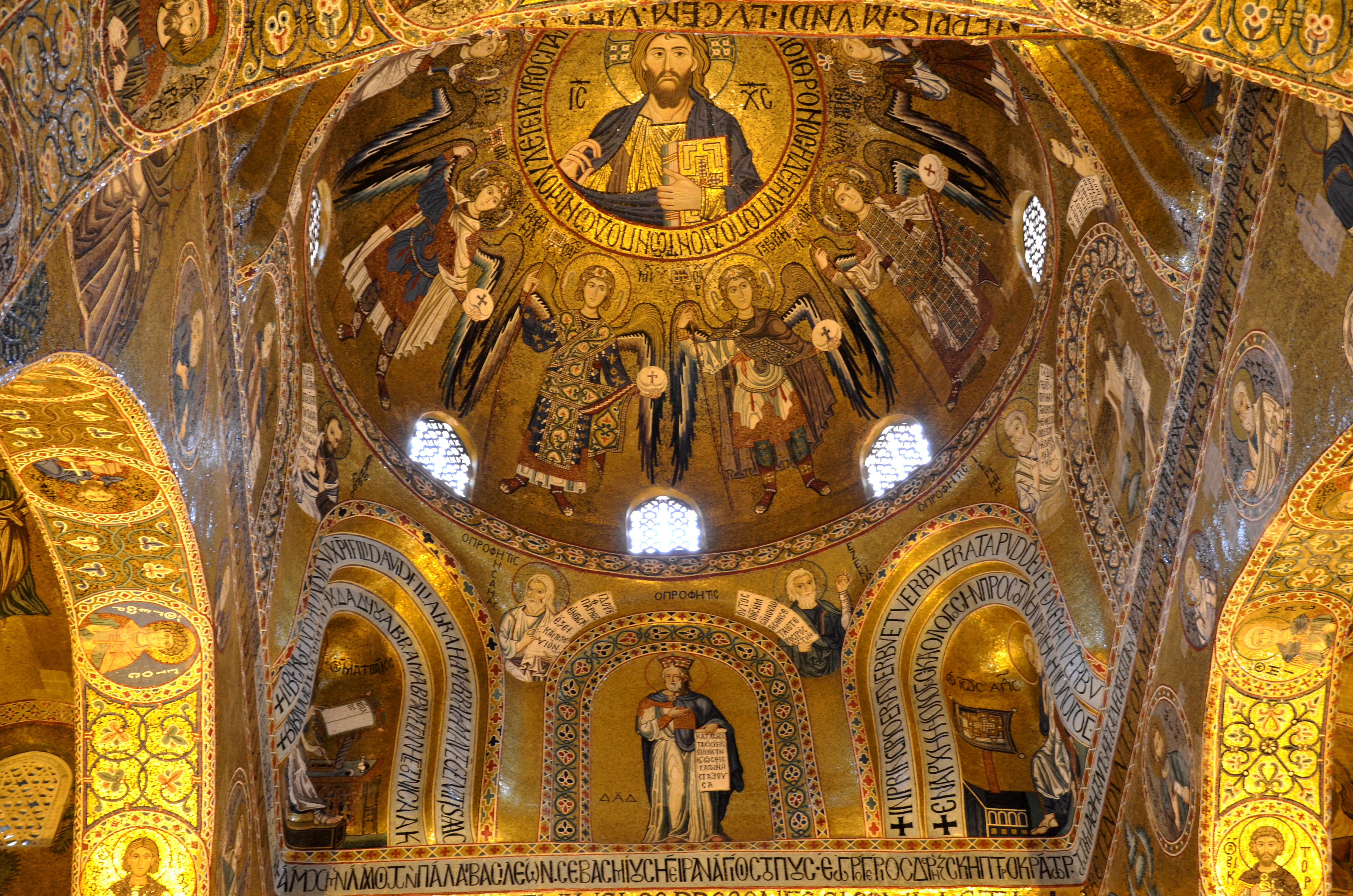
Cappella Palatina (1132-1143), Palermo
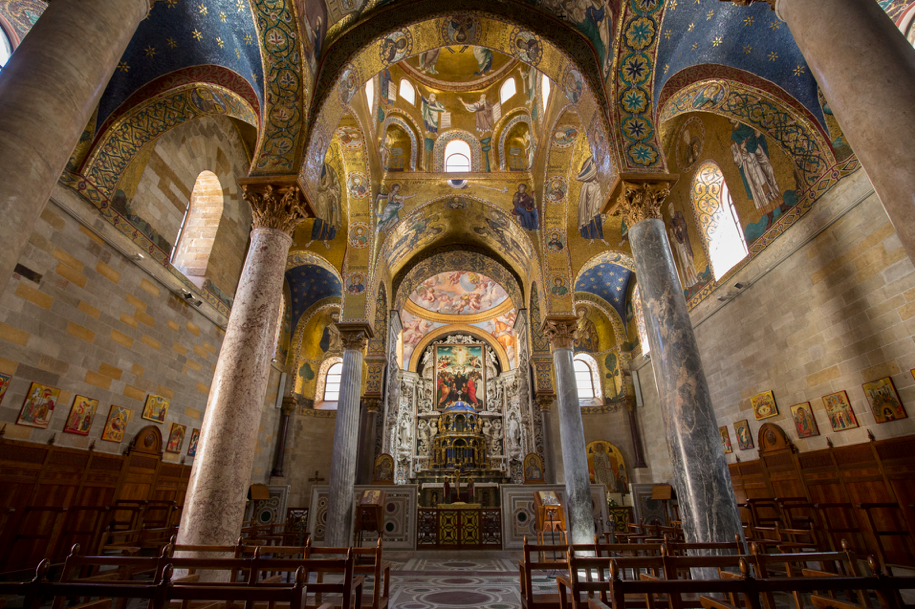
La Martorana (ca. 1140s)
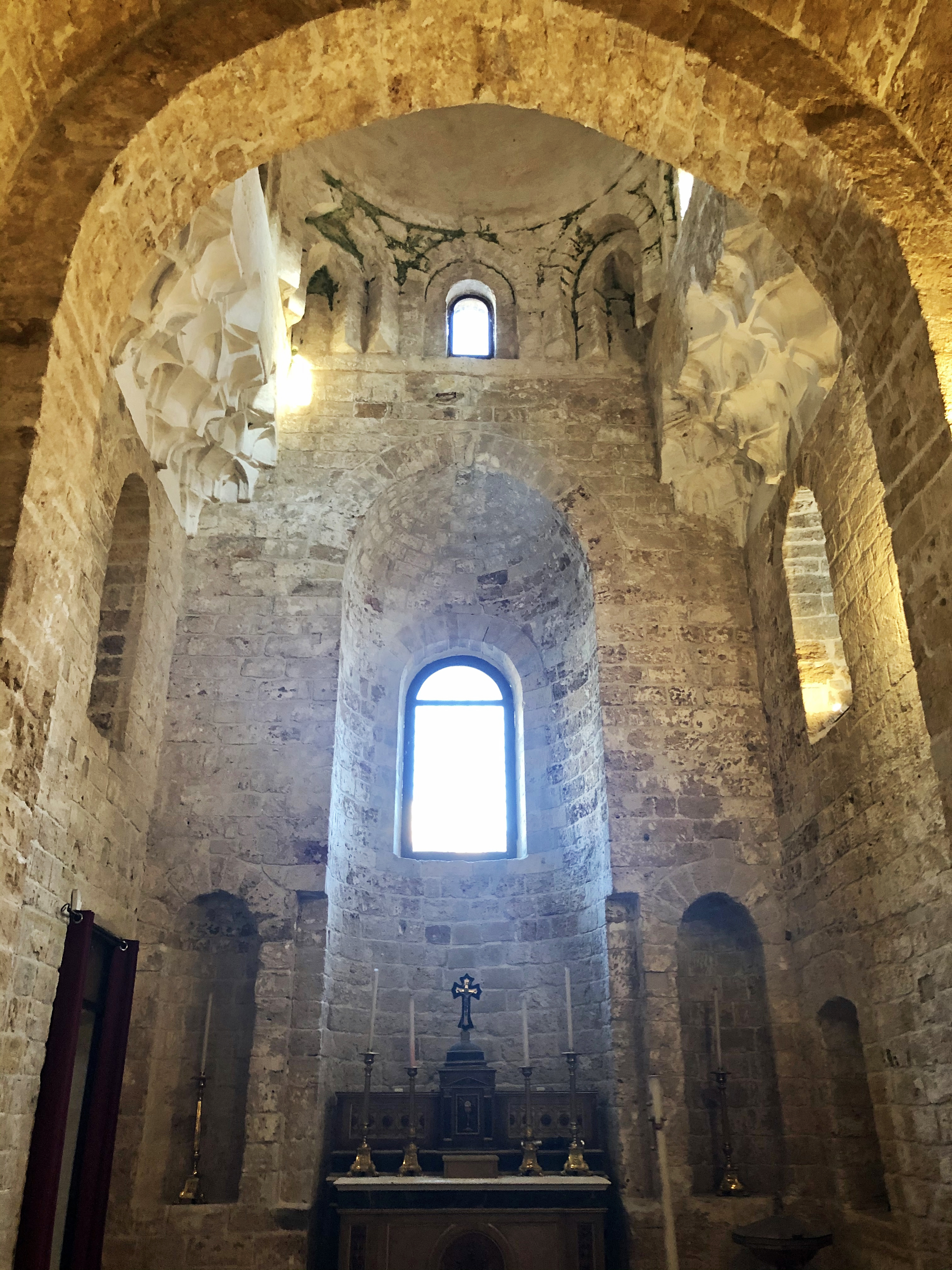
Iglesia de Santissima Trinità del palacio de Zisa
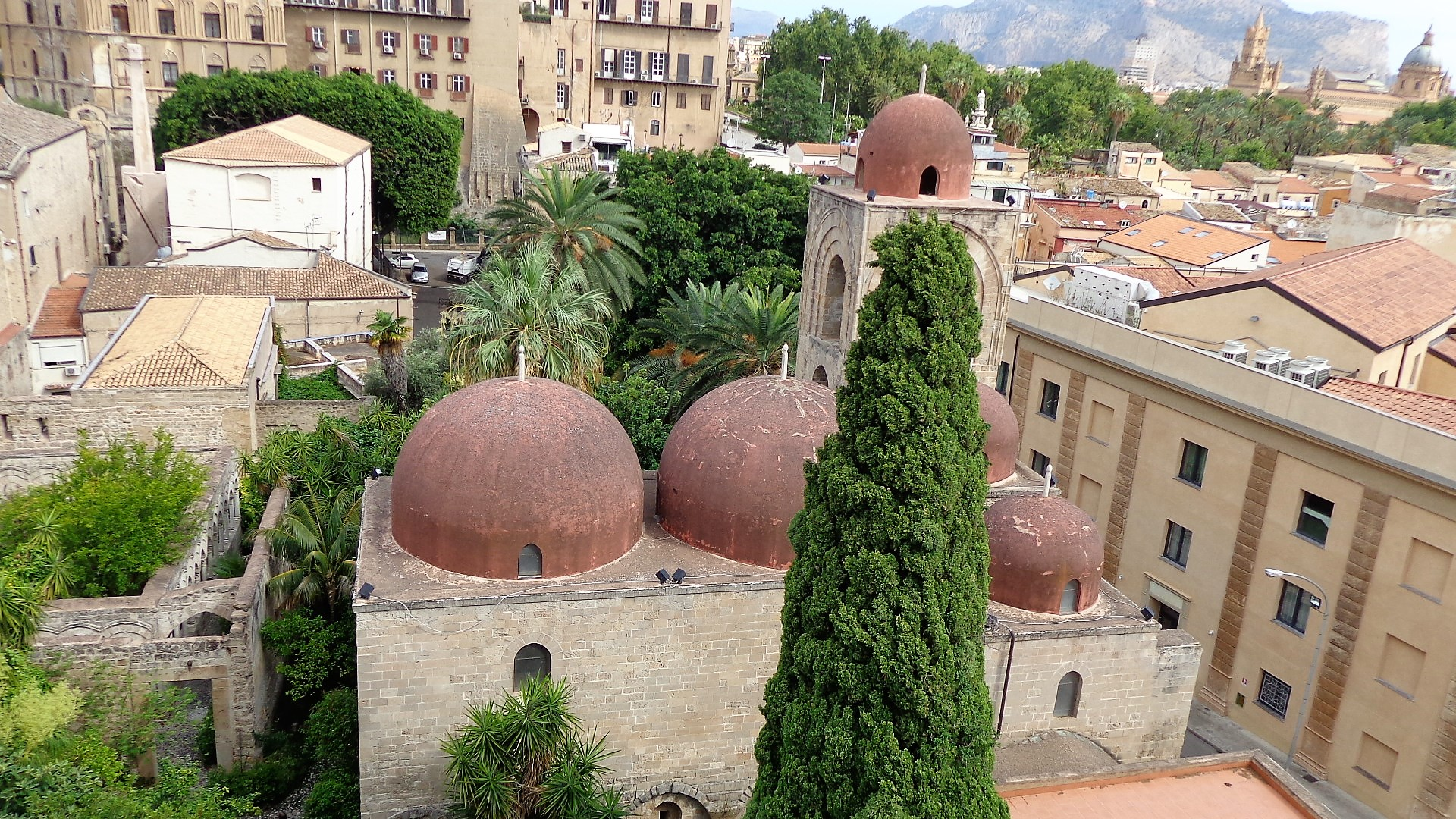
Las cinco cúpulas de la iglesia de San Giovanni degli Eremiti
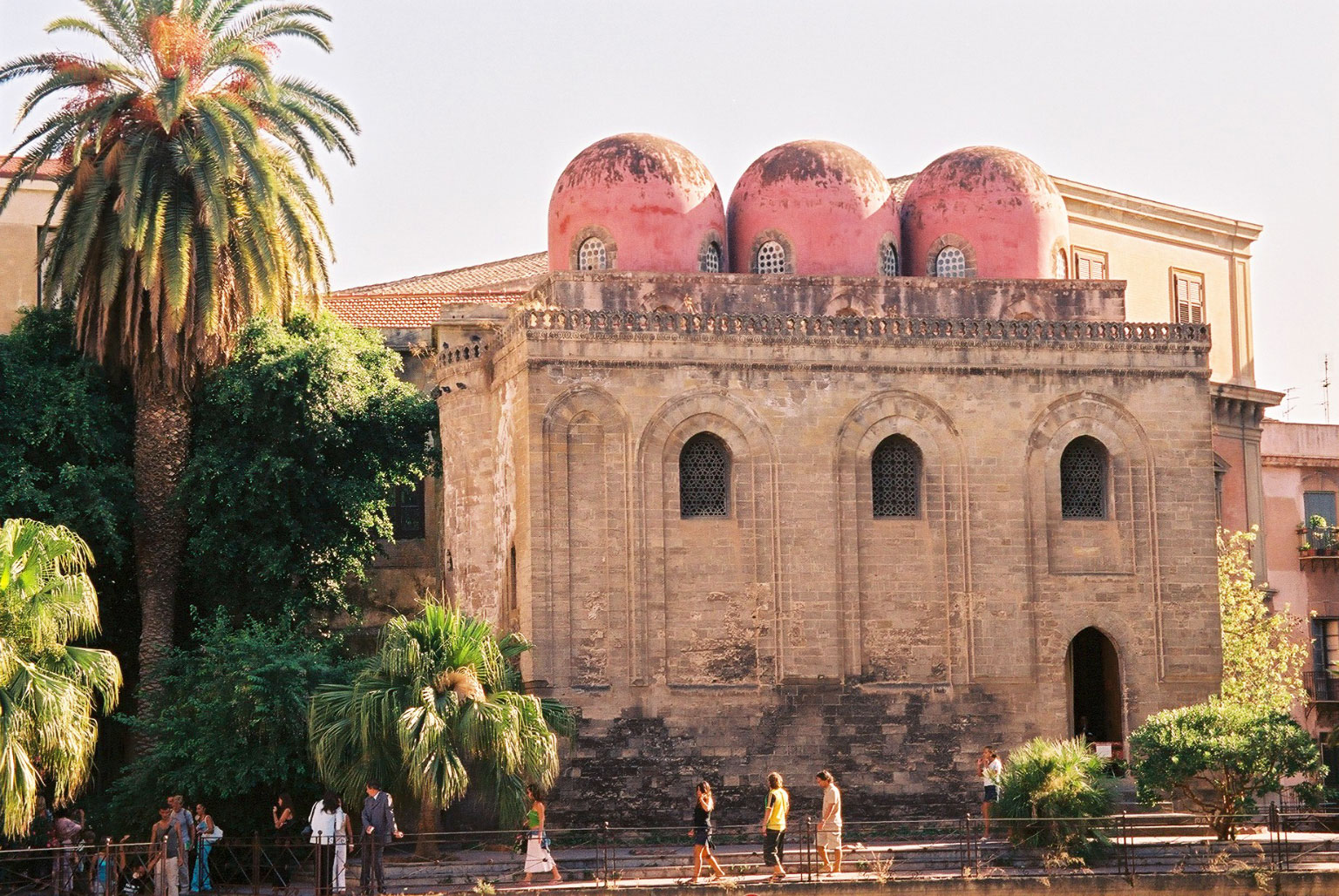
Iglesia de San Cataldo (1154-1160)

### Norte de África, Siria y Al-Jazira

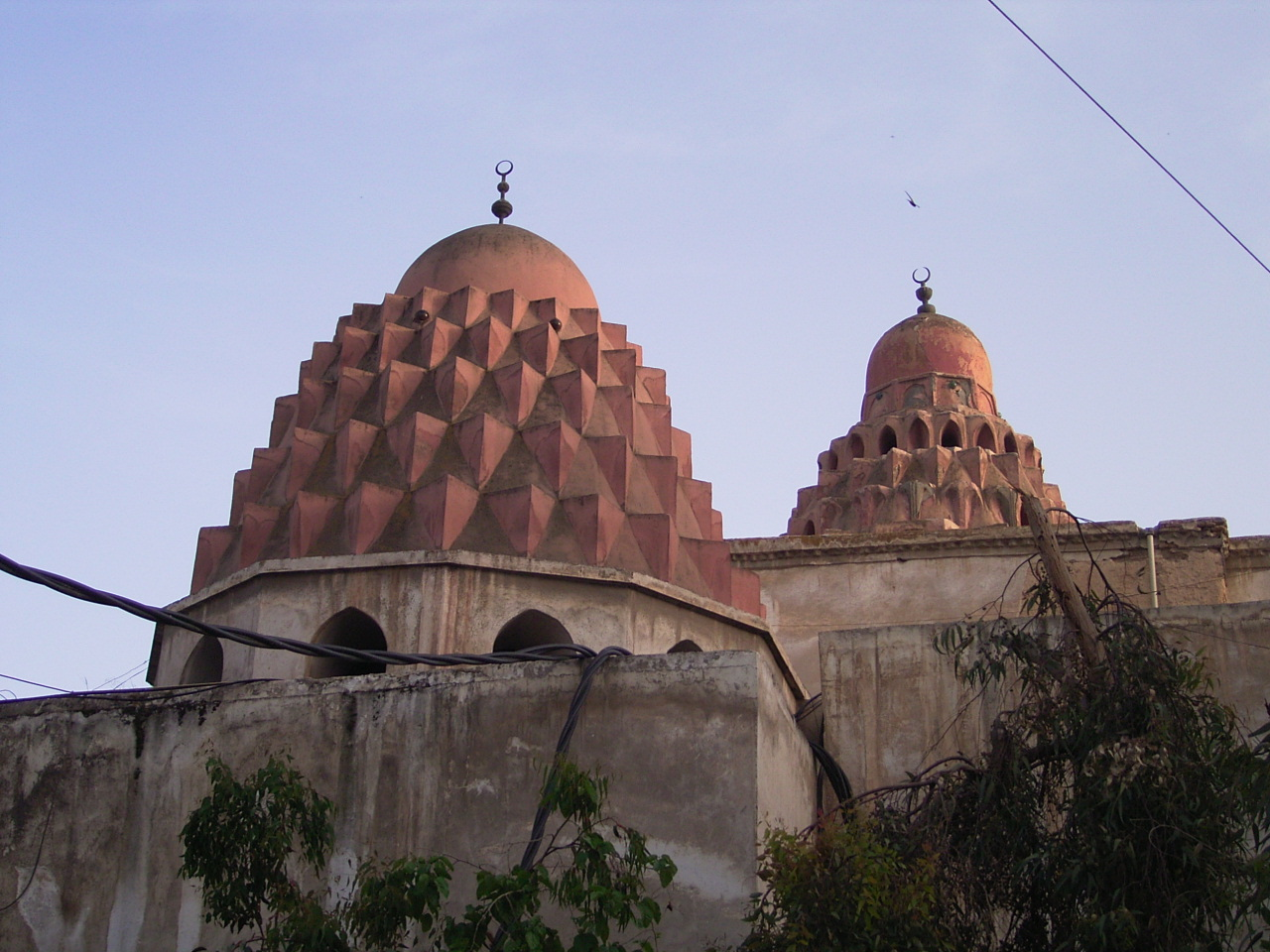
El mausoleo de Nur al-Din en Damasco

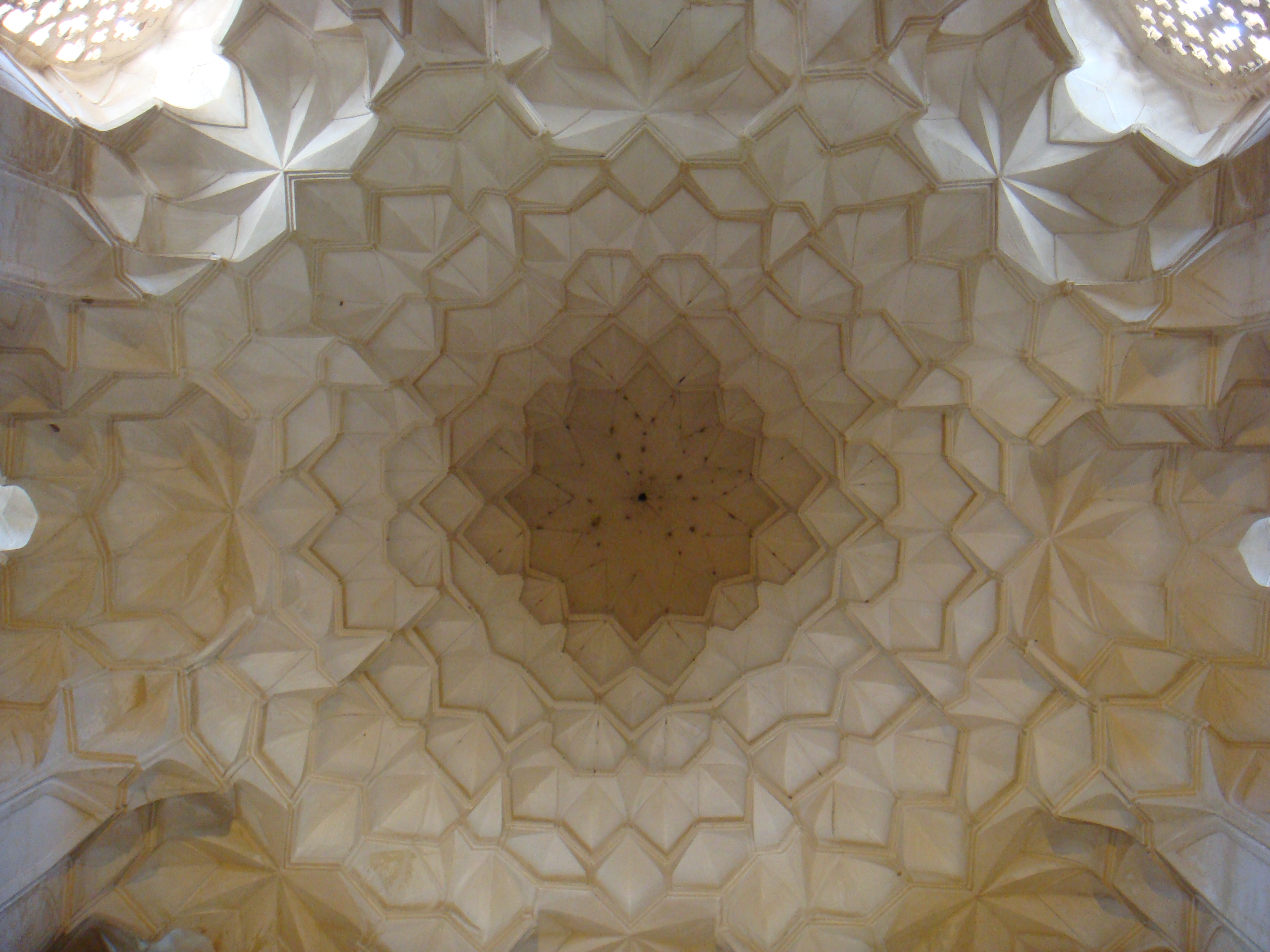
Interior de muqarnas del santuario de Shaykh Abd al-Samad en Natanz, Irán, exteriormente con una cubierta piramidal de ladrillo revestida de tejas vidriadas

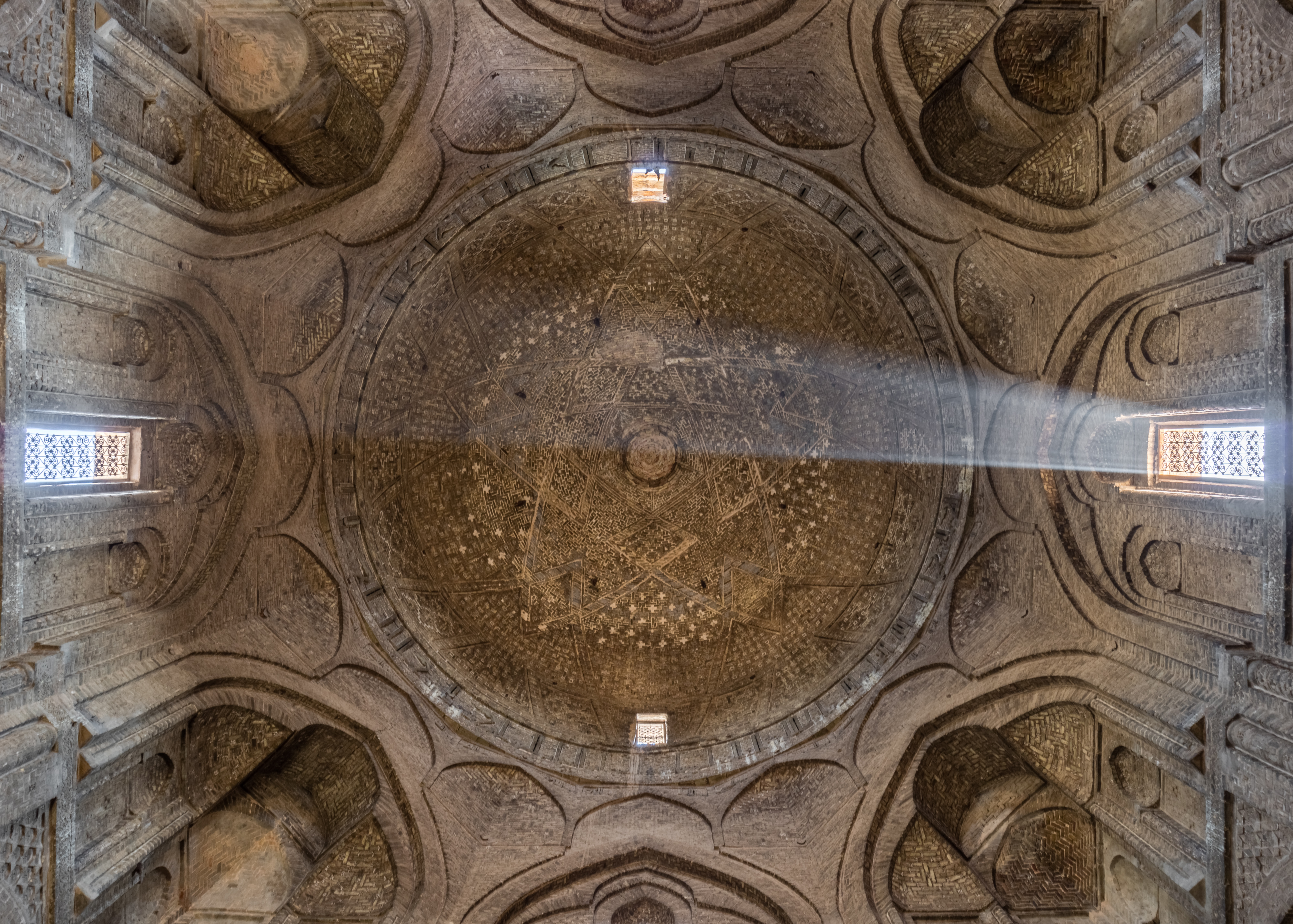
Interior de la cúpula sur de la mezquita del Viernes de Isfahán (1086-1087), la mayor cúpula de su época

El llamado santuario de Imam al-Dawr en la aldea de al-Dawr, Irak, es el primer ejemplo conocido de una cúpula de muqarnas, aunque es poco probable que haya sido el primero de su tipo. La cúpula descansa sobre una base octogonal creada por cuatro trompas sobre un tramo cuadrado. Tres niveles de muqarnas se elevan sobre esto y están cubiertos por una pequeña cúpula. Las células muqarnas son muy grandes y se parecen a pequeñas trompas. Fue terminado en 1090 por la corte de un vasallo Uqaylid del califato abasí de Bagdad y, aunque no hay ejemplos sobrevivientes en Bagdad de esa época, la gran cantidad de cúpulas de muqarnas que se sabía que existían allí a finales de la Edad Media sugiere que podría haber sido la fuente del tipo.
En el norte islámico de África, hay varias cúpulas de muqarnas tempranas que datan del siglo XII. La primera puede ser una restauración almorávide de entre 1135 y 1140 de una serie de cúpulas de muqarnas de estuco sobre la nave axial de la mezquita de Qarawiyyin en Fez. La existencia de un ejemplo casi contemporáneo de 1154 en el maristán de Nur al-din en Damasco, Siria, y el ejemplo anterior de una cúpula de muqarnas en al-Dawr, Irak, sugiere que el estilo llegaría importado de Bagdad.
La mayoría de los ejemplos de cúpulas de muqarnas se encuentran en Irak y en la Al-Jazira, datadas desde mediados del siglo XII hasta la invasión mongola. El uso de estuco para formar el patrón de muqarnas, suspendido por un marco de madera de la bóveda exterior, fue el menos común en Irak, aunque será muy popular en el norte de África y en España. Sin embargo, debido a que su construcción requería del uso de dos cáscaras, la disposición de ventanas se veía restringida a las bases de las cúpulas. Aun así fueron utilizadas con frecuencia en este tipo. En Irak, la forma más común era la de una sola cáscara de ladrillo, con el reverso del patrón interior visible en el exterior. Son jemplos de este tipo el mausoleum de Nur al-Din de Damasco (1172) y el santuario de Zumurrud Khatun en Bagdad. Un tercer tipo se encuentra solo en Mosul desde principios del siglo XIII. Tiene un techo piramidal de ladrillo, generalmente cubierto de tejas verdes vidriadas. De los cinco ejemplos que se conservan, el más conseguido es el del santuario de Awn al-Din, que usa pequeñas baldosas de colores para cubrir las células de muqarnas e incorpora pequeñas cúpulas de muqarnas en las gradas de muqarnas sosteniendo la gran estrella de ocho lados en el centro. Este diseño condujo a un mayor desarrollo en el santuario de Shaykh Abd al-Samad en Natanz, Irán.
La arquitectura de Siria y de Al Jazira incluye la más amplia variedad de formas en el mundo islámico medieval, influenciada por la arquitectura sobreviviente de la Antigüedad tardía, los edificios cristianos contemporáneos y la arquitectura islámica del este. Hay algunas cúpulas de muqarnas del tipo iraquí, pero la mayoría de las cúpulas son hemisferios ligeramente puntiagudos sobre pechinas de muqarnas o zonas dobles de trompas y de mampostería, en lugar de ladrillo y yeso. Las cúpulas cubren edificaciones de un solo tramo o son solo una parte de construcciones más grandes. Los mausoleos sirios consisten en una cámara cuadrada de piedra con una única entrada y un mihrab y una cúpula lobulada de ladrillo con dos hileras de trompas. La cúpula en la mezquita de Silvan, de 13,5 m de ancho y construida entre 1152 y 1157, tiene un diseño inusual similar a la cúpula agregada a la mezquita del Viernes de Isfahán en 1086-1087: una vez rodeada por pasillos sin techo en tres lados, puede haber sido diseñada para ser una edificación independiente. La mezquita congregacional en Kızıltepe, con su cúpula bien integrada de unos 10 m, es la obra maestra de la arquitectura artúquida.
La cúpula ayubí más grande conservada es la del Matbakh al-'Ajami en Alepo, que descansa sobre pechinas de muqarnas. Pudo haber sido la residencia palaciega de la familia al-'Ajami. El mausoleo sobre la tumba del imán Al-Shafi‘i (construido en 1211) tiene una gran cúpula doble de madera (reconstruida en 1722) de unos 29 m de altura y, con las tumbas de al-Malik al-Silah y la llamada «tumba de los califas abásidas», es una de las tres tumbas ayubíes importantes en El Cairo que data de la primera mitad del siglo XIII. El mausoleo cupulado fue construido 35 años después de la madraza ordenada por Saladino en el sitio en 1176-1177, que se introdujeron en Egipto después de 1171 para contrarrestar la influencia del Islam chiita. La única madraza del período que sobrevivió en parte es la construcción de 1242 por el sultán Al-Salih Ayyub en el sitio del palacio fatimida del Este. La tumba abovedada de 10 m de ancho, en su extremo norte, condujo a la serie de madrazas funerarias construidas en El Cairo por los sultanes mamelucos.

### Románico tardío y principios de la Europa gótica

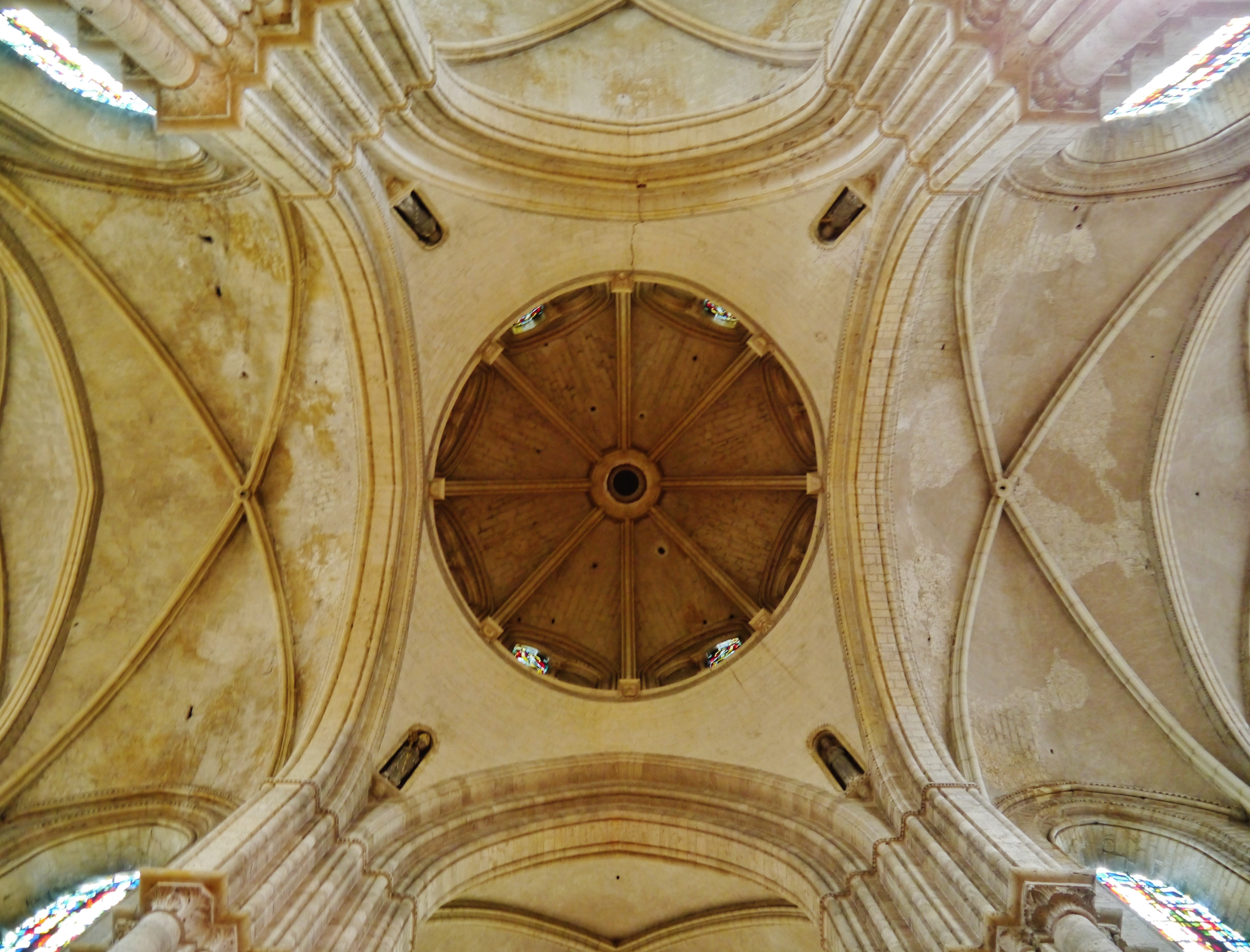
Cúpula con bóvedas de estilo "doble cabecera", del crucero de San Nicolás en Blois

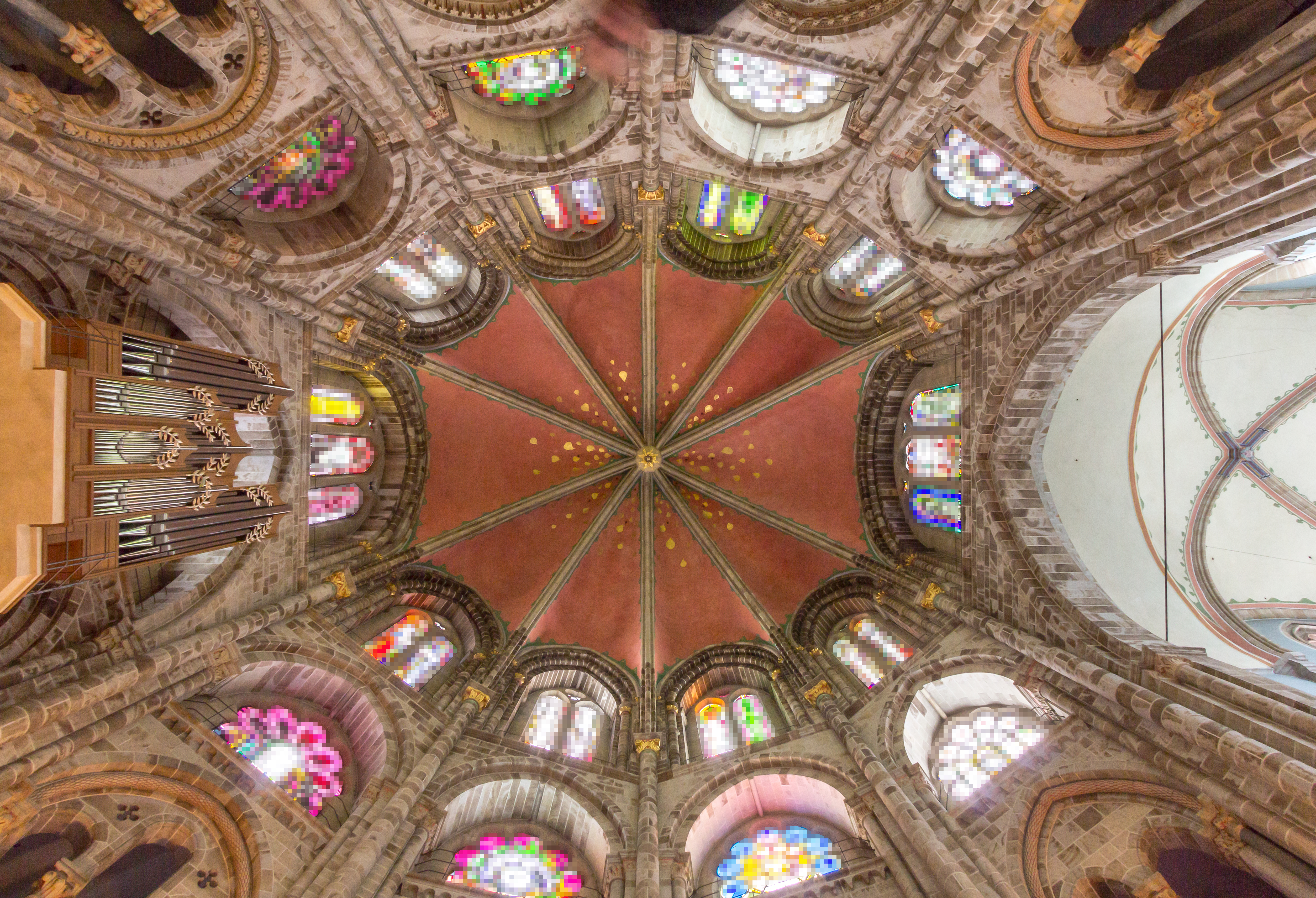
Cúpula del "Decagon" de la basílica de San Gereón (1219-1227)

El uso de cúpulas declinó en Europa occidental con el surgimiento de la arquitectura gótica. Las cúpulas góticas fueron poco comunes debido al uso de bóvedas de arista sobre las naves, y a que los cruceros de las iglesias generalmente se reservaron para disponer sobre ellos un alto campanario, aunque hay ejemplos de pequeñas cúpulas cruzadas octogonales en catedrales como el estilo desarrollado desde el románico. Las cúpulas de las iglesias de cruz latina románicas y góticas tempranas rara vez se extienden más allá del ancho de la nave.
Los espacios de planta circular u octagonal a veces se cubrían con bóvedas de estilo "doble cabecera", similares al abovedamiento del ábside cabecera en las catedrales góticas. El crucero de San Nicolás en Blois es un ejemplo, al igual que los de la catedral de Worms y la catedral de Coutances. La cúpula nervada en el crucero  sobre trompas  de la iglesia de San Pedro en Ávila (España), del siglo XIII, es otra. La cúpula de la catedral de Tarragona se construyó en estilo gótico francés e incluye juegos alternos de tres y cuatro ventanas en la base. La nave cupulada "Decagon" de la basílica de San Gereón, en Colonia, Alemania, cubrió un espacio de diez lados en forma ovalada entre 1219 y 1227 apoyándose sobre los muros bajos que se conservaban de un antiguo mausoleo romano del siglo IV. El abovedamiento cupulado de crucería se eleva cuatro pisos y 34 m sobre el piso, cubriendo un área ovalada de 23,5 m de largo y 18,7 m de ancho. Es única entre las doce basílicas románicas de Colonia, y en la arquitectura europea en general, y puede haber sido la cúpula más grande construida en ese período en Europa occidental hasta la finalización de la cúpula de la catedral de Florencia. Son ejemplos posteriores las cúpulas de la capilla Pazzi en Florencia (c. 1420), de la catedral de Évreux (segunda mitad del siglo XV), de la catedral del Salvador de Zaragoza (después de 1500), y de la catedral de Burgos (terminada en 1568). Para albergar las tumbas reales  en el monasterio de Batalha, en Portugal, se planificó una cúpula gótica octogonal de 65 pies de diámetro, pero nunca se terminó.

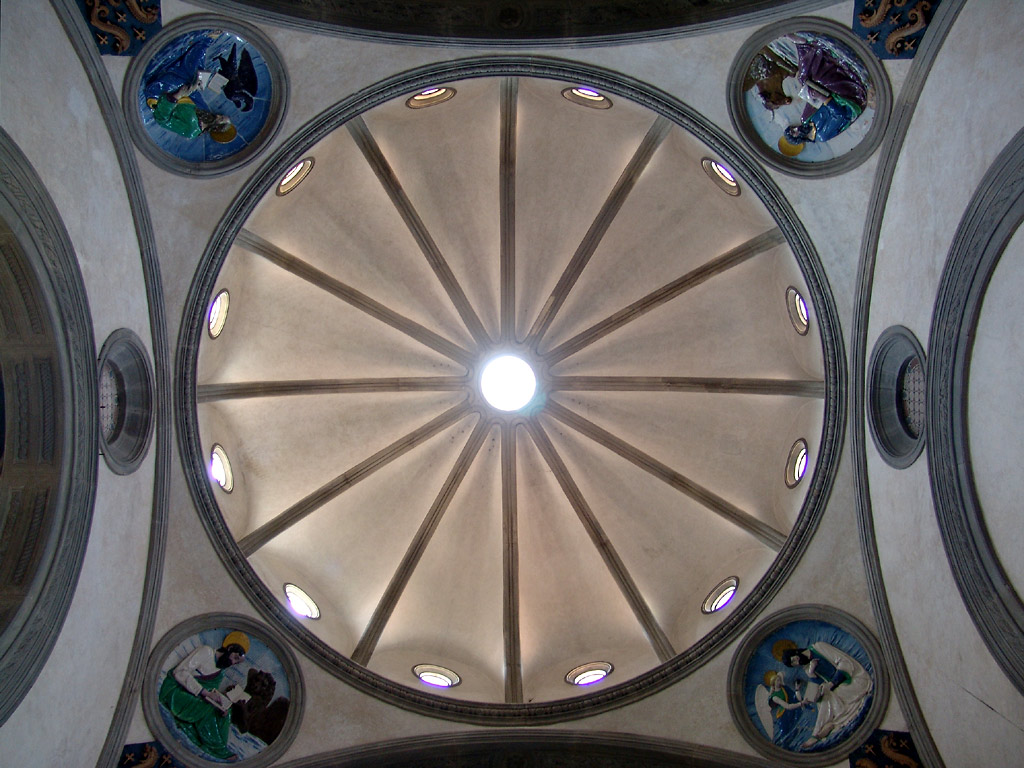
cúpula gallonada de la capilla Pazzi (1441-1478, inacabada)
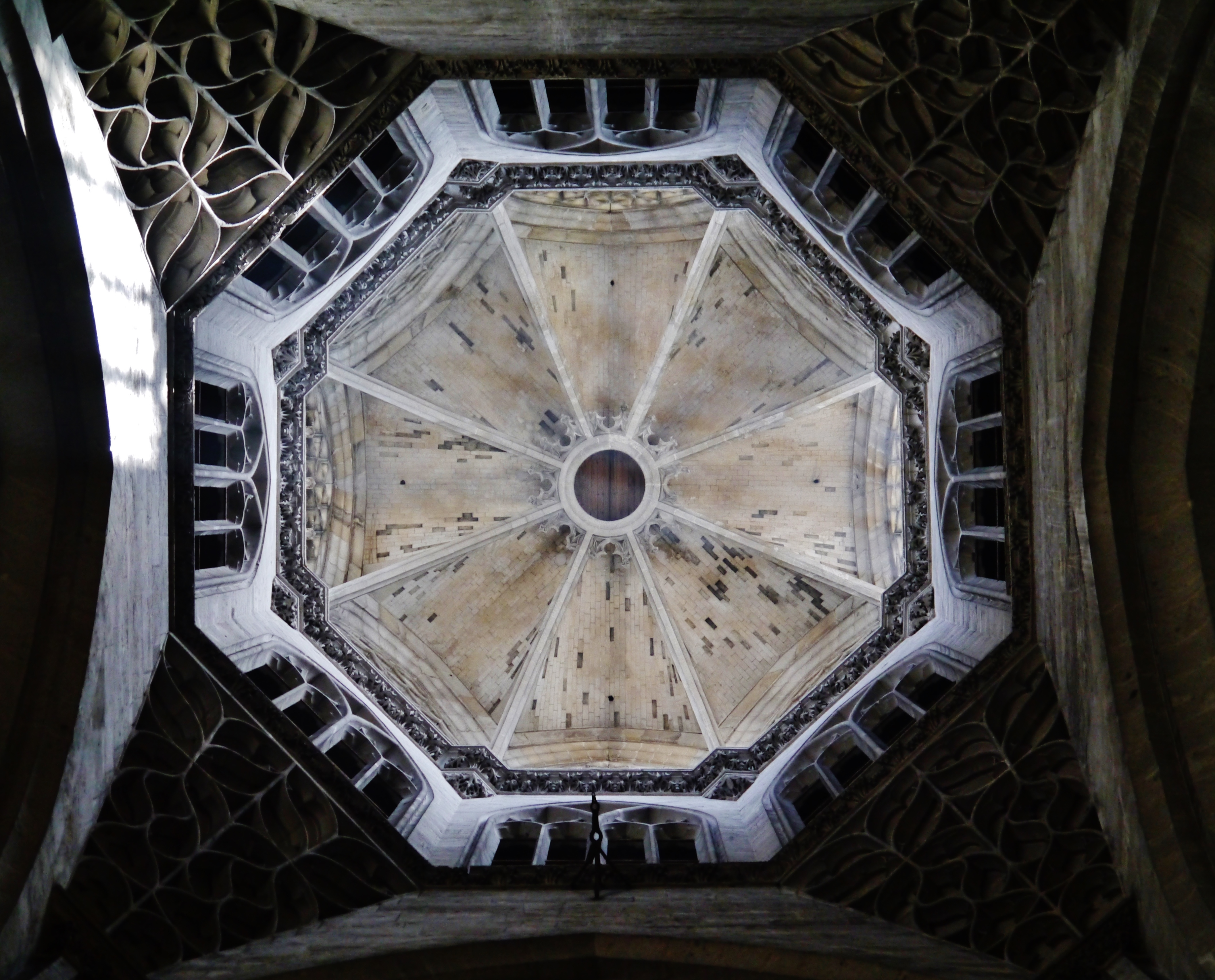
Cúpula de la catedral de Évreux (segunda mitad del siglo XV)
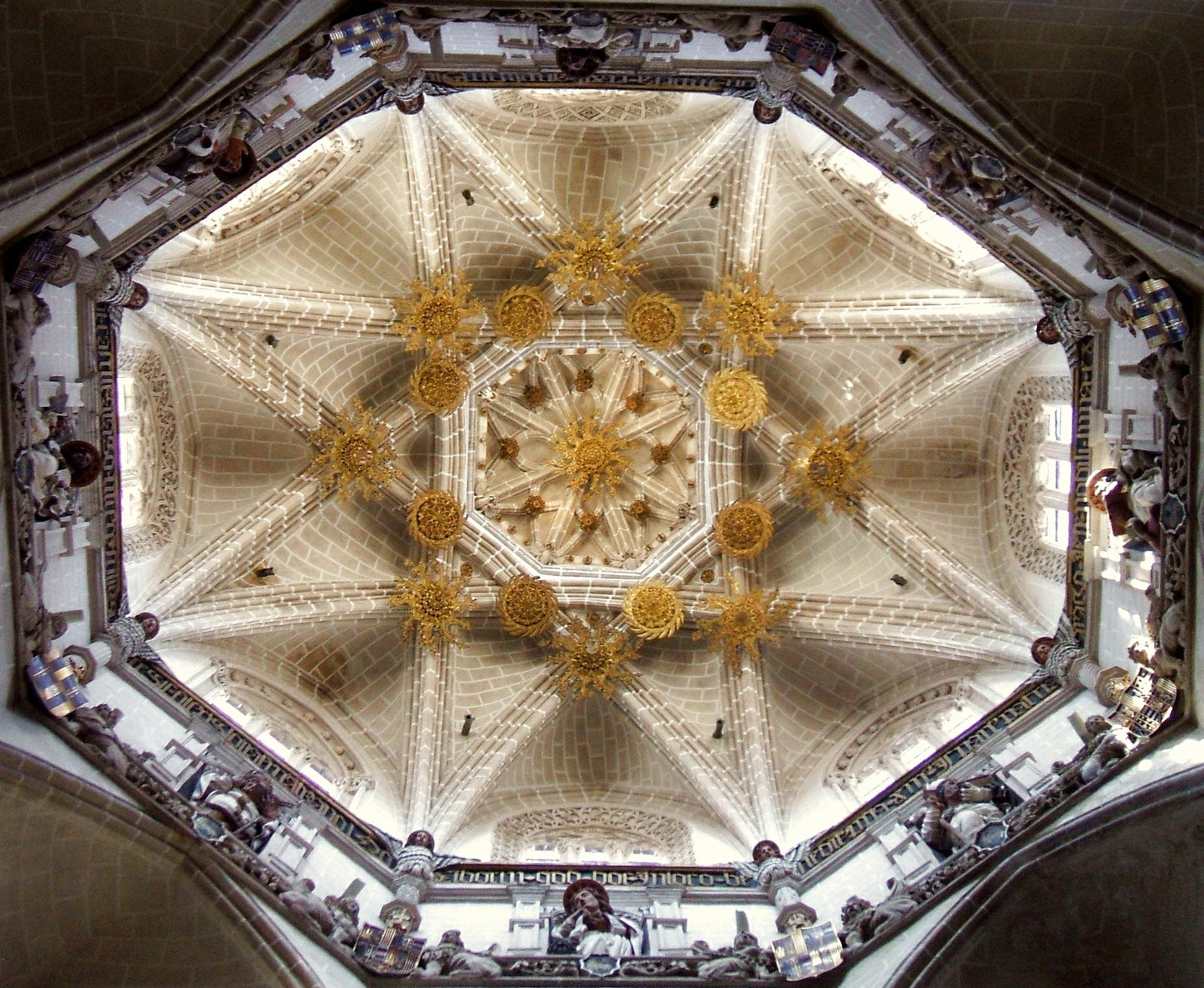
Cimborrio de la Seo (Zaragoza)
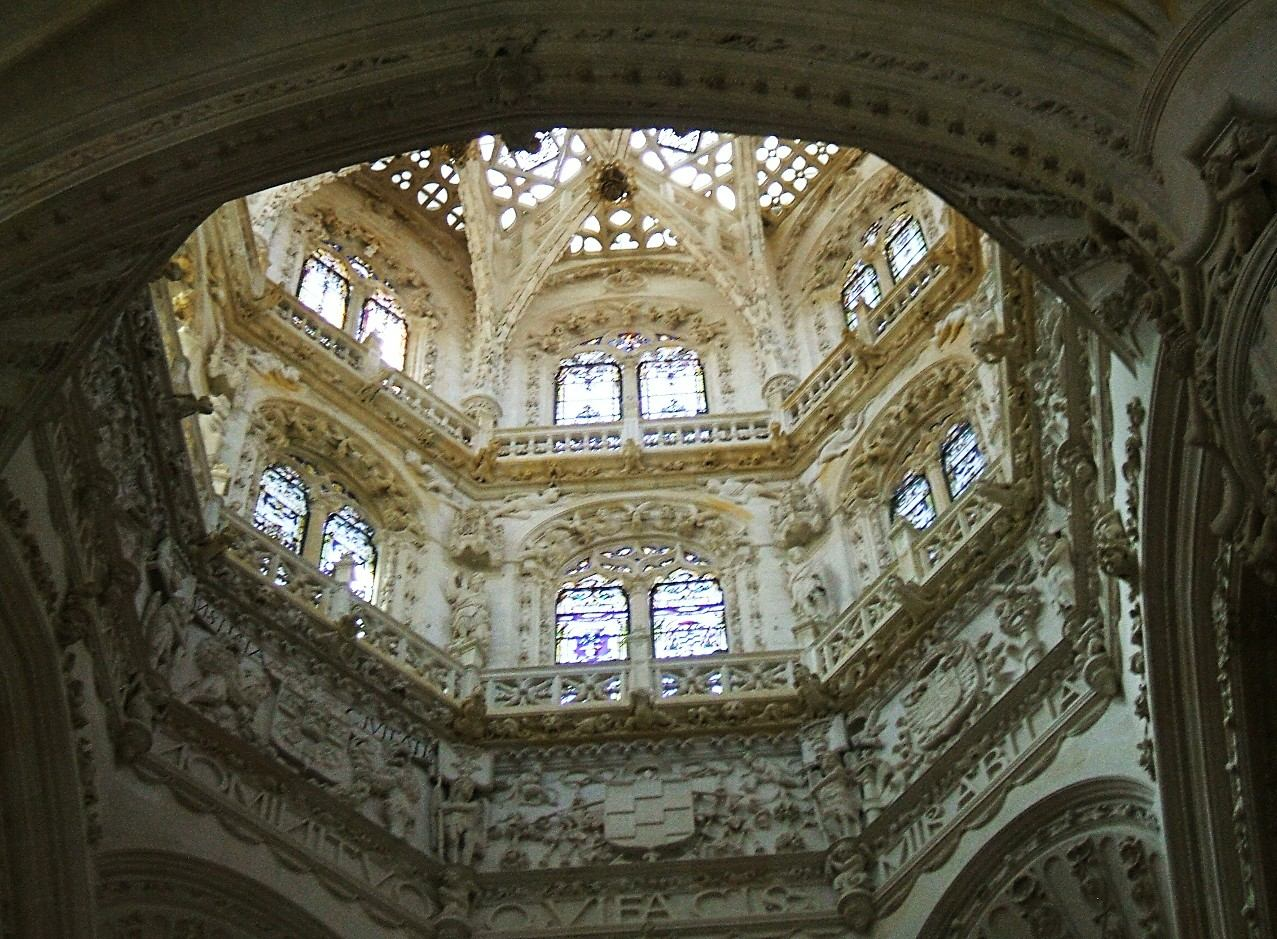
Detalle del virtusiosismo del cimborrio de la catedral de Burgos (1539-1568), obra de Juan de Vallejo

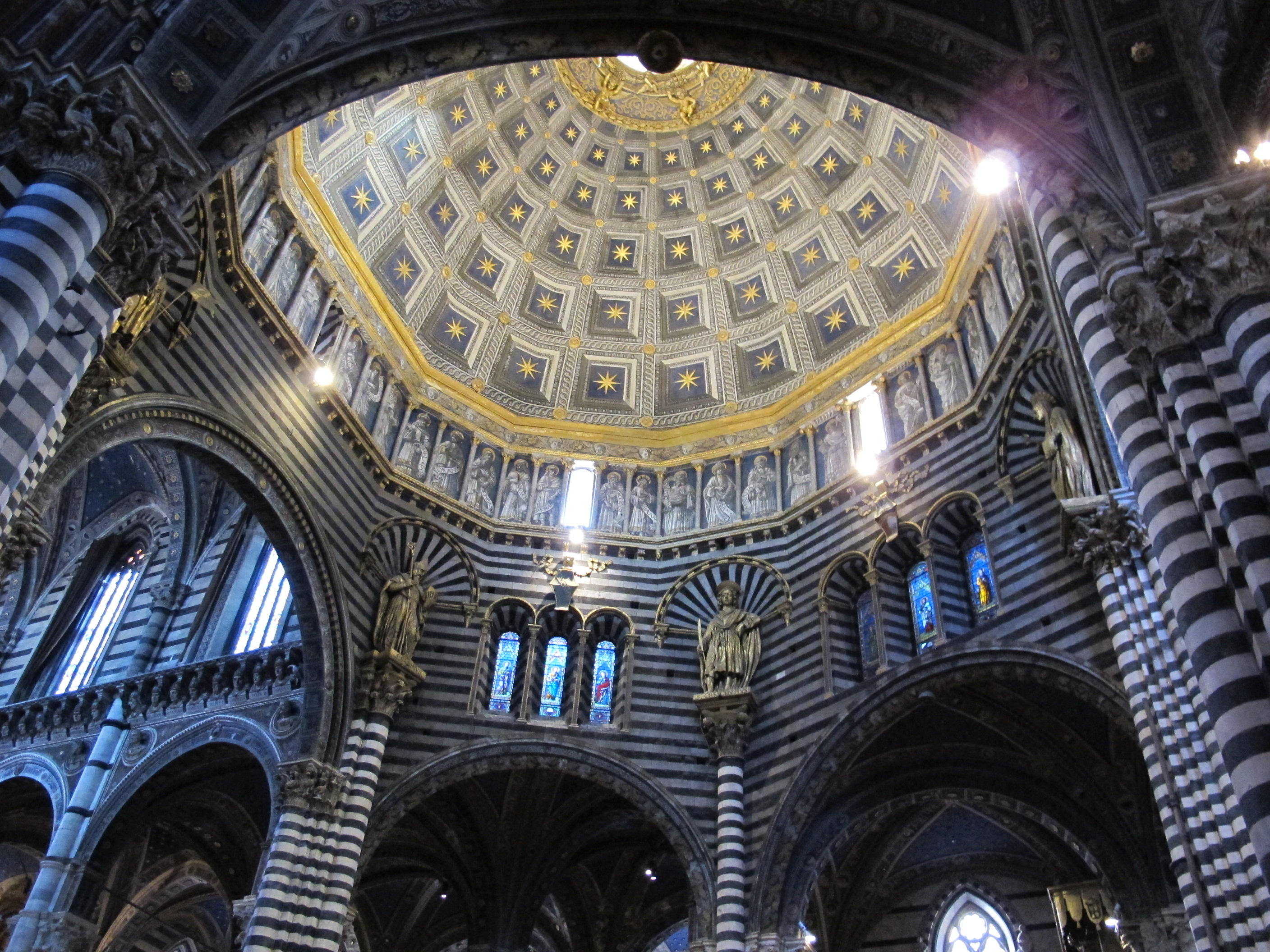
La cúpula de la catedral de Siena

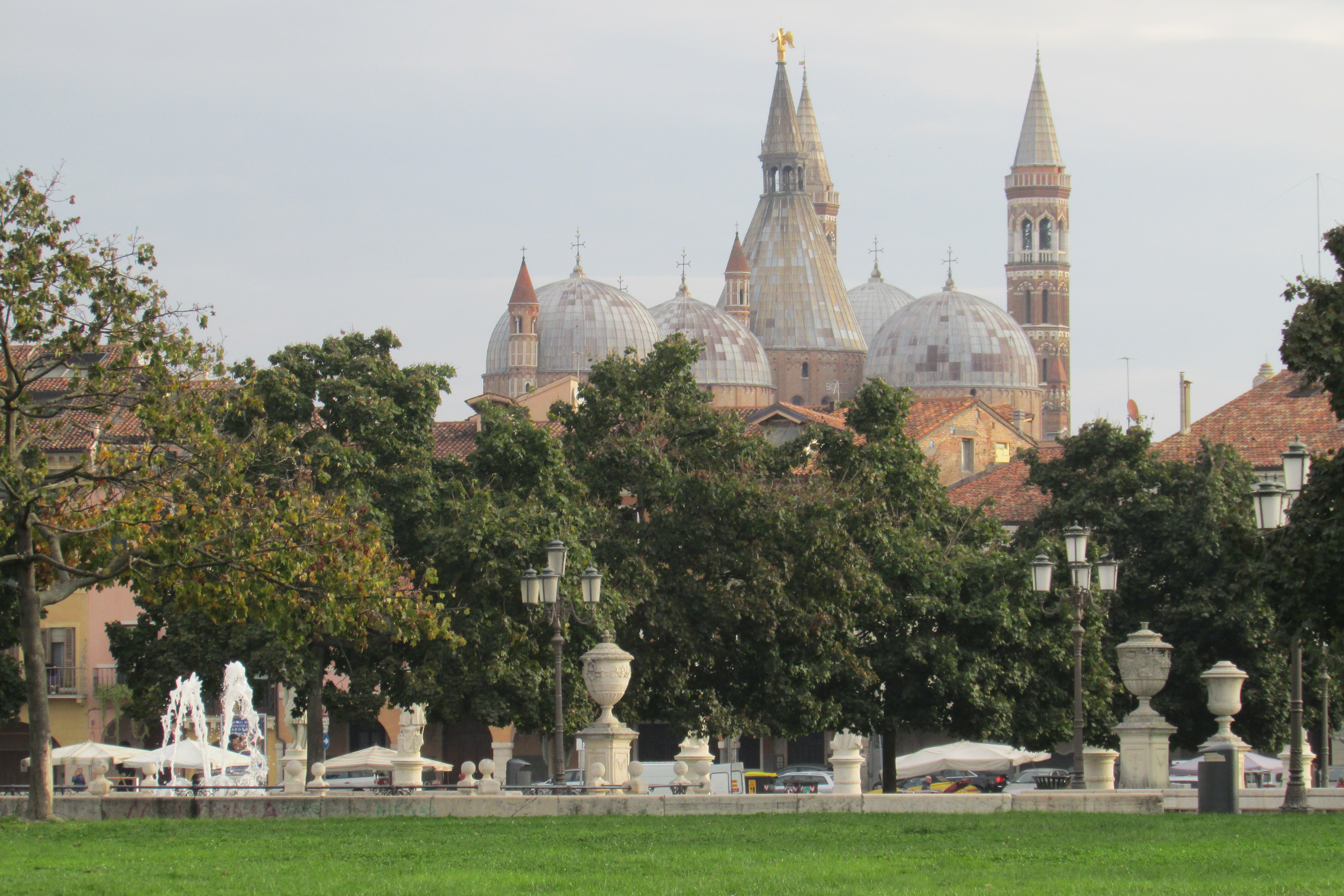
Las siete cúpulas de la basílica de San Antonio de Padua (1231-1300), con una mezcla de elementos góticos y bizantinos; la cónica corresponde al crucero.

En Italia, la cúpula de la catedral de Siena tenía un perfil expuesto ya en 1224, y esta característica se conservó en su reconstrucción alrededor de 1260. La cúpula tiene dos cáscaras y se completó en 1264. Se coloca sobre un hexágono irregular de 17,7 m de ancho con trompas para formar una base irregular de doce lados. Nunca antes se había construido una cúpula grande sobre un crucero hexagonal. La linterna actual data del siglo XVII y la cúpula exterior actual es un reemplazo del siglo XIX. Una cúpula octogonal para la catedral de Florencia pudo haber sido parte del diseño original de Arnolfo di Cambio para la iglesia, cuya construcción comenzó en 1296. La basílica de San Antonio de Padua fue construida entre 1231 y 1300, a principios del período de la arquitectura gótica italiana, y presenta siete cúpulas con una mezcla de elementos góticos y bizantinos. Similar a la basílica de San Marcos de Venecia, su nave, transeptos, crucero y el tramo intermedio antes del coro están cubiertos por cúpulas sobre pechinas al estilo bizantino. Externamente, el domo del crucero está cubierto con una aguja cónica. La cúpula del coro, que puede ser posterior a las otras, es singularmente gótica con costillas. Una octava cúpula cubre la capilla de las Reliquias adjunta, adyacente a la cúpula del coro. Las cúpulas de mampostería están cubiertas externamente por estructuras de madera y varias fueron reparadas luego de la caída de un rayo en 1347 y de un incendio en 1748. Las dos más cercanas a la fachada pueden estar en su estado original. El baptisterio de San Giovanni in Corte en Pistoia tiene una cúpula octogonal de estilo florentino. La basílica de San Juan y San Pablo de Venecia fue construida entre 1333 y 1430 y presenta un crucero cupulado con influencias bizantinas y románicas, como las catedrales románicas abovedadas de la llanura del valle del Po.
En Inglaterra, una cúpula con techo piramidal y linterna en la cocina del abad de la abadía de Glastonbury data de principios del siglo XIV. Un abovedamiento similar fue construida sobre la cocina de la abadía de Newenham hacia 1338. Bóvedas en estrella de madera como las que cubren la casa capítular octogonal de la York Minster (ca. 1286-1296) y la planta octogonal alargada de la Lady Chapel de la catedral de Wells (ca. 1320-1340) que imitaba una bóveda de piedra mucho más pesada. El abovedamiento de madera sobre el crucero de la catedral de Ely fue construido después de que la torre de crucero original se derrumbara en 1322. Fue concebida por Alan de Walsingham y diseñada por el maestro carpintero William Hurley. Ocho bóvedas de martillo se extienden desde ocho pilares sobre el crucero octogonal de 22 m de ancho y se encuentran en la base de una gran linterna octogonal, que está cubierta por una bóveda de estrellas.

## Edad Media tardía

### España

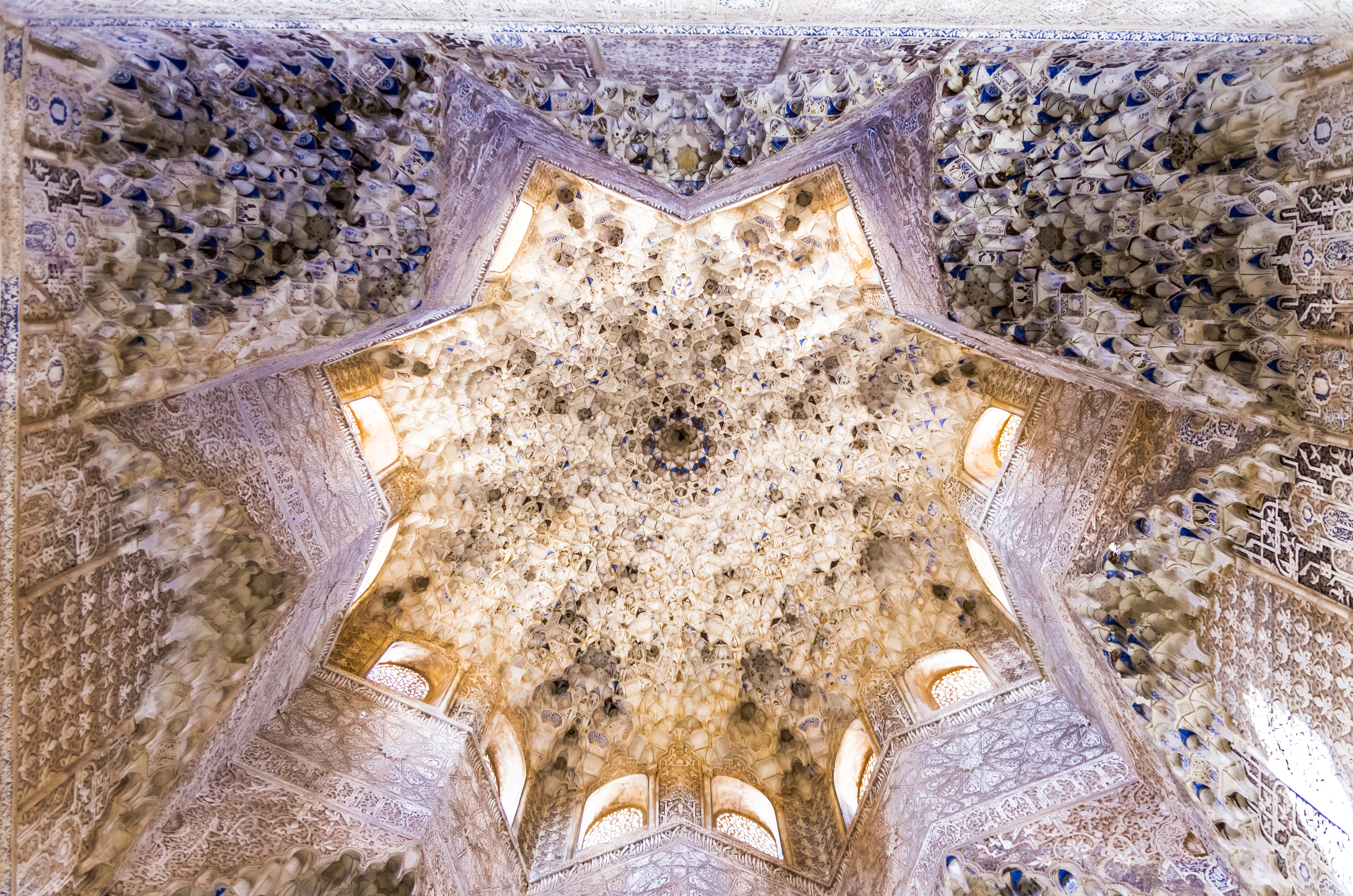
Sala de los Abencerrajes

Las cúpulas en forma de estrella se encuentran en el palacio morisco de la Alhambra en Granada, España, que tiene salas de audiencias con cúpulas construidas para reflejar las constelaciones celestiales. El Sala de los Abencerrajes (c. 1333-1391) y la sala de las dos Hermanas (c. 1333-1354) son ejemplos extraordinariamente desarrollados de cúpulas con muqarnas, tomando la tradición de la trompa en la arquitectura islámica de un elemento funcional en la zona de transición hasta llegar a ser una cubierta altamente ornamental para la cúpula misma. Los elementos estructurales de estas dos cúpulas son en realidad bóvedas de ladrillo, pero están completamente recubiertas por las intrincadas estalactitas de mocárabes. La cúpula del crucero de encaje y forma de estrella de la catedral de Burgos (1567) puede haberse inspirado en estos ejemplos, además de los construidos sobre la capilla octogonal de la catedral del Condestable (1482-1494) en estilo gótico.
En el estilo mudéjar de Sevilla después de la reconquista cristiana de la ciudad, una clase de cúpula hecha de piezas intrincadamente entrelazadas de madera pintada y dorada se conocía como media naranja. El ejemplo más famoso cubre la sala del trono del Salón de los Embajadores en el Complejo del Palacio Real de Sevilla, un espacio de 10 m de ancho construido en 1427.

### Sultanato mameluco

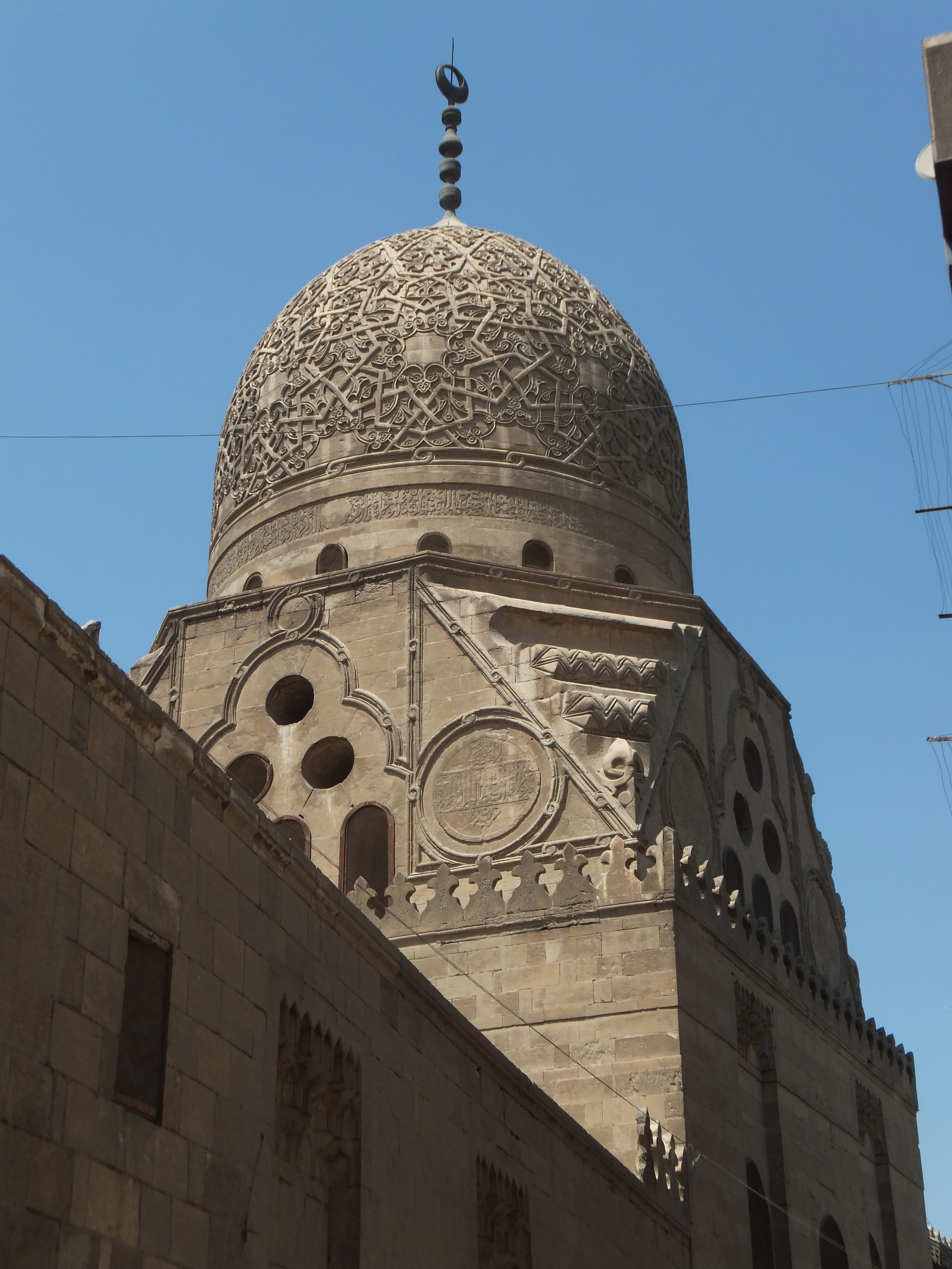
La cúpula de Qaytbay en el cementerio norte de El Cairo

En la primera mitad del siglo XIV, los bloques de piedra reemplazaron a los ladrillos como material de construcción principal en la construcción de cúpulas en el Egipto mameluco, y las cúpulas de ladrillo fueron solo el 20% de las construidas alrededor de 1322. En el transcurso de 250 años, se construyeron en El Cairo alrededor de 400 cúpulas para cubrir las tumbas de sultanes y emires mamelucos. Aunque mantuvieron aproximadamente las mismas proporciones, el cambio de ladrillo a piedra también se asocia con un aumento en las dimensiones del tramo a cubrir y en la altura media de aproximadamente 3−4 m, y con una disminución en el grosor de las cúpulas. Las cúpulas de piedra tienen generalmente de 8−10 m de diámetro y de 7−11 m de altura. El mausoleo de Farag Ibn Barquq (1398-1411) es un caso excepcional, con una cúpula de 16 m de ancho y 12,8 m de altura.
Las cúpulas de piedra son generalmente cáscaras individuales excepto en la corona cónica, donde hay un espacio entre las capas internas y externas relleno de tierra y escombros y que alberga las bases de las agujas de metal. Las cúpulas de doble cáscara fueron raras, siendo ejemplo la de la Madrasa Al-Sultanyya de 1360. Las cúpulas se construyeron en anillos circulares, con tamaños que disminuyen hacia la parte superior y, debido a esto, fue posible que no requirieran de un elaborado centrado. Los restos colapsados de algunas cúpulas han revelado la existencia de una capa de ladrillo bajo la capa externa de piedra, que podría haber sostenido y alineado durante la construcción la piedra más pesada. Aunque las primeras cúpulas de piedra no las tienen, las conexiones horizontales entre los bloques sillares de piedra se introdujeron en el siglo XIV, como las de madera de teca en forma de cola de milano utilizadas en el mausoleo de Farag Ibn Barquq. Los perfiles de las cúpulas fueron variados, con "forma de quilla", bulbos, conopiales, cúpulas con zancos y otros utilizados. Sobre el tambor, externamente los ángulos se achaflanaban, o en ocasiones escalonaban, y se usaban ventanas triples en una disposición trilobulada en las caras.
La decoración de estas primeras cúpulas de piedra fue inicialmente la misma nervadura externa que en las cúpulas de ladrillo anteriores, y tales cúpulas de ladrillo continuarían construyéndose durante todo el período mameluco, aunque se introdujeron patrones más elaborados de talla a principios del siglo XVI. Las tempranas cúpulas de piedras estaban enfoscadas externamente cuando no se habían talladon con la precisión suficiente, pero las mejoras en la técnica con el tiempo harían que eso fuera innecesario. Las costillas espirales se desarrollaron en la década de 1370 y los patrones en zigzag lo fueron tanto a finales del siglo XIV como nuevamente a finales del siglo XV. En el siglo XV, los diseños entrelazados de estrellas y de flores se utilizaron en un patrón de mosaico. La singularidad del patrón usado en la cúpula de un mausoleo ayudaba a asociar esa cúpula con el individuo enterrado allí.
Las cúpulas gemelas del complejo de Sultaniyya (c. 1360) y la estrecha cúpula de Yunus al-Dawadar (c. 1385) son inusuales porque tienen muqarnas en la base de sus costillas externas, una característica de las cúpulas nervadas en Persia. El primer ejemplo de patrón en zigzag aparece en la cúpula de Mahmud al-Kurdi (1394-1395), y al menos catorce cúpulas posteriores también lo usaron. El primer ejemplo de una cúpula en El Cairo con un patrón de estrellas es la del mausoleo de al-Ashraf Barsbay. La cúpula de Qaytbay en el cementerio septentrional de El Cairo combina patrones geométricos y arabescos y es una de las más conseguidas. Internamente, las trompas de la zona de transición se desarrollaron en versiones miniaturizadas y puntiagudas, que se utilizaron fila a fila sobre toda la zona ampliada y bordeadas arriba y abajo por superficies planas. Las cúpulas bulbosas sobre los minaretes se usaron en Egipto a partir de 1330, extendiéndose a Siria en el siglo siguiente.

### Italia

#### Toscana

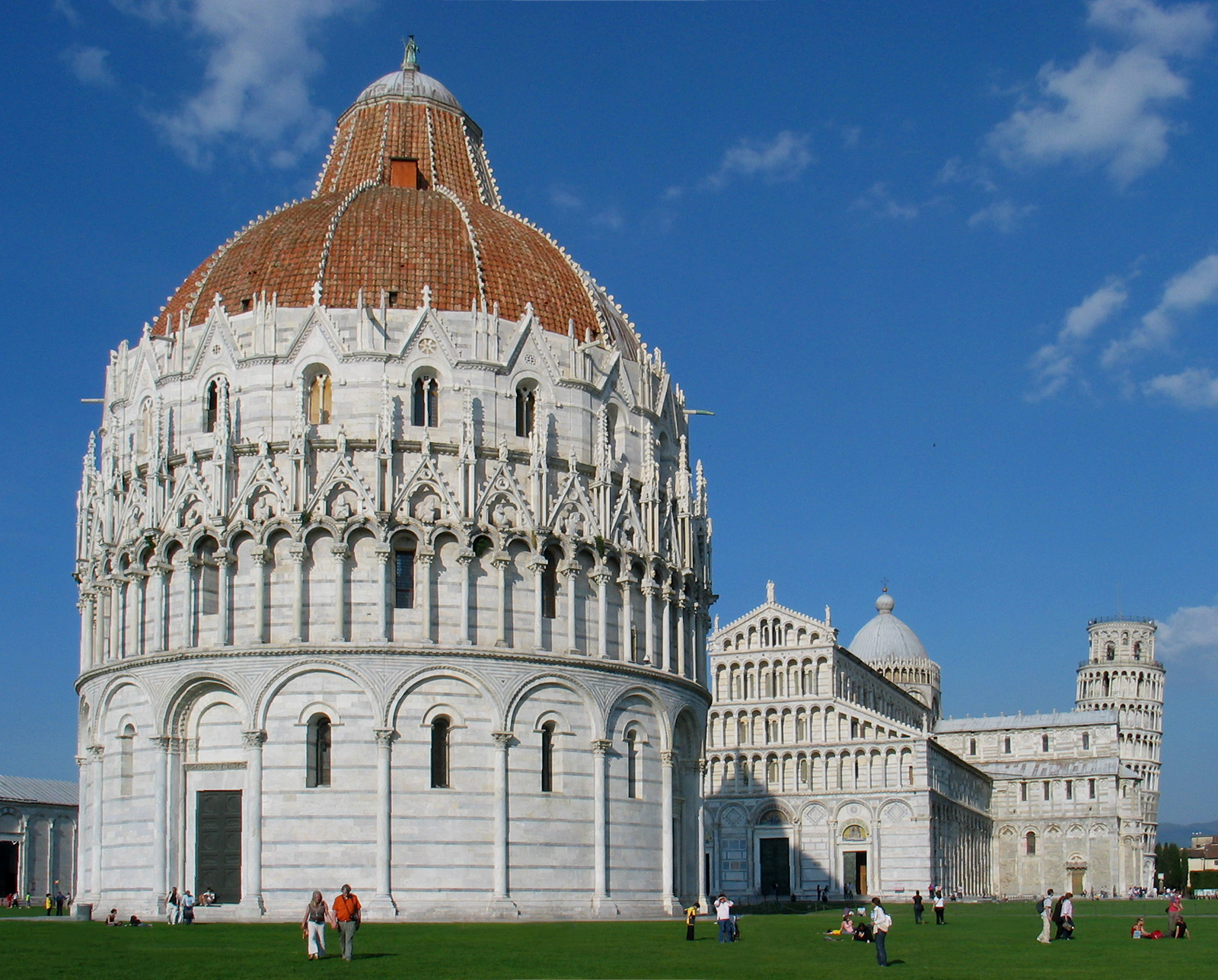
Las cúpulas del baptisterio y de la Catedral de Pisa

Las cúpulas visbles desde el exterior fueron comunes en la Toscana y ran una fuente de distinción regional en la década de 1380. La cúpula exterior del baptisterio de Pisa se construyó en el siglo XIV sobre un anterior techo cónico interior. Si también se retiró una linterna externa de la catedral de Pisa en la década de 1300, exponiendo la cúpula, una razón puede haber sido mantenerse al día de los proyectos más recientes en la región, como las catedrales cupuladas de Siena y Florencia. El rápido progreso de una ampliación radical de la catedral de Siena, que habría implicado la sustitución de la cúpula existente por una más grande, se detuvo poco después de que la ciudad fuera golpeada por un brote de Peste Negra en 1348. Su cúpula estaba coronada originalmente con un orbe de cobre, similar al de la cúpula de Pisa hoy, pero fue reemplazado en 1385 por una cúpula coronada por una esfera y cruz más pequeñas.
Solo unos pocos años después de que la ciudad de Siena decidiera abandonar la gran ampliación y rediseño de su catedral en 1355, Florencia decidió ampliar la suya. En 1357, se estableció un plan para la cúpula de la catedral de Florencia. Sin embargo, en 1367 se propuso alterar la planta de la iglesia en el extremo oriental para aumentar la escala de la cúpula octogonal, ampliándola de 62 a 72 braccia, con la intención de superar aún más las cúpulas de Pisa y de Siena, y este plan modificado fue ratificado en 1368, bajo el maestro de obras Francesco Talenti. Los gremios de la construcción de Florencia habían jurado adherirse al modelo de la cúpula creada en 1367, con un perfil puntiagudo de "quinto acuto", pero la escala de esta nueva cúpula era tan ambiciosa que los expertos de la Opera del Duomo, la junta que supervisaba la construcción, expresaron ya en 1394 la opinión de que la cúpula no se podía realizar. La discusión en el siglo XIV giraba principalmente en torno al costo del proyecto y, en segundo lugar, sobre el estilo. La cúpula ampliada abarcaría todo el ancho de 42 m de las tres naves, solo 2 m menos que la del Panteón romano, la cúpula más grande del mundo. Y debido a que las distancias entre los ángulos del octágono estaban aún más separadas, a 45,5 m, el tramo medio de la cúpula sería marginalmente más ancho que el del Panteón. Los 144 braccia, la altura de la cúpula, evocarían el número sagrado de la Jerusalén celestial mencionada en el Libro del Apocalipsis. En 1413, el extremo oriental de la iglesia se había completado hasta el tambor octogonal con ventanas, salvo uno de los tres ábsides, pero el problema de construir la gran cúpula aún no tenía una solución. En 1417, con el tambor ya completado, el maestro constructor a cargo del proyecto se retiró y en agosto de 1418 se convocó un concurso para proyectos sobre como construir la cúpula.

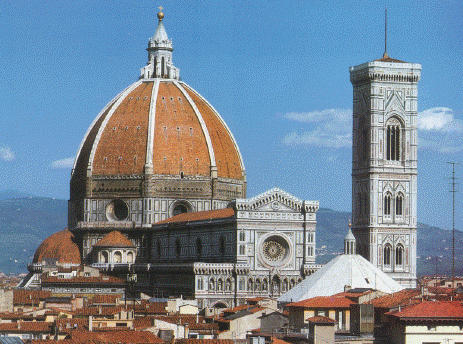
La catedral de Santa María del Fiore en Florencia.

La cúpula de Brunelleschi, diseñada en 1418, sigue la altura y la forma ordenada en 1367. Filippo Brunelleschi y Lorenzo Ghiberti fueron nombrados líderes conjuntos del proyecto para construir la cúpula de la catedral de Florencia en 1420. El plan de Brunelleschi de usar andamios suspendidos para los trabajadores triunó frente a alternativas como construir una columna de soporte de piedra provisional en el centro del crucero o de rellenar todo el espacio bajo la cúpula con tierra. La bóveda de ladrillo octogonal fue construida entre 1420 y 1436, renunciando Ghiberti en 1433. La cúpula puede describirse como una bóveda de claustro, concentrando el peso las ocho costillas en los ángulos sobre los pilares de soporte. La cúpula tiene 42 m de ancho y está hecha de dos hojas o cáscaras. Una escalera serpentea entre ellas. Ocho nervaduras externas de piedra blanca marcan los bordes de los ocho lados, al lado de la techumbre de tejas rojas, y se extienden desde la base del tambor hasta la base de la cúpula. Cada uno de los ocho lados de la cúpula también oculta un par de nervaduras de piedra intermedias que están conectadas a las nervaduras principales mediante una serie de anillos de mampostería. Todavía se conserva un anillo de tensión de madera temporal cerca del fondo de la cúpula. Tres cadenas horizontales de bloques de arenisca con muescas juntas y reforzadas con grapas de hierro recubiertas de plomo también se extienden a toda la circunferencia de la cúpula: una en la base (donde los puntales radiales de esta cadena sobresalen hacia el exterior), una a un tercio hacia arriba y una tercera a dos tercios.
Aunque generalmente se preferían en Italia en ese momento, no se usaron lazos internos visibles. Solo se han observado cuatro grietas importantes en la cúpula interior, en comparación con unas catorce en cada una en las cúpulas del Panteón y de la basílica de San Pedro. El diseño de la cúpula es muy diferente al del Panteón y no está claro cuáles fueron las influencias, pero comparten algunas similitudes con las cúpulas de ladrillo anteriores y más pequeñas de Persia. El uso de un patrón de espiga en el ladrillo permitió que cortas secciones horizontales de las capas del domo fueran completadas como unidades autoportantes. Con más de 32 m de altura, sigue siendo la cúpula de mampostería más grande jamás construida. La cúpula misma no es de estilo renacentista, aunque la linterna está más cerca. La linterna que corona la cúpula, también diseñada por Brunelleschi, no se inició hasta 1446, después de su muerte. Fue completada por Michelozzo di Bartolommeo y Bernardo Rossellino en 1467. Brunelleschi había planeado construir una galería externa de dos pisos y una cornisa en la parte superior del tambor donde hoy se puede ver una tira de mampostería sin revestimiento. Aunque desde 1508 se construyó una parte del lado sureste , los trabajos se detuvieron después de que el efecto visual fuera criticado por Miguel Ángel.

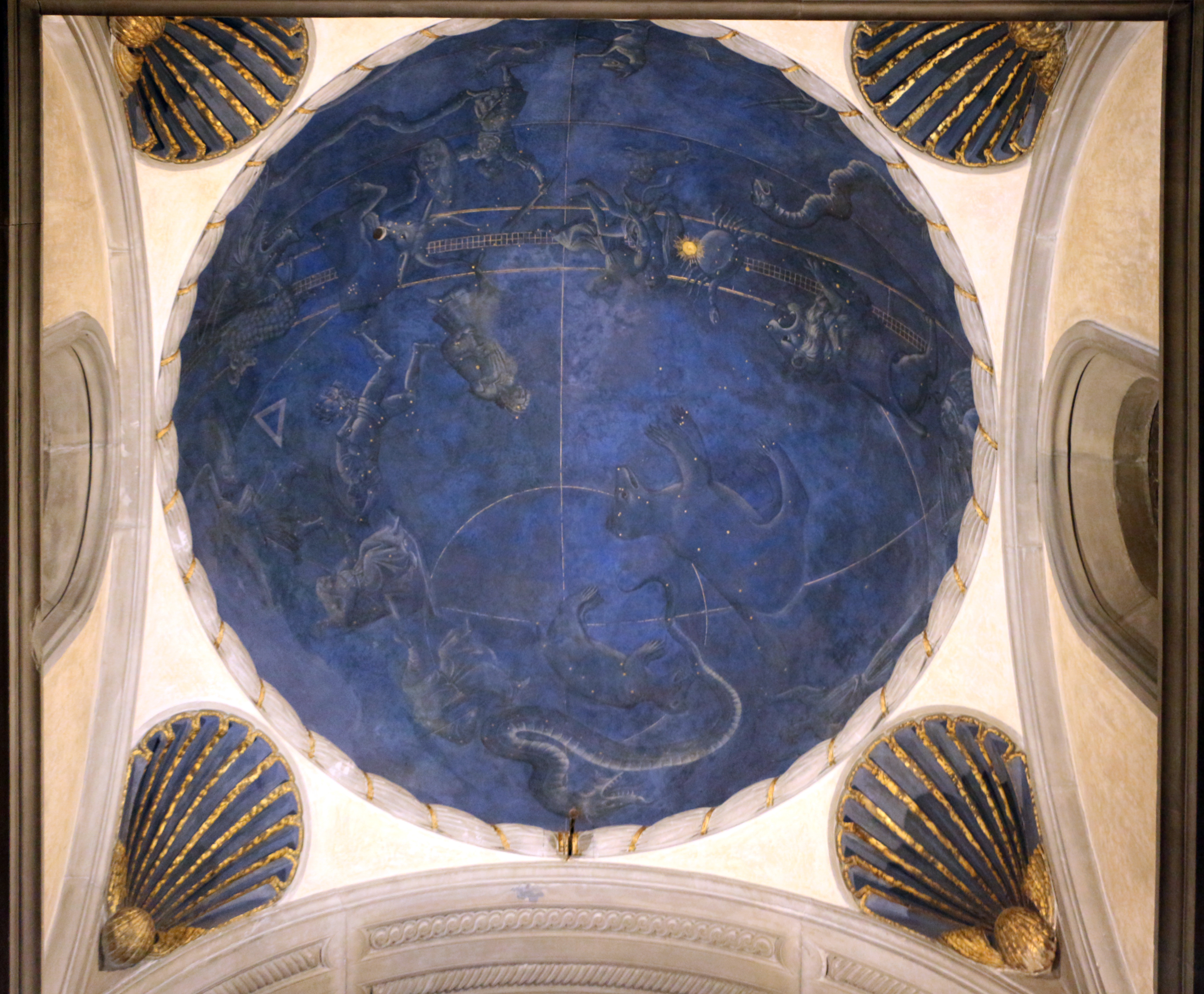
La cúpula con el Hemisferio Celeste de la Antigua Sacristía de la basílica de San Lorenzo, Florencia, atribuida a Pesello

Al concluir el Concilio de Florencia el 6 de junio de 1439, la ceremonia de unión entre las iglesias católica y ortodoxa tuvo lugar bajo la cúpula de la catedral de Florencia. En la Antigua Sacristía de la basílica de San Lorenzo en Florencia, la pequeña cúpula sobre el altar fue decorada con representaciones astrológicas de constelaciones de estrellas que se habían calculado para representar el 6 de julio de 1439, aproximadamente al mediodía, la fecha de la sesión de clausura del Concilio de Florencia, en el cual los Artículos de Unión entre la cristiandad oriental y occidental fueron firmados por los delegados latinos y griegos.

#### Renacimiento temprano
Las cúpulas de Brunelleschi en basílica de San Lorenzo y en la capilla Pazzi las establecieron como un elemento clave de la arquitectura renacentista. Su planta para la cúpula de la capilla Pazzi en la basílica de la Santa Cruz de Florencia (1430-1452) ilustra el entusiasmo renacentista por la geometría y por el círculo como la forma suprema de la geometría. Doce costillas entre doce ventanas circulares convergen en un pequeño oculus. La cúpula circular descansa sobre pechinas decoradas con medallones circulares de cerámica florentina. Este énfasis en lo esencial geométrico sería muy influyente. La cúpula de San Sisto en Piacenza (1499-1514) es circular y también incluye pechinas con medallones circulares. Otro ejemplo temprano es el diseño de Giuliano da Sangallo en 1485 de una cúpula en la iglesia de Santa Maria delle Carceri en Prato. Como la de la capilla Pazzi, la cúpula es nervada. La iglesia cupulada de Santa Maria della Pietà en Bibbona fue construida a finales del siglo XV.
La combinación de cúpula, tambor, pechinas y bóvedas de cañón se desarrolló como la forma estructural característica de las grandes iglesias renacentistas después de un período de innovación a finales del siglo XV. Florencia fue la primera ciudad italiana en desarrollar el nuevo estilo, seguida de Roma, luego Venecia. La planta en quincunce se hizo popular en muchas partes de Italia desde finales del siglo XV, a menudo con una gran cúpula sobre pechinas en el centro de un cuadrado y cuatro cúpulas más pequeñas en las esquinas. Desde finales del siglo XV, los arcos de medio punto se convirtieron en preferidos en Milán, pero las cúpulas redondas tuvieron menos éxito debido a las dificultades estructurales en comparación con las de perfiles puntiagudos. Las cúpulas de estilo renacentista en Florencia son en su mayoría de principios del siglo XV. Las ciudades dentro de la zona de influencia de Florencia, como Génova, Milán y Turín, produjeron principalmente ejemplos más tarde, a partir del siglo XVI.
De re aedificatoria, escrita por Leon Battista Alberti y dedicada al papa Nicolás V alrededor de 1452, recomienda bóvedas con casetones para las iglesias, como en el Panteón, y generalmente se le atribuye a Albertiel primer diseño para una cúpula en la basílica de San Pedro en Roma, aunque el arquitecto recordado es Bernardo Rossellino. Bajo Nicolás V, comenzó la construcción entre 1451 y 1455 de una ampliación de la antigua basílica de San Pedro, con una planta de cruz latina con una cúpula y una linterna de 100 braccia de altura sobre un crucero de 44 braccia de ancho (unos 24,5 m de ancho). Poco más que los cimientos y parte de las paredes del coro se completaron antes de que se detuvieran las obras con la muerte de Nicolás V. Esa innovación culminaría en los proyectos 1505-1506 de Bramante para una basílica de San Pedro completamente nueva, y durante todo el siglo XVI el Renacimiento empleó un conjunto de cúpula y bóveda de cañón que desplazaría el uso de las bóvedas de crucería góticas.
La arquitectura renacentista veneciana, tal vez retrasada debido a la independencia política de Venecia, se mezcló con la tradición arquitectónica veneciana existente de influencia oriental. Pietro Lombardo diseñó la [Iglesia de Santa María de los Milagros (Venecia)|iglesia de Santa María de los Milagros]] (1481-1489) con una cúpula sobre la sacristía. La cúpula de mampostería sobre un tambor poco profundo y pechinas está cubierta por una cúpula exterior de madera más alta con una linterna.

#### Ducado de Urbino
La iglesia de San Bernardino se completó en Urbino antes de 1481 como un mausoleo trilobular cupulado.
Iniciada en 1469, la basílica de la Santa Casa en Loreto tiene una cúpula octogonal con un perfil gótico similar al de la catedral de Florencia. Fue construida por Giuliano da Sangallo de 1499 a 1500, y su estructura utiliza un patrón en espiga y tiene dos cadenas de hierro para resistir el empuje hacia afuera. Las cuatro torres en las esquinas del crucero también tienen bóvedas de claustro octogonales en su nivel intermedio.

#### Ducado de Milán

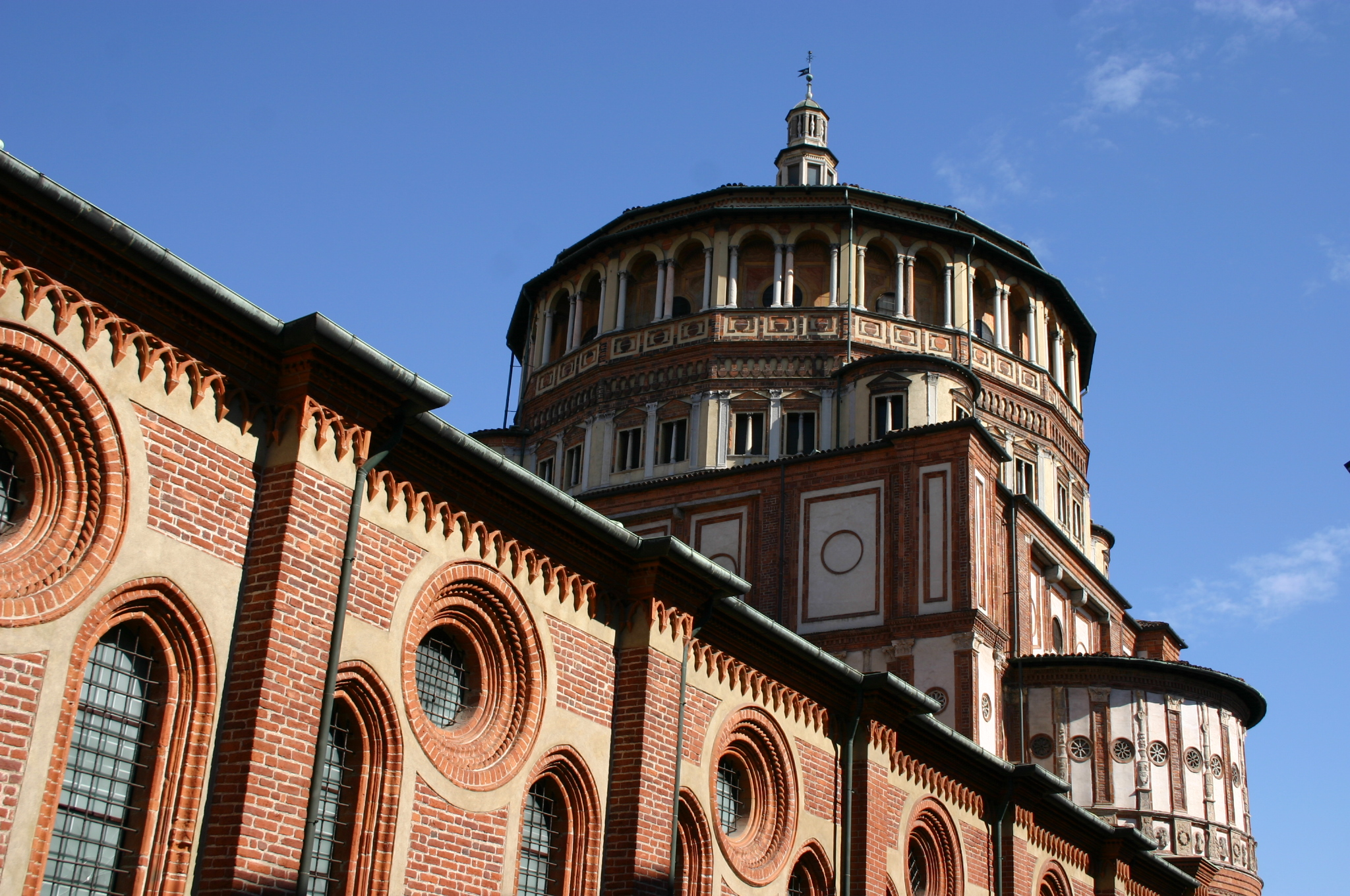
Santa Maria delle Grazie en Milan

En Lombardía, tanto las cúpulas octagonales como las circulares usaban costillas hasta la década de 1490. Son ejemplos la capilla Portinari en la basílica de Sant'Eustorgio, la iglesia de la Certosa di Pavia (1396-1473), la iglesia de Sta. Maria Bressanoro en Castelleone, la catedral de Milán y la iglesia de Santa Maria della Croce. La capilla Portinari, la capilla Colleoni y la capilla Brivio usan un gran bloque cuadrado para sostener un timburio. La cúpula de Donato Bramante de Santa Maria presso San Satiro fue la primera «cúpula lombarda hemisférica sin nervios con casetones». La iglesia funeraria de la casa de Sforza, Santa Maria delle Grazie, se inició en 1492 y en 1497 se completó hasta la galería superior del timburio. Es similar a la temprana iglesia de San Bernardino en Urbino en que también es un mausoleo trilobular cupulado. Sin embargo, la cúpula lisa, casi hemisférica sin nervios y el timburio de dieciséis lados con dos galerías y un techo inclinado están claramente modelados según la basílica de San Lorenzo en Milán, el «Panteón milanés», y la disposición interior es similar a la de la capilla Portinari.

### Los Países Bajos del noroeste de Europa
En el siglo XV, las peregrinaciones y las florecientes relaciones comerciales con el Cercano Oriente expusieron a los Países Bajos del noroeste de Europa al uso de cúpulas bulbosas en la arquitectura de Oriente. Aunque las primeras expresiones de su uso europeo están en los fondos de pinturas, los usos arquitectónicos siguieron. La Cúpula de la Roca y su cúpula bulbosa son tan prominentes en Jerusalén, que las cúpulas aparentemente se asociaron por los visitantes con la ciudad misma. En Brujas, la Iglesia de la Santa Cruz, diseñada para simbolizar el Santo Sepulcro, se terminó con una torre de iglesia gótica coronada por una cúpula bulbosa sobre un hueco hexagonal en 1428. En algún momento entre 1466 y 1500, una torre añadida a la Basílica de la Santa Sangre de Brujas estaba cubierta por una cúpula bulbosa muy similar a los minaretes sirios. Del mismo modo, en Gante, una torre de escalera octogonal para la iglesia de San Martín de Ackerghem, construida a principios del siglo XVI, tiene una cúpula bulbosa como un minarete. Estas cúpulas estaban hechas de madera cubierta de cobre, al igual que los ejemplos sobre torretas y torres en los Países Bajos a finales del siglo XV, muchas de las cuales se han perdido. El primer ejemplo de los Países Bajos que ha sobrevivido es la cúpula bulbosa construida en 1511 sobre el ayuntamiento de Middelburg. Las agujas de varios pisos con cúpulas bulbosas truncadas que sostienen cúpulas o coronas más pequeñas se hicieron populares en las siguientes décadas.

## Váase también
- Historia de las cúpulas tempranas y simples
- Historia de las cúpulas del período moderno temprano
- Historia de las cúpulas del período moderno